# Великий Новгород
Вели́кий Но́вгород (разг. Но́вгород — официальное название города до 1999 года) — город, расположенный в Северо-Западном федеральном округе России. Административный центр Новгородской области, а также Новгородского района, в состав которого не входит, обладая статусом города областного значения и образуя городской округ Великий Новгород c единственным населённым пунктом в его составе. Город воинской славы.
Великий Новгород является одним из древнейших городов России, по одной из летописных версий (в Новгородской первой летописи) - место призвания варягов (традиционно связываемого с зарождением русской и российской государственности) и первая столица Руси. В Средние века — второй по значимости после Киева центр Киевской Руси, в XII—XV веках столица Новгородской республики до её подчинения Московскому княжеству в 1478 году, а затем центр Новгородской земли в составе Русского царства.
Официальной датой основания Новгорода считается 859 год, по первому упоминанию города в поздней Никоновской летописи (XVI век). В «Повести временных лет», созданной в XII веке, город впервые упоминается под 862 годом. Однако летописи могли относить существование города к этому времени ретроспективно, поскольку надёжно датированные археологические слои Новгорода относятся ко времени не ранее 930-х годов. По мнению археологов, Новгород появился примерно на рубеже IX—X веков или в начале X века у истока Волхова из Ильменя. Во второй четверти X века был построен первый мост через Волхов.
В 1136 году Новгород стал первой вольной республикой на территории феодальной Руси (с этого момента полномочия новгородского князя были резко ограничены). В XII—XV веках Новгород имел торговые отношения с Ганзейским союзом. Для отрезка времени начиная с 1136 года и заканчивая 1478 годом, когда Новгород утратил (в результате победы московского князя Ивана III Великого над новгородцами) политическую самостоятельность, по отношению к Новгородской земле принято применять термин «Новгородская республика» (правительство последней использовало обозначение Господин Великий Новгород).
Новгород не подвергся монгольскому нашествию и сохранил уникальные памятники древнерусской архитектуры домонгольского периода (наиболее известный из них — Софийский собор) и был единственным из древних русских городов, избежавшим упадка и дробления в XI—XII веках.
В 1569—1570 годах Новгород подвергся опричному погрому Ивана Грозного, сопровождавшемуся массовыми убийствами горожан. В 1611—1617 годах город был под властью шведов. После основания Санкт-Петербурга город утратил своё экономическое значение, в частности, оставшись в стороне от основных торговых путей. С 1727 года Новгород стал центром Новгородской губернии. С 1927 года стал частью Ленинградской области. Во время Великой Отечественной войны город был занят немцами и почти полностью разрушен. После освобождения вновь стал областным центром, был отстроен заново, многие исторические здания были восстановлены.
Население Великого Новгорода — 222 669 чел. (2025); 90-е место в России, это около трети жителей области, площадь 90,08 км².

## Этимология
Впервые ретроспективно упоминается в поздних русских летописях под 859 годом. Согласно В. П. Нерознаку и Е. М. Поспелову, упоминается уже у готского историка Иордана (VI век) как Новиетун — кельтская калька с древнерусского «Новгород». В русской летописи под 1169 годом и под более поздними датами город упоминается как Великий Новгород. Это же название содержится в «Списке русских городов дальних и ближних» (конец XIV — начало XV века), в Книге Большому чертежу (1627), в перечнях городов В. Н. Татищева (1739—1744), в Географо-статистическом словаре П. П. Семёнова (т. 3, 1867), но официального признания эта форма названия не получила. Первая попытка её возрождения была предпринята городской думой в 1914 году, но Первая мировая война и последовавшие Революция и Гражданская война помешали её осуществлению.
Вторая попытка официального признания названия Великий Новгород относится к 1998 году, когда областной думой был принят специальный закон по этому вопросу. 11 июня 1999 года президент Российской Федерации Б. Ельцин подписал федеральный закон «О переименовании г. Новгорода — административного центра Новгородской области в город Великий Новгород». Также в 1990-е годы были восстановлены многие древние названия улиц в центре города.

## Физико-географическая характеристика

### Географическое положение

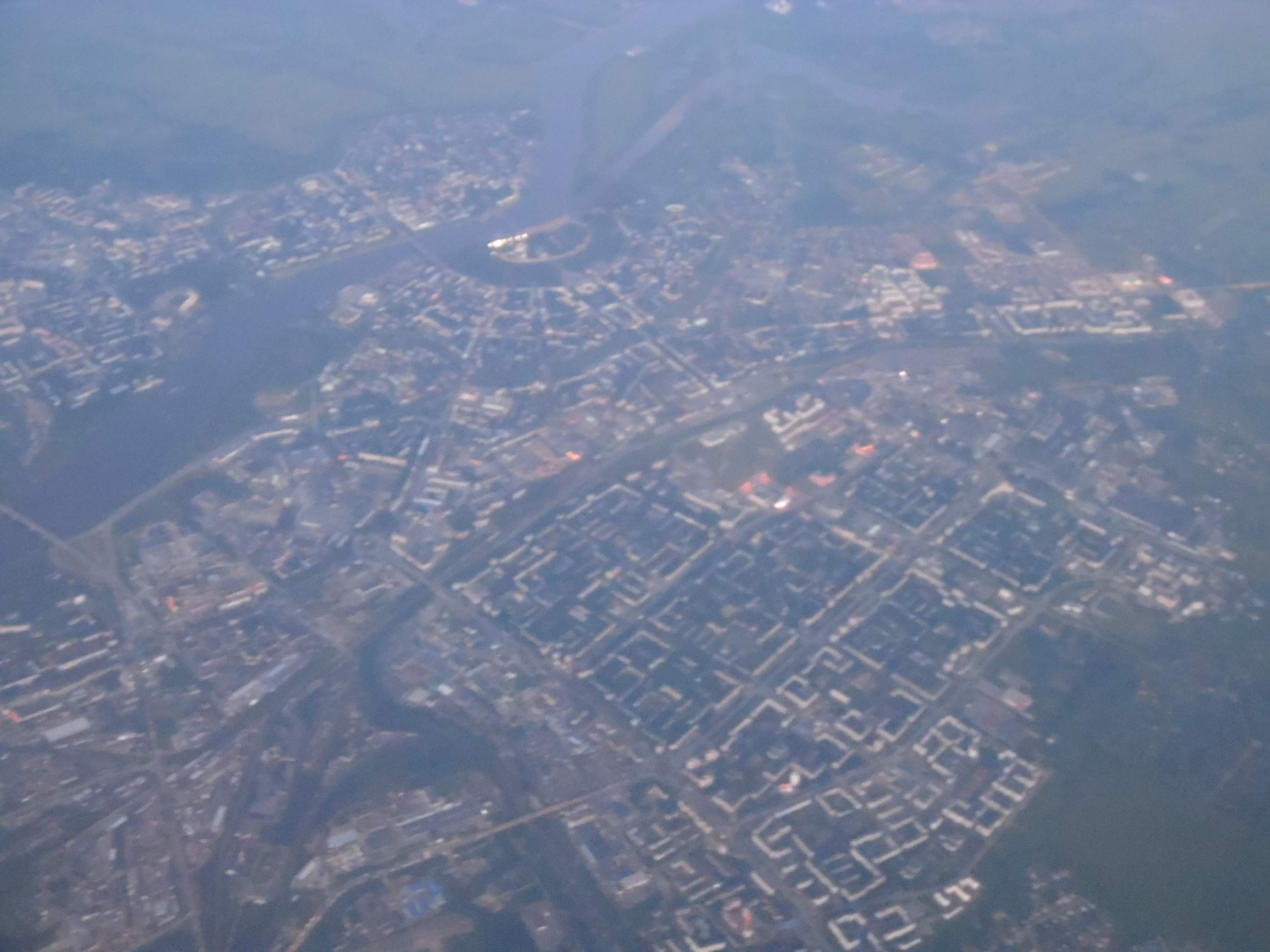
Великий Новгород с воздуха

Великий Новгород расположен на Приильменской низменности, на реке Волхов, в 6 км от озера Ильмень, в 552 км к северо-западу от Москвы и в 145 км к юго-востоку от Санкт-Петербурга. Южная граница городского округа Великий Новгород с 1999 года проходит у Рюрикова городища и Юрьева монастыря, огибая посёлок Панковка, и включая в себя земельный массив «Плетниха» (с 15 марта 2013 года). Северная граница городского округа — микрорайон Кречевицы (с 2004 года).

### Часовой пояс
Великий Новгород находится в часовой зоне МСК (московское время). Смещение применяемого времени относительно UTC составляет +3:00.
В соответствии с применяемым временем и географической долготой средний солнечный полдень в Великом Новгороде наступает в 12:55.

### Климат
Климат Великого Новгорода умеренно континентальный, с холодной снежной зимой и умеренно тёплым летом. Зима длится с середины ноября по начало апреля, её средняя температура составляет −4 °C, температура довольно часто опускается ниже −15 °C, обычно в конце января — начале февраля. Весна наступает примерно в первой неделе апреля, когда снежный покров тает и устанавливается устойчивая положительная температура, средняя температура апреля составляет около +3,5 °C. Лето умеренно тёплое, хотя июнь и август довольно прохладные месяцы, средняя температура июля +17,5 °C. Осень относительно мягкая и продолжительная, зима наступает только к середине ноября.
| Показатель                                                             | Янв. | Фев. | Март | Апр. | Май  | Июнь | Июль | Авг. | Сен. | Окт. | Нояб. | Дек. | Год  |
| ---------------------------------------------------------------------- | ---- | ---- | ---- | ---- | ---- | ---- | ---- | ---- | ---- | ---- | ----- | ---- | ---- |
| Абсолютный максимум, °C                                                | 6    | 6    | 13   | 26   | 31   | 32   | 34   | 34   | 29   | 22   | 13    | 10   | 34,0 |
| Средний суточный максимум, °C                                          | −6   | −5   | 0    | 8    | 17   | 21   | 22   | 21   | 15   | 8    | 1     | −3   | 8,3  |
| Средняя температура, °C                                                | −9,2 | −8,2 | −3,3 | 3,7  | 11,6 | 15,7 | 17,3 | 15,5 | 10,3 | 5,0  | −0,8  | −5,9 | 4,3  |
| Средний суточный минимум, °C                                           | −12  | −12  | −7   | 0    | 7    | 10   | 12   | 11   | 7    | 2    | −3    | −9   | 0,5  |
| Абсолютный минимум, °C                                                 | −45  | −39  | −32  | −24  | −8   | −3   | 1    | −2   | −10  | −21  | −26   | −41  | −45  |
| Норма осадков, мм                                                      | 29   | 22   | 29   | 33   | 37   | 62   | 71   | 71   | 60   | 51   | 49    | 36   | 550  |
| Источник: Яндекс.Погода, Научно-прикладной справочник по климату СССР. |      |      |      |      |      |      |      |      |      |      |       |      |      |

### Экология
Основной вклад (в 1989 г. около 55 %) в загрязнение окружающей среды в недавнем прошлом вносили промышленные предприятия города (в частности, химический комбинат ПАО «Акрон»), однако в последние годы основную долю загрязнений (до 70 %) составляют выбросы автотранспорта. Валовой выброс в атмосферу Великого Новгорода в 2010 году составил 44,6 тыс. тонн, в 2011 году — 40,7 тыс. тонн.
За состоянием окружающей среды в городе следит Новгородский областной Центр по гидрометеорологии и мониторингу окружающей среды (НЦГМС). Ежедневно 3 раза в день на трёх постах в городе (ул. Красилова, ул. Белова, ул. Б. Санкт-Петербургская) отбираются пробы атмосферного воздуха. В среднем содержание диоксида азота в пробах составляет не более 2 ПДК, оксида углерода не более 2,2 ПДК, фенола — до 7 ПДК, пыли — до 6 ПДК (количество проб с превышением содержания вредных веществ составляет не более 3 % от всего объёма проб). Индекс загрязнения атмосферы Великого Новгорода в настоящее время составляет 4,0—4,2 (низкий).
Осуществляется регулярный анализ проб воды из Волхова. Качество вод в реке в последние годы не меняется и по значениям УКИЗВ (удельный комбинаторный индекс загрязнённости вод) воды по-прежнему характеризуются как «загрязнённые». Воды реки в районе города на протяжении нескольких лет загрязнены медью, марганцем, железом. Значения бихроматной окисляемости (ХПК) по-прежнему превышают норму, что свидетельствует о загрязнении вод органическими веществами.
Радиометрическое наблюдение осуществляется на метеостанции в Юрьево. По результатам наблюдений в течение года среднее максимальное значение мощности экспозиционной дозы (МЭД) и исследования радиоактивных выпадений не превышают допустимых значений (наблюдения 2006—2012 годов).
Для улучшения состояния окружающей среды в Великом Новгороде принята специальная муниципальная целевая программа «Экология Великого Новгорода».

## История

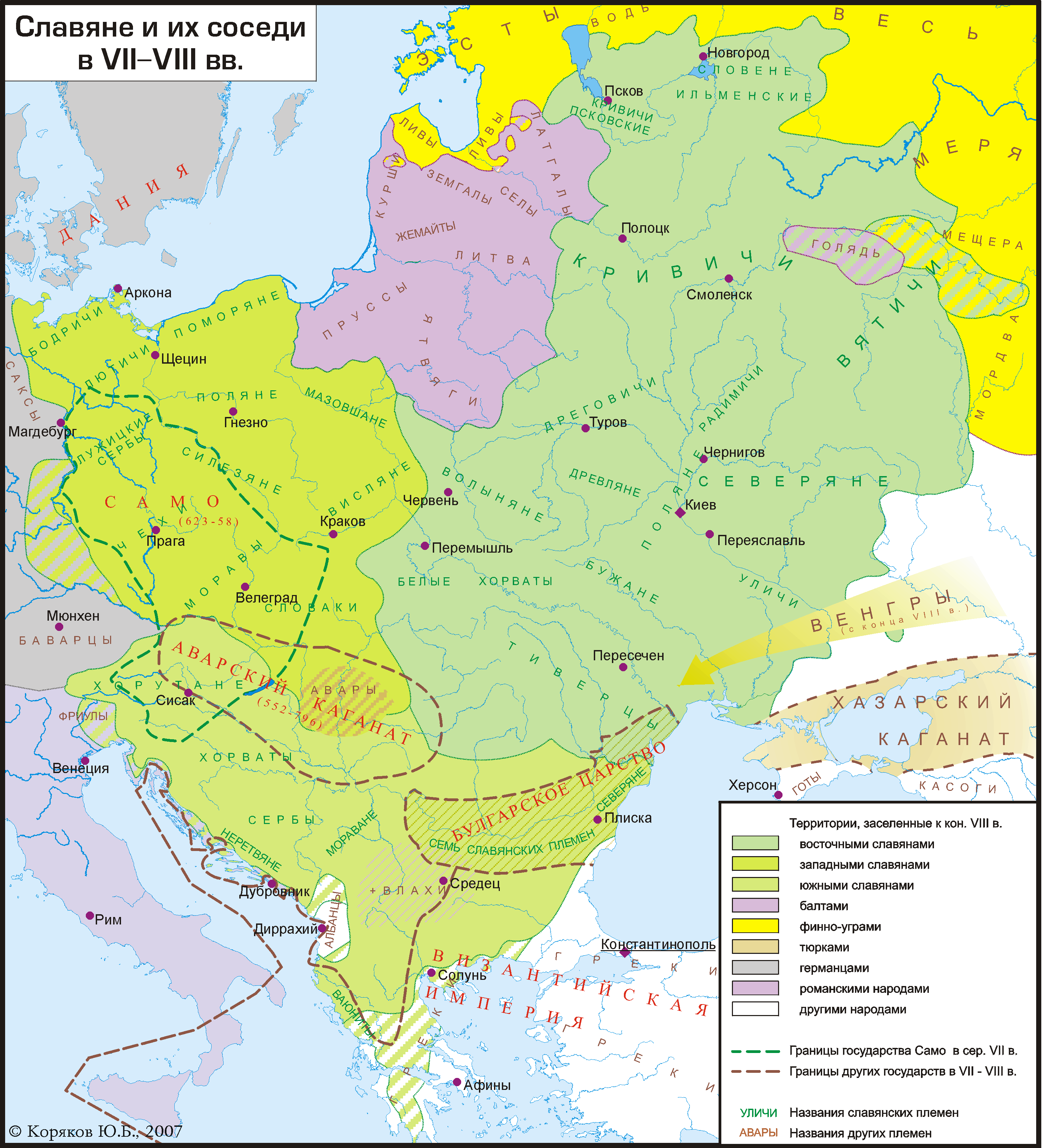
Карта расселения славян и их соседей на конец VIII века

Особенностью Новгорода является то, что он всегда был и остаётся разделён на две части — Торговую и Софийскую стороны, границей между которыми является река Волхов. В прошлом это деление носило не только географический характер, но отражалось и на внутренней истории города. Соперничество жителей Торговой и Софийской сторон нередко приводило к открытым столкновениям на Великом мосту через реку. Средневековый город сложился на месте более ранних селений у истока Волхова из Ильменя, где сгусток стоянок и поселений прослеживается со времён неолита (4—3 тысячелетия до н. э.). Обзор досредневековых реалий Новгородской земли подробно даётся в ряде материалов.
В VII веке возникло славянское селище на реке Прость. Зачаточное поселение славян на Земляном городище (Старая Ладога) могло возникнуть около 700 года или даже ранее. В первой половине 750-х годов в низовьях Волхова появились скандинавские поселения, но на рубеже 760—770 годов скандинавов вытеснили славяне. В IX веке в истоке реки Волхов на окраине Славенского холма уже существовало поселение Рюриково Городище.
На современном научном уровне этнические привязки археологических культур Приильменья спорны; по данным топонимики, округу заселяли славяне, финно-угры и балты. Городища раннего железного века под Новгородом найдены, но следов внушительного поселения не обнаружено. Специалистов привлекает одно из значений скандинавского имени города («Хольмгард») — «скопление поселений, затопляемых во время паводков». Вероятно, Хольмгардом считалась цепочка поселений от истоков Волхова (Перынь, Рюриково городище) вплоть до Холопьего городка (напротив Кречевиц, у деревни Новониколаевское) — см. Гардарики. Крупнейшим неукреплённым поселением и, возможно, центром словен в Приильменье в конце 1-го тысячелетия было селище на реке Прость.

### Время возникновения города

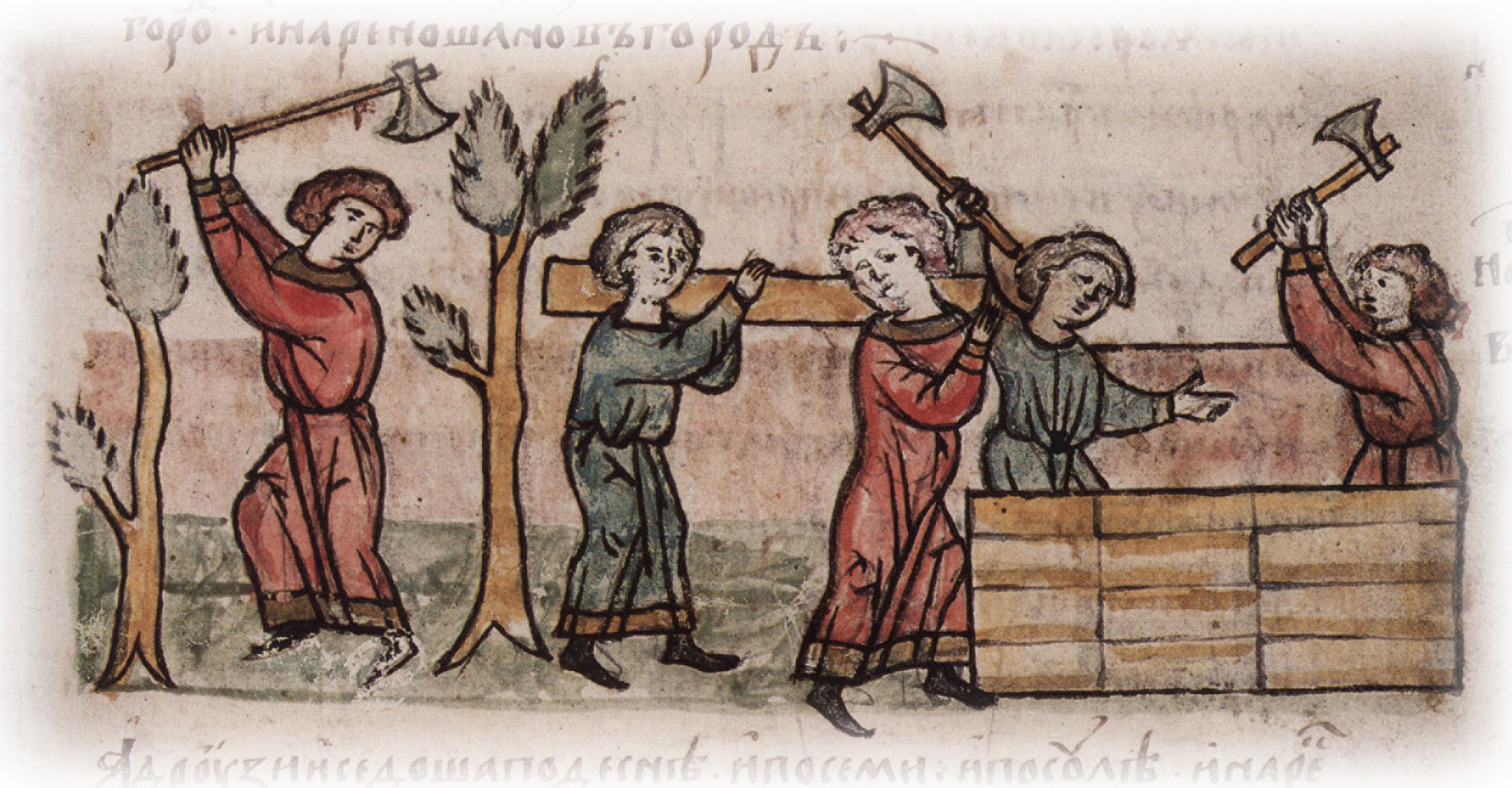
Строительство Новгорода ильменскими словенами. Миниатюра из Радзивилловской летописи, конец XV века

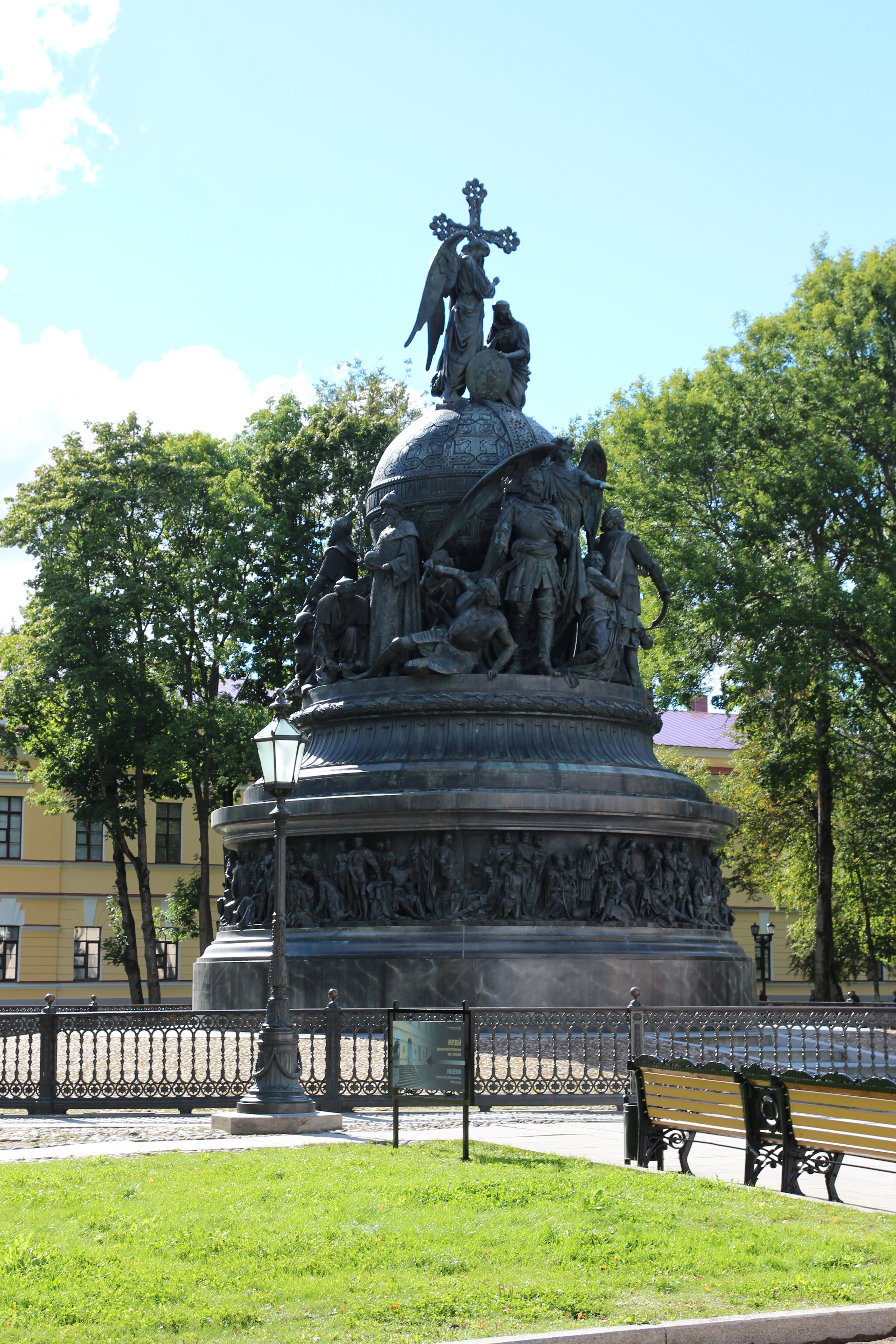
Памятник «Тысячелетие России», 1862

Официальной датой возникновения Новгорода принято считать 859 год. Эта дата взята из поздней Никоновской летописи, составленной в XVI веке. При этом в самой летописи не сказано об основании города именно в этот год. Под годом 6367 (859 год) приводится запись о смерти Гостомысла, новгородского старейшины, что не может признаваться датой возникновения Новгорода. Автором официальной даты основания города стал историк М. Н. Тихомиров, выступивший с докладом на научной конференции в Новгороде накануне 1959 года, что позволило отметить в тот год 1100-летие Новгорода.
В арабских источниках X века упоминается пункт ас-Славийа (Слава, Салау), как один из трёх центров русов наряду с Куйабой (Киевом) и Артанией (идентификация последней неясна). Полагают, что речь идёт о предшествовавшем Новгороду «старом городе» ильменских словен. На роль такого «Старого города», предполагают несколько поселений, среди которых самые вероятные — Рюриково городище и поселение на месте будущего Славенского конца. Самое раннее иностранное упоминание Новгорода (Немогард, Νεμογαρδάς) содержится в сочинении 949 года византийского императора Константина Багрянородного «Об управлении империей». По предположению Т. Н. Джаксон и Е. А. Рыдзевской, Новгород в скандинавских сагах называется Хольмгардом (Holmgård, Holmgarðr, предположительно, калька с древнерусского слова) — столицей Гардарики. Дословный перевод этого названия — «островной город» — также наводит на мысль о некоем «старом городе» на восточном берегу Волхова, так как к городу с центром на месте будущего Детинца скандинавское название едва ли применимо. В немецких источниках город назывался Острогардом.

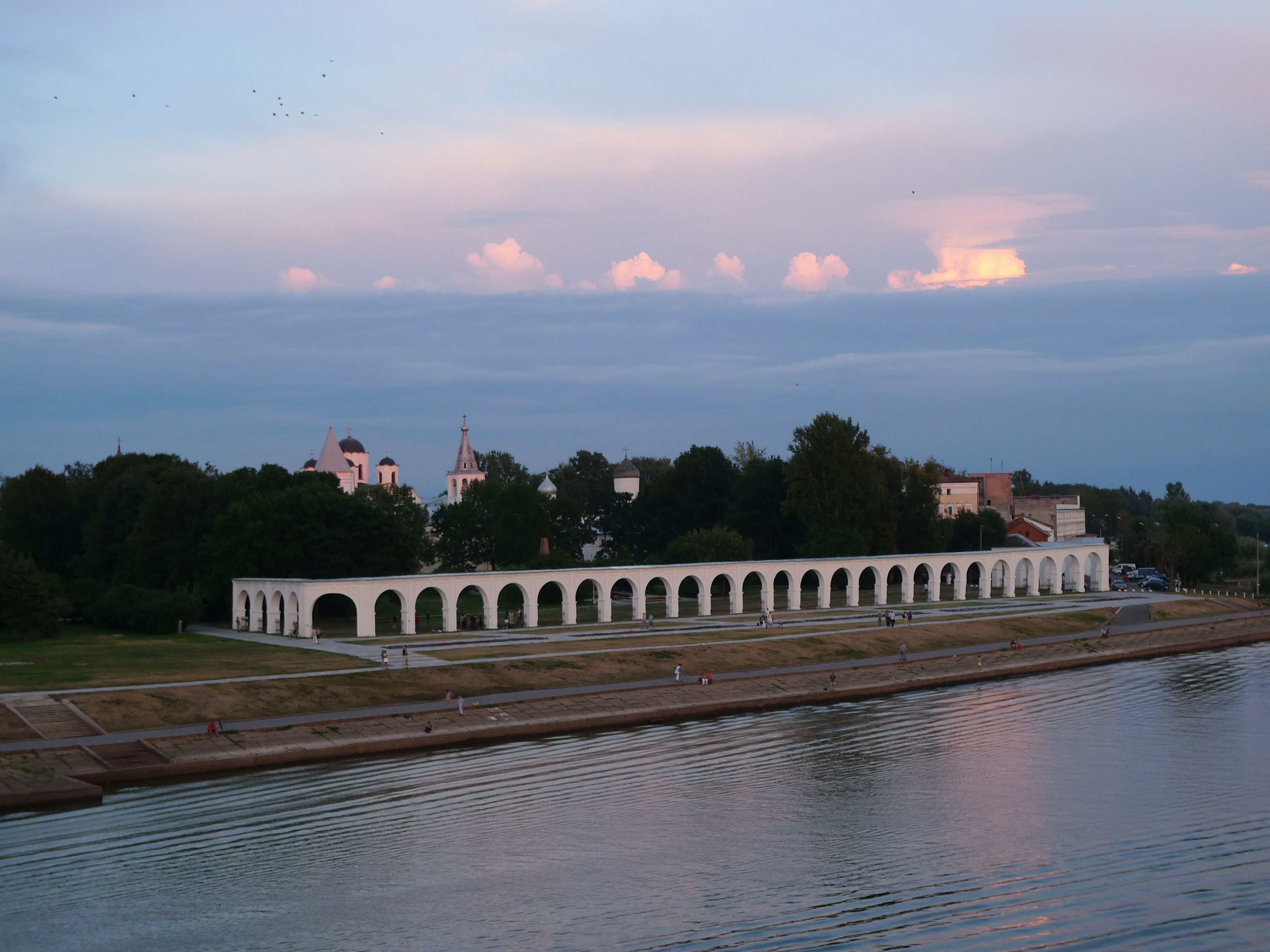
Ярославово дворище

Русские летописи дают разные версии возникновения города. По «Повести временных лет» (Лаврентьевский список) город существовал уже ко времени прихода Рюрика в 862 году и был основан ильменскими словенами в ходе их расселения после переселения с Дуная. По Ипатьевскому списку «Повести временных лет»: «Словене же седоша около озера Илмера и прозвашася своим именем и сделаша город и нарекоша и Новгород». Древнейшая хронология «Повести временных лет» представляет собой результат искусственных калькуляций и исторически малодостоверна.
Почти любое обновление поселения у Ильменя затем воспринималось как создание «нового города». Рюрик, по Ипатьевскому списку «Повести временных лет», сначала княжил в Ладоге и только после смерти братьев «пришед к Ильмерю и сруби городе над Волховом и прозваша и Новгород» (наблюдается некоторое противоречие с сообщением той же летописи об основании города словенами).
Новгородская первая летопись младшего извода упоминает новгородцев в недатированные времена легендарного Кия.

Въ времена же Кыева и Щека и Хорива новгородстии людие, рекомии Словени, и Кривици и Меря: Словенѣ свою волость (своё княжение — во многих других летописях) имѣли, а Кривици свою, а Мере свою; кождо своимъ родомъ владяше…

«Сказание о Словене и Русе», новгородское по происхождению легендарно-историческое сочинение XVII века, называет предшественником Новгорода город Великий Словенск, согласно сочинению, основанный Словеном, легендарным эпонимическим прародителем славян. Конструкция «Сказания…» и его датировки противоречат историческим реалиям.
Новгород появился примерно на рубеже IX—X веков или в начале X века.
Как показывают археологические данные, самые ранние из исследованных деревянных мостовых на территории современного Новгорода (Троицкий раскоп) датируются 930-ми годами (по методике дендрохронологии). Радиоуглеродный анализ спилов с дубовых брёвен городни, обнаруженной на месте бывшей Пречистенской башни Новгородского кремля, показал, что укрепления на месте северной части Детинца существовали уже во второй-третьей четверти X века. Культурный слой IX — начала X веков в Новгороде не обнаружен. Радиоуглеродный анализ образцов сруба предшественника Великого моста XII века, пересекавшего русло Волхова между Никольским собором и утраченным собором Бориса и Глеба, дал дату 959 год ± 25 лет. Древнейшие стили-писа́ла в Новгороде происходят из слоёв 953—989 годов. Скандинавские артефакты присутствовали в первых усадьбах Новгорода 930—950-х годов. Их распределение на территории города свидетельствует о свободном расселении скандинавов и их престижных позициях в социальной топографии.
Смешанный культурный слой глубже деревянных мостовых в Новгороде достигает 30 см и включает предметы, которые можно датировать временем и ранее VIII века.
Проблема додендрохронологического культурного слоя Новгорода остаётся спорной:

Открытые во всех трёх местах древнейшие (ранние) мостовые датируются серединой — второй половиной X века, однако ниже повсеместно залегают более или менее значительные прослойки более раннего времени, к сожалению, хронологически неоднородные, что обычно для ранних городских напластований, когда тонкие поначалу отложения легко перемешиваются под ногами первых поколений жителей. В любом случае начало заселения древнейших (раннесредневековых) участков Новгорода возможно относить по крайней мере к первой половине X века.

Для истории складывания средневекового Новгорода полезны данные по Рюрикову городищу (в черте города с 1999 года) в 2 км к югу от исторической части Новгорода, где поселение датируется с VIII—IX веков. В 2021 году на северном берегу Сиверсова канала были продолжены исследования остатков укреплений в мысовой части Рюрикова Городища, которые были законсервированы в 2003 году из-за высокого уровня воды в Волхове. Основным результатом работ 2021 года явилось открытие цокольной части прясла стены, стоящей на материке в непотревоженном виде. В результате раскопок было установлено существование грандиозного оборонительного сооружения, которое к концу IX века прекратило своё существование. В результате построения дендрохронологической шкалы по дубу О. А. Тарабардиной крепостные сооружения Рюрикова городища получили абсолютную дату 858—862 годы.

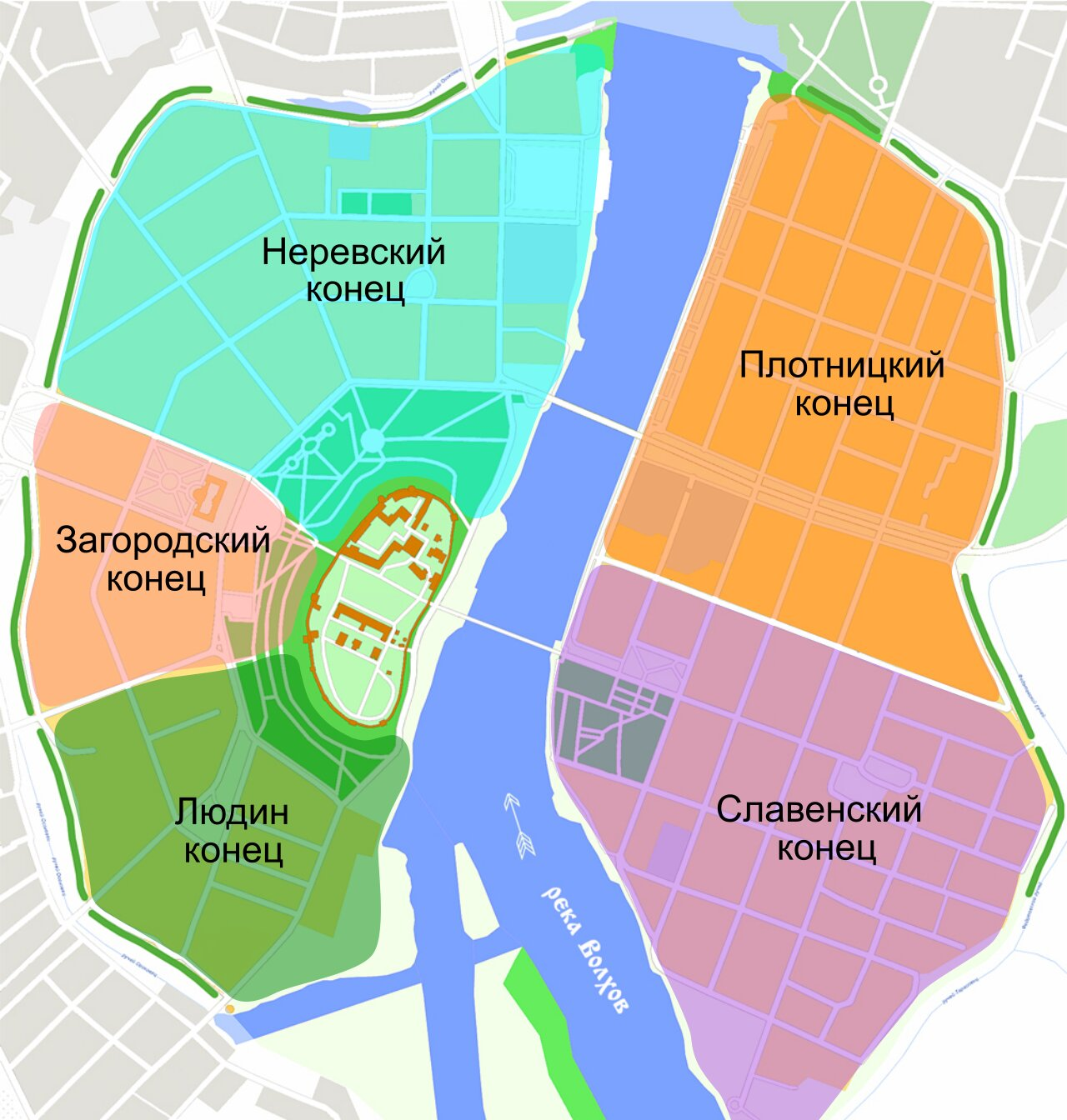
Исторический центр Великого Новгорода

Традиционно одними из ранних поселений, объединением которых возник город, принято считать поселения на месте Неревского, Славенского и Людина концов города. Славенский конец возник на месте посёлка, который в летописях именовался Холм (поселение на возвышенности). Существенных отличий по культуре у этих поселений не выявлено, в 1971 году В. Л. Яниным, М. Х. Алешковским было высказано мнение, что Неревский конец назван по финно-угорскому племени меря (замена начального звука м на н), так как присутствие финно-угров чётко прослеживается в археологических материалах — своеобразных кольцах.
Ныне доказано, что меря обитали только в округе Ростова: «на Ростовском озере меря, а на Клещине озере также меря» (Ипатьевская летопись), что подкрепляется археологическими данными. Браслетообразные сомкнутые височные кольца теперь трактуются как преимущественно славянские.

### Центр Новгородской земли
В 862 году по сообщению многих летописей состоялось призвание варягов, ставшее началом Древнерусского государства. В переводе Д. С. Лихачёва «Повести временных лет»:
В год 6370 (862). Изгнали варяг за море, и не дали им дани, и начали сами собой владеть, и не было среди них правды, и встал род на род, и была у них усобица, и стали воевать друг с другом. И сказали себе: «Поищем себе князя, который бы владел нами и судил по праву». И пошли за море к варягам, к руси. Те варяги назывались русью, как другие называются шведы, а иные норманны и англы, а ещё иные готландцы, — вот так и эти. Сказали руси, чудь, словене, кривичи и весь: «Земля наша велика и обильна, а наряда в ней нет. Приходите княжить и владеть нами». И избрались трое братьев со своими родам, и взяли с собой всю русь, и пришли, и сел старший, Рюрик, в Новгороде, а другой, Синеус, — на Белоозере, а третий, Трувор, — в Изборске. И от тех варягов прозвалась Русская земля. Новгородцы же — те люди от варяжского рода, а прежде были словене. Через два же года умерли Синеус и брат его Трувор. И принял всю власть один Рюрик, и стал раздавать мужам своим города — тому Полоцк, этому Ростов, другому Белоозеро. Варяги в этих городах — находники, а коренное население в Новгороде — словене, в Полоцке — кривичи, в Ростове — меря, в Белоозере — весь, в Муроме — мурома, и над теми всеми властвовал Рюрик. И было у него два мужа, не родственники его, но бояре, и отпросились они в Царьград со своим родом. И отправились по Днепру, и когда плыли мимо, то увидели на горе небольшой город. И спросили: «Чей это городок?». Те же ответили: «Были три брата Кий, Щек и Хорив, которые построили городок этот и сгинули, а мы тут сидим, их потомки, и платим дань хазарам». Аскольд же и Дир остались в этом городе, собрали у себя много варягов и стали владеть землёю полян. Рюрик же княжил в Новгороде.
Согласно Никоновской летописи XVI века уже в 864 год новгородцы подняли восстание против варягов во главе с Вадимом Храбрым. Однако восстание было подавлено. В 882 году новгородский князь Олег выступил в поход на Киев и захватив его, сделал своей столицей. С этого времени, на протяжении X—XI веков, Новгород оставался вторым по значимости политическим центром Руси после Киева. Старшие сыновья киевских князей традиционно правили в Новгороде.
В 990—991 годах произошло Крещение Новгорода князем Владимиром, тогда же была учреждена Новгородская епархия.
В 1015 году новгородский князь Ярослав Мудрый поднял восстание против отца. Находившиеся в городе варяги, приглашённые Ярославом в качестве наёмников, творили насилие над новгородцами и их жёнами, после чего были перебиты «во дворе поромони». В ответ на это «самоуправство» Ярослав обманом заманил перебивших варягов «нарочитых» новгородских мужей в свою резиденцию в Ракоме и вероломно убил их. Сын Ярослава Владимир Ярославич построил в городе Софийский собор и деревянный Детинец.
В XI веке на Новгород совершили множество набегов полоцкие князья. Всеславу Брячиславичу удалось захватить город в 1067 году. Тогда в Новгороде были разграблены церкви, часть города сожжена, часть населения забрана в рабство. В 1071 году произошло восстание новгородцев против христианской религии при князе Глебе.
К началу XII века Новгородская земля включала в себя часть Прибалтики, часть Карелии, южную часть Финляндии, южное побережье Ладоги, Обонежье, берега Северной Двины, обширные пространства европейского севера вплоть до Урала. Общее население Новгорода в начале XI века составляло приблизительно 10—15 тысяч, в начале XIII века — 20—30 тысяч человек.

### Столица Новгородской республики

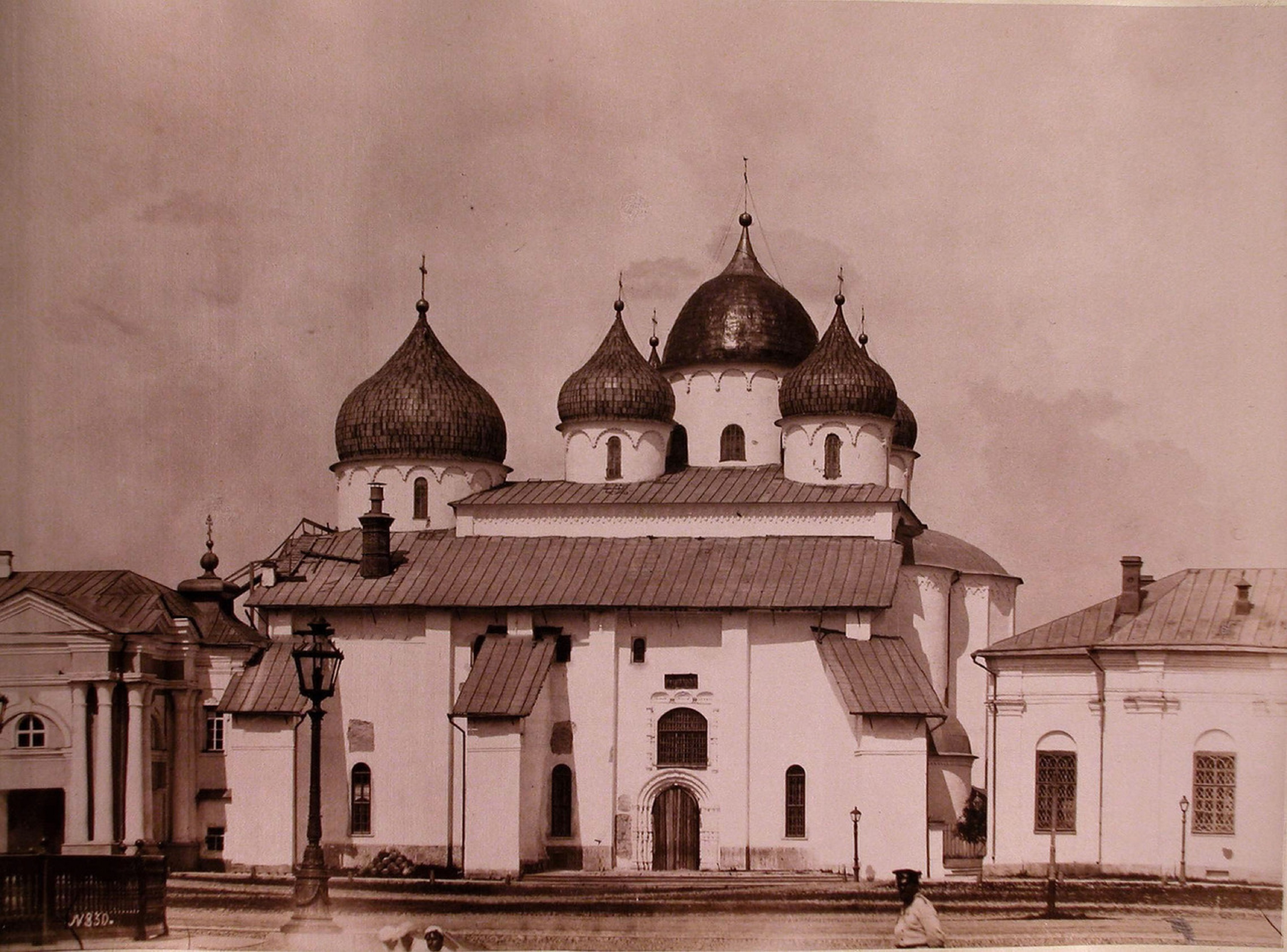
Южный фасад Софийского собора XI века. Около 1886 г.

В 1136 году после бегства князя Всеволода Мстиславича с поля битвы у Жданой горы и изгнания его из Новгорода, в Новгородской земле установилось республиканское (вечевое) правление. С этого периода власть в городе фактически принадлежала боярским группировкам из числа которых назначались новгородские посадники. После утверждения самостоятельного боярского управления, приглашение князей на Новгородский стол было необходимым для защиты республики от внешних врагов и для руководства вооружёнными силами Новгорода, поэтому с князьями заключались договорные союзы.
Со второй половины XII века начинаются военные конфликты Новгорода и Швеции за контроль над северным побережьем Финского залива и Ижорской землёй — важными областями, лежащими на торговом пути между Северной Европой и Византией.
В 1169 году впервые в Лаврентьевской летописи (XIV в.) к названию «Новгород» добавляется компонент «великий» («Великыи Новъгородъ»). В 1170 год — новгородцы отражают нападение суздальцев во главе с Андреем Боголюбским, пытавшихся захватить Новгород.
В 1191—1192 годах (наиболее широкая датировка: 1189—1195 годы или 1198—1199 годы) — Новгород заключает первый достоверный международный торговый договор c немецкими городами. С этого периода начинается активное включение Новгорода в деятельность Ганзейского союза. В Новгороде основываются дворы иноземных купцов «Готский двор» и «Немецкий двор». Центром духовной жизни города становится Юрьев монастырь.
Во время монголо-татарского нашествия Новгород не был захвачен. Батый не дошёл до города 200 км и повернули к югу у урочища Игнач Крест.
В это время в Новгороде правил сын великого князя Владимирского Александр Ярославич. В 1240 году Александр во главе новгородского войска разгромил шведские войска, вторгнувшиеся в новгородские земли в Невской битве. Уже в следующем году новгородцы изгнали князя, однако после вторжения немецких крестоносцев были вынуждены вновь обратиться к Александру. 5 апреля 1242 года новгородцы во главе с князем Александром Ярославичем одерживают победу над тевтонскими рыцарями в Ледовом побоище. В 1245 году новгородцы во главе с Александром Невским отражают нашествие литвы на западную Русь.
После восшествия Александра на великокняжеский престол во Владимире его братья, князья Андрей и Ярослав сбежали в Новгород во время карательного похода (возможно инициированного по просьбе Александра Невского) золотоордынских войск (Неврюева рать), но новгородцы не приняли их, после чего Андрей уехал в Швецию, а Ярослав во Псков. В 1259 году — при поддержке Александра Невского монголы провели перепись в Новгороде для сбора дани.
В 1259—1260 или 1262—1263 годы Новгород заключает новый торговый договор с немецкими городами. К XIII веку относятся древнейшие дошедшие до нас новгородские летописи (Новгородская первая летопись).
В 1323 году новгородцы основывают крепость Орешек на острове Ореховый на Ладоге и останавливают шведскую экспансию; заключается Ореховский мир — первый в русской истории «вечный мир» русского княжества с соседней страной. В 1392 году заключается Нибуров мир с Ганзой.
Около 1416 года в Новгороде представители боярских семейств были избраны посадниками и тысяцкими и образовали Совет господ. Республика превращалась в кастовое, олигархическое государство.

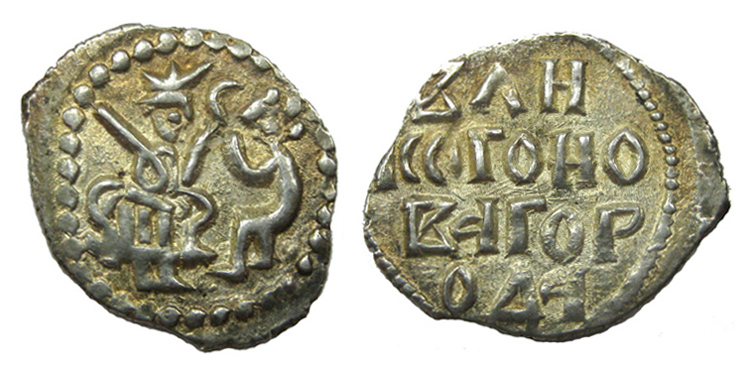
Великий Новгород, денга, 1420—1478, вес 0,82 г., чекан после 1447

В 1420 году в Новгороде началась чеканка собственной серебряной монеты денги («новгородки)».
В 1440 году была принята Новгородская судная грамота, памятник русского права.
Во XV веке русские княжества были объединены Москвой и Литвой. Новгород долгое время находился в стороне от процесса объединения, пытаясь сохранить независимость и балансируя между двумя центрами силы. Однако к 1470-м годам давление Москвы на Новгород усилилось. Великий князь Московский Иван III Великий пытался решить проблему дипломатическим путём, однако после того, как Новгород попытался призвать на помощь Литву и Польшу, Иван начал войну с новгородцами и в 1471 году разбил новгородское войско в Шелонской битве. Это предопределило окончательное падение независимости Новгородской республики.

### В составе Русского государства

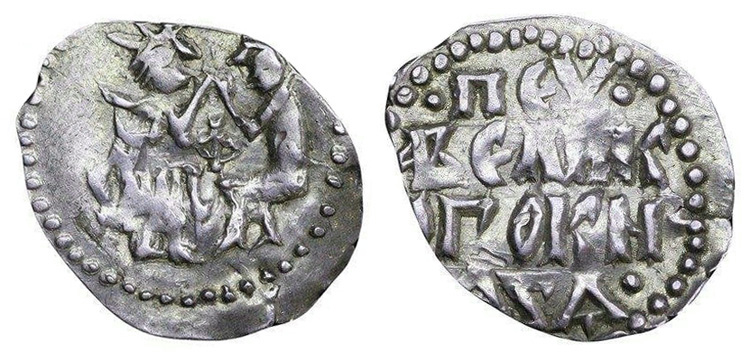
Великий Новгород, денга великокняжеского типа с надписью «Печать великого князя», чекан 1478—1480, вес 0,83 г.

15 января 1478 года, после приведения к присяге на подданство и полное повиновение великому князю Ивану III всех жителей Новгорода, прекращает своё существование Новгородская республика. После череды войн с Москвой (Московско-новгородские войны 1456, 1471 и 1477—1478 годов), голода, опустошения и болезней город утрачивает свою независимость. Вече было отменено, вечевой колокол увезён в Москву; власть в городе получают великокняжеские наместники. Многие боярские семьи были высланы из Новгорода. Именно благодаря этому в Москве возникает Лубянка — после того, как Иван III приказал новгородцам, проживавшим в новгородском районе Лубяница и выселенным в Москву после падения республики, селиться в этом месте. Ими же была построена церковь Святой Софии — по подобию Софийского собора в Новгороде. Тогда же было проведено перераспределение конфискованных усадеб и земель. В 1494 году, воспользовавшись казнью двух русских в Ревеле как поводом для разрыва связей с Ганзейским союзом, Иван III закрывает ганзейскую контору в Новгороде и конфискует все товары (общей стоимостью в сто тысяч гривен). Тем не менее, была сохранена система местного самоуправления, за Новгородом сохранялось право чеканить собственные деньги (новгородская денга), было возвращено право дипломатических отношений с соседними странами.
В годы правления великого князя Ивана III в Новгороде возникает, а затем и распространяется на Москву ересь жидовствующих. В 1478—1490 годах был выстроен каменный Детинец, сохранившийся до наших дней.
В 1508 году в Новгороде свирепствует мор (по свидетельству летописца, мор продолжается три осени подряд), умерло 15 396 человек (согласно третьей Новгородской летописи). В тот же год происходит страшный пожар — сгорела вся Торговая сторона. Пожар длится двое суток, сгорело 3315 новгородцев.
Правление великого князя Василия III для Новгорода стало сравнительно благополучным. Растёт население города, идёт оживлённое строительство. В 1514 году была вновь разрешена внешняя торговля. Город вновь получил право собирать налоги.
В 1565 году, после того как царь Иван Грозный разделил Русское государство на опричнину и земщину, Софийская сторона города вошла в состав последней.
Огромный урон городу нанёс опричный погром, учинённый зимой 1569/1570 годов войском, лично возглавлявшимся Иваном Грозным. Поводом к погрому послужил донос и подозрения в измене (как предполагают современные историки, новгородский заговор был придуман фаворитами Грозного Василием Грязным и Малютой Скуратовым). Были разграблены все города по дороге от Москвы до Новгорода, по пути Малюта Скуратов лично задушил в тверском Отроческом монастыре митрополита Филиппа. Число жертв в Новгороде было по разным источникам современников от 27 до 700 тысяч человек (число 700 тысяч жертв — совершенно нереальное, так как в 1546 году в городе было всего 35 тысяч населения). В Новгороде разгром длился шесть недель, людей тысячами пытали и топили в Волхове. Город был разграблен. Имущество церквей, монастырей и купцов было конфисковано.

#### Новгород в Смутное время

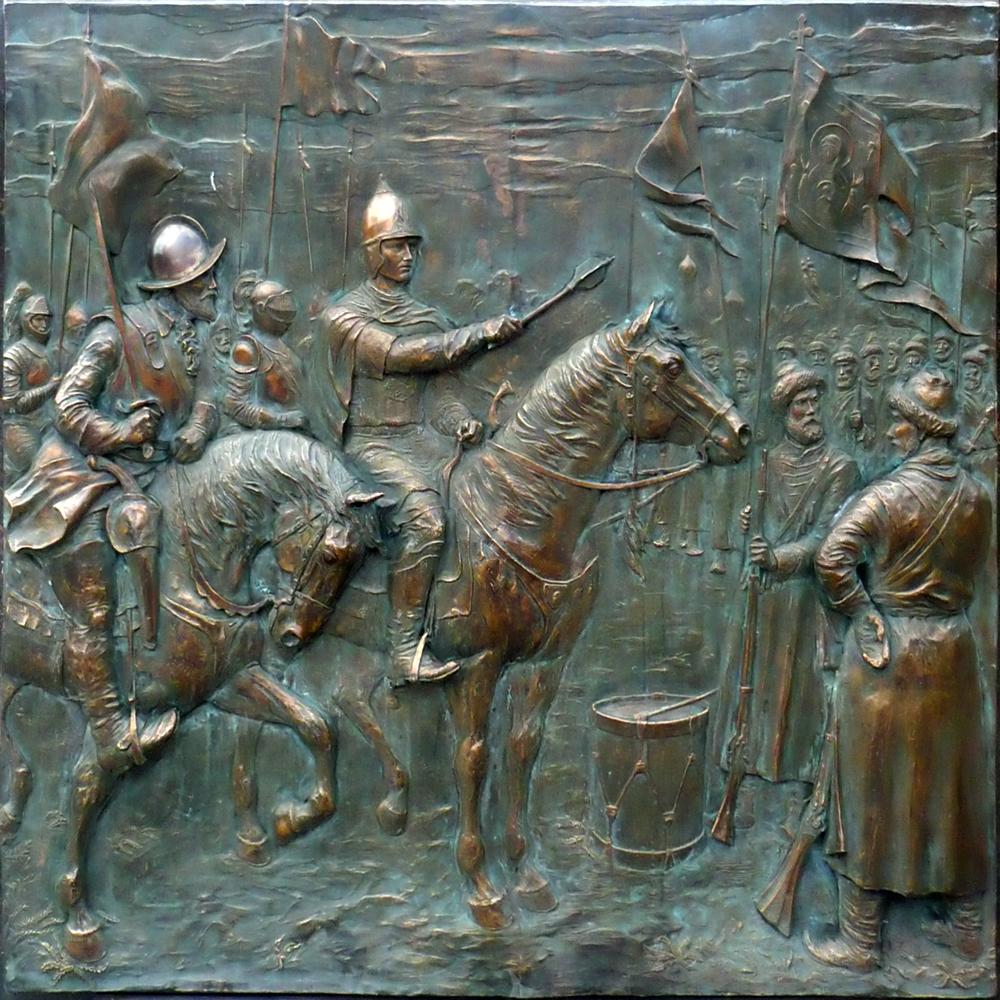
Стела «Город воинской славы» (Великий Новгород). Барельеф «Поход ополчения под началом М. В. Скопина-Шуйского на помощь осаждённой Москве»

В 1609 году, после подписания Выборгского трактата, в Новгород прибывает шведский вспомогательный корпус под командованием Я. П. Делагарди и Э. Горна, который совместно с русскими войсками под командованием князя М. В. Скопина-Шуйского участвует в борьбе против сторонников Лжедмитрия II и польских интервентов. В 1611 году, воспользовавшись политической ситуацией, шведы начинают захватывать пограничные новгородские земли — были захвачены Корела, Ям, Ивангород, Копорье и Гдов. 16 июля 1611 года Новгород был атакован шведским войском; из-за предательства и отхода московского воеводы Бутурлина со своим отрядом, город оказался быстро захвачен.
25 июля 1611 года между Новгородом и шведским королём был подписан договор, согласно которому шведский король объявлялся покровителем России, а один из его сыновей (королевич Карл Филипп) становился московским царём и Новгородским великим князем. Таким образом, Новгородская земля стала формально независимым Новгородским государством, находящимся под шведским протекторатом, хоть на деле это и являлось шведской военной оккупацией города. Во главе его находились с русской стороны Иван Никитич Большой Одоевский, со шведской — Якоб Делагарди.
Во время отсутствия Делагарди зимой 1614—1615 годов шведскую военную администрацию в Новгороде возглавил Эверт Горн, который повёл жёсткую политику на присоединение новгородских земель к Швеции, объявив, что Густав Адольф сам желает быть королём в Новгороде. Такое заявление не приняли многие новгородцы, перейдя на сторону Москвы, они стали выезжать с Новгородского государства. Одоевский же послал в Москву своих послов, архимандрита Киприана и нескольких выборных. Послы явились к боярам и били челом, что неволей целовали крест королевичу, а теперь хотят просить у царя, чтобы он вступился за Новгородское государство и не дал бы ему окончательно погибнуть от шведского произвола. Царь Михаил Фёдорович принял послов очень милостиво и велел дать им две грамоты: одну официальную, в которой все новгородцы назывались изменниками, а другую тайную, в которой царь писал, что он прощает новгородцам все их вины. Послы возвратились с двумя такими грамотами в Новгород, официально показывали только одну грамоту, но тайно распространяли среди народа другую.
Освобождение исконных земель Северо-Западной Руси вместе с Новгородом явилось причиной войны со шведами, которая завершилась подписанием 27 февраля 1617 года Столбовского мирного договора. Итоги шведской оккупации для Новгорода оказались весьма плачевными — половина города была сожжена, в живых оставалось всего 527 горожан. В опустошённом крае бушевали голод и болезни.
Одним из наиболее полных собраний документов в Новгороде во время шведской оккупации является Новгородский оккупационный архив, хранящийся в Государственном архиве Швеции в Стокгольме.

#### После Смуты

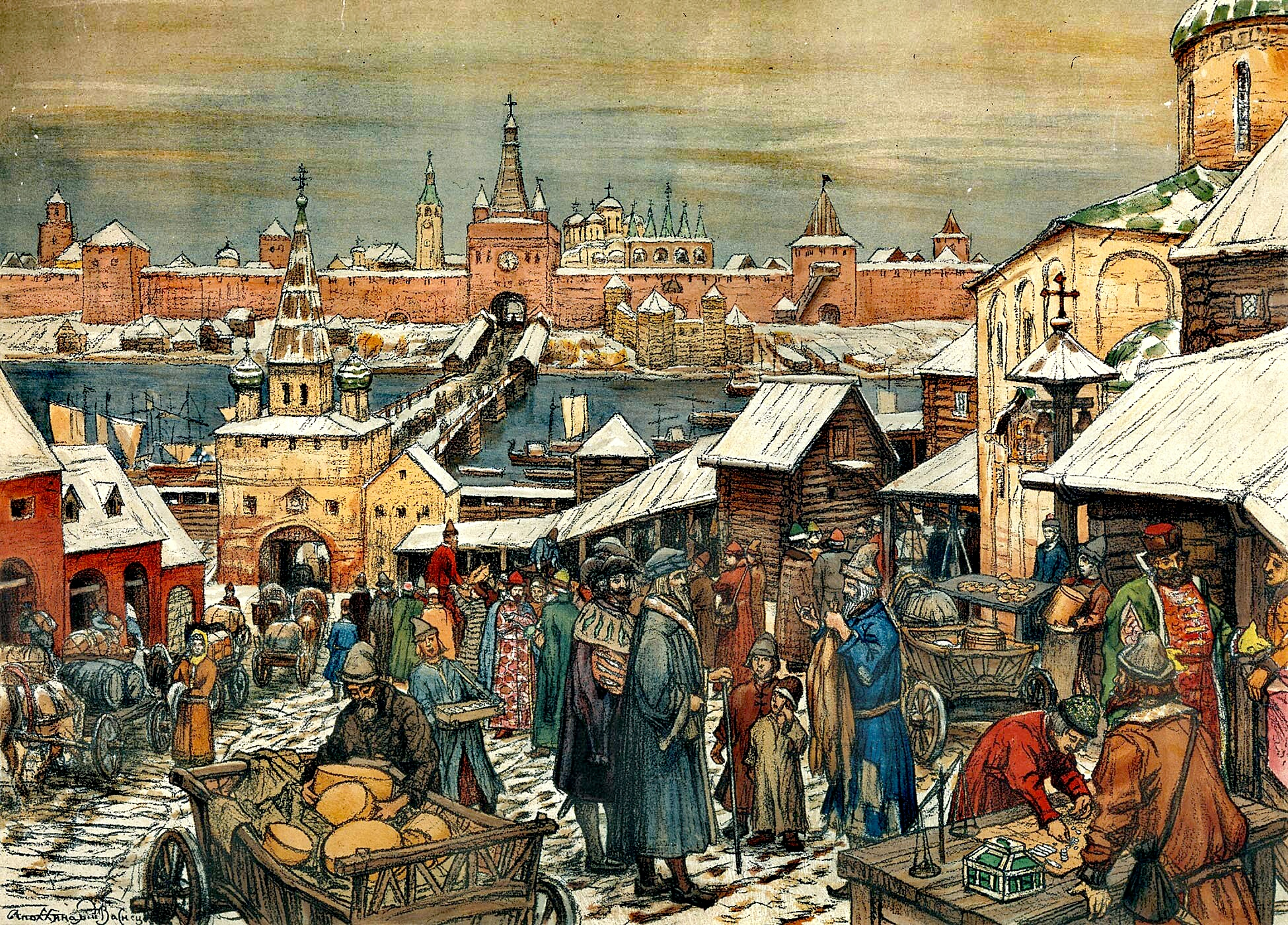
«Новгородский торг XVII века», картина Аполлинария Васнецова

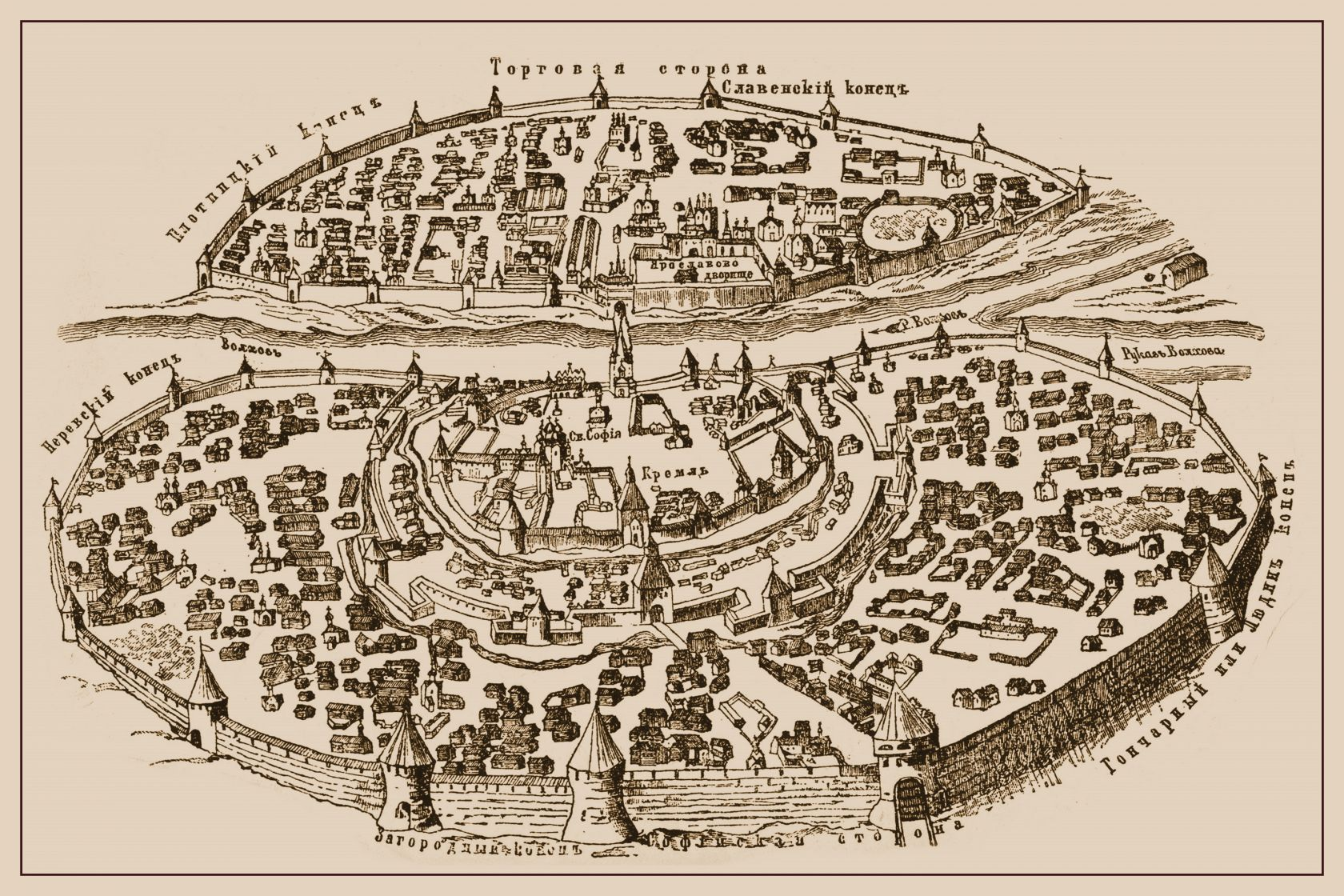
Карта-схема Великого Новгорода на 1670-е гг.

Положение Новгорода после разорения было тяжёлым. Росло число беженцев из территорий, отошедших по Столбовскому договору к Швеции; с трудом восстанавливалось разрушенное хозяйство. Из-за роста цен на хлеб в 1650 году в городе вспыхивает хлебный бунт. В дни восстания в городе на стороне царя Алексея Михайловича оставался митрополит Никон, который предал анафеме бунтовщиков (за это он был жестоко избит). Поведение Никона во время бунта укрепляет его позиции; в 1652 году он становится московским патриархом. Вскоре, с началом реформ Никона, в Русской православной церкви происходит раскол, затронувший, в первую очередь, новгородскую епархию.
В 1700 году начинается Северная война, которая вначале омрачается тяжёлыми поражениями русских войск. После поражения под Нарвой Пётр I спешно готовит крепостные укрепления Новгорода к возможной осаде шведов. Шведские войска не дошли до Новгорода; тем не менее, новгородский полк сыграл важную роль в Полтавском сражении 1709 года.
В 1703 году, в связи с основанием новой столицы Российского государства многие мастера из Новгорода были привлечены к её строительству. В то же время Новгород окончательно теряет своё былое значение как торговый пункт и превращается в обычный провинциальный город.
В конце 1708 года Пётр I провёл административную реформу, разделив всю Россию на восемь губерний. В состав Ингерманландской, или Петербургской, губернии вошли Новгородские, Псковские, Белозёрские земли, а также Северное поморье. Впоследствии все губернии были поделены на провинции, а те, в свою очередь, на дистрикты. Новгород стал центром одной из одиннадцати провинций, входивших в состав Санкт-Петербургской губернии.

### Центр Новгородской губернии

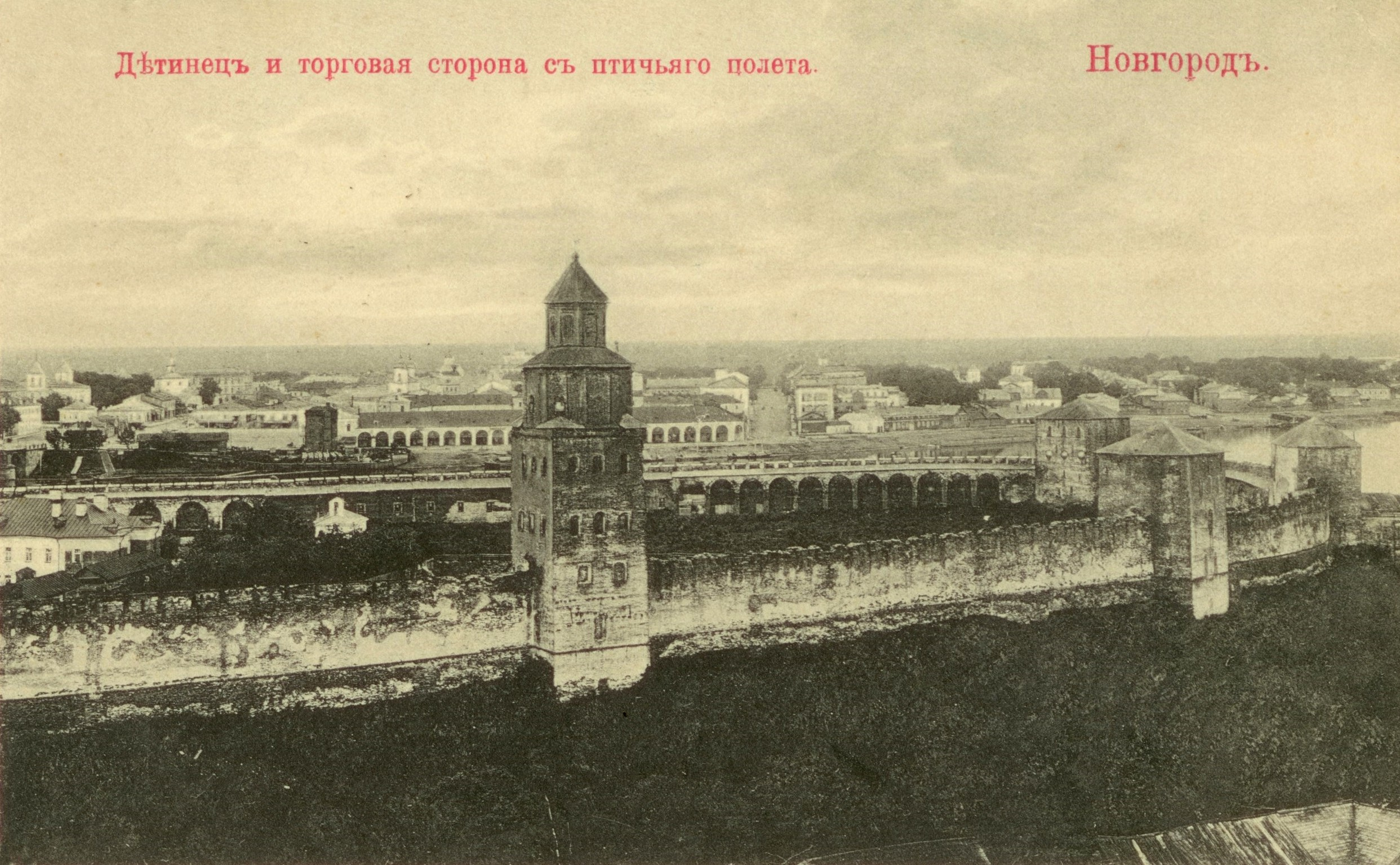
Детинец и торговая сторона с птичьего полета, конец XIX века

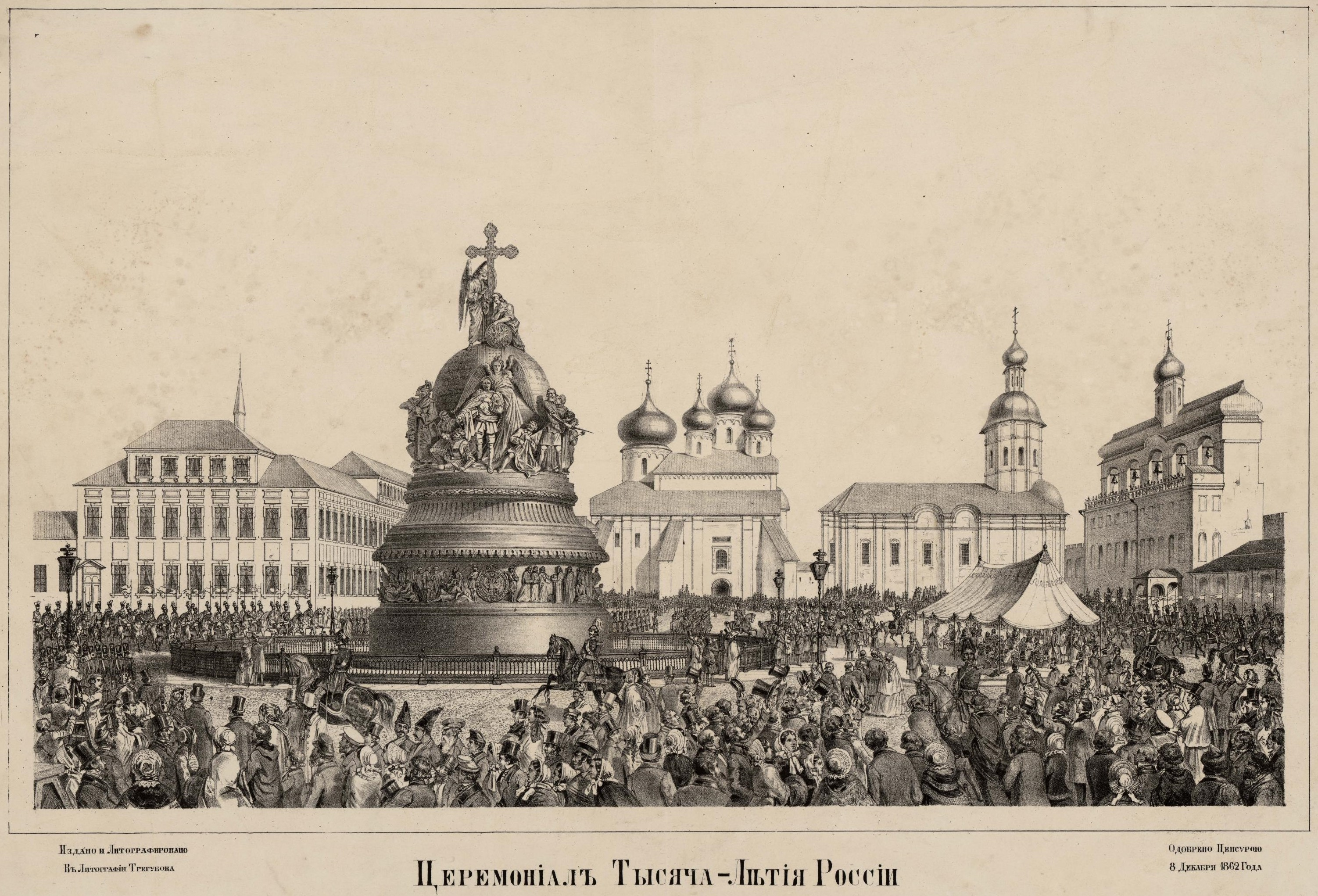
Новгород. Церемониал Тысячелетия России, гравюра 1862 г.

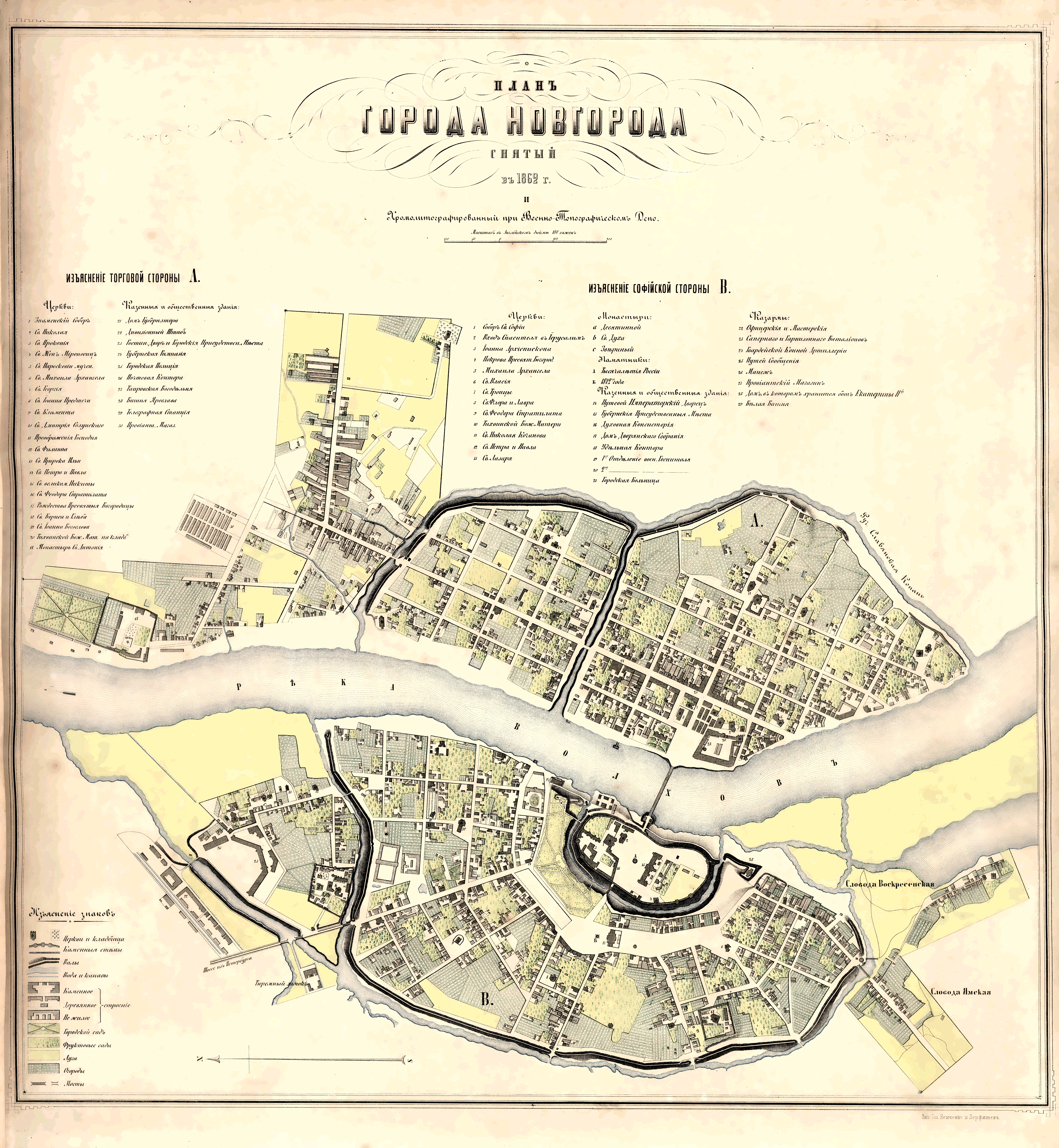
План Новгорода в 1862 г.

В 1727 году была образована Новгородская губерния с центром в Новгороде.
В 1764 году на должность новгородского губернатора императрицей Екатериной II был назначен Яков Ефимович Сиверс. При нём в Новгороде начались большие строительные работы. Запущенный провинциальный город предстояло превратить в губернскую столицу. Указом императрицы от 1778 года был утверждён новый генеральный план Новгорода, разработанный столичными архитекторами. Древняя планировка города заменялась регулярной, вместо старинных улиц пролегли новые, проведённые по линейке. Появились целые кварталы каменных зданий, были реконструированы Гостиный двор, митрополичьи палаты, построены новый мост на каменных опорах через Волхов, гимназия, канцелярия и острог.
В 1771 году рядом с Ярославовым дворищем был возведён Путевой дворец для Екатерины. Императрица останавливалась в нём в 1780 году во время своего путешествия в западные губернии.
В первой половине XIX века Новгород становится центром военных поселений. В то же время в городе почти отсутствует промышленное производство. В «Памятной книжке Новгородской губернии за 1875 год» отмечается, что в Новгороде проживает 17 384 человека вместе с воинскими частями. На 12 небольших предприятиях трудилось всего 63 рабочих. Мелкие фабрики и заводы полукустарного типа занимались пивоварением, кожевенным производством. Они выпускали черепицу, кирпич, свечи. Из общего числа жителей военнослужащие и отставные нижние чины составляли почти треть населения. Преобладали в городе дворяне и священнослужители. Их было 3829 человек. На территории города действовало 37 церквей, 4 монастыря, 13 часовен. Слабо развитая промышленность и связанная с этим незначительная прослойка рабочего класса среди населения города послужили причиной использования города как места ссылки. Так, в 1841—1842 годах в Новгороде отбывал ссылку писатель А. И. Герцен (в ссылке Герцен находился в должности советника губернского правления).
Одной из самых ярких страниц в истории Великого Новгорода XIX века стало празднование в 1862 году 1000-летия Российского государства. В честь этого события по проекту М. Микешина в центре новгородского кремля воздвигается памятник Тысячелетию России. Специально в честь празднования было учреждено временное генерал-губернаторство, которое лично возглавил великий князь Николай Николаевич. Памятник был открыт в присутствии императора Александра II.
Несмотря на возросший интерес к своей истории, Новгород и в конце XIX века, и в начале XX века оставался типичным провинциальным городом Российской империи (а затем и Советской России), несмотря на статус губернской столицы. В 1871 году в город была подведена железная дорога.

### После Революции
14 (27) апреля 1917 года в Новгороде был образован Новгородский губернский Совет рабочих, солдатских и крестьянских депутатов. 27 октября (9 ноября) 1917 года Совет заявил о признании Советской власти, однако потребовал при этом создания «коалиционного социалистического правительства». 13 (26) ноября 1917 года по решению исполкома Новгородского Совета был сформирован Военно-революционный комитет под председательством большевика Н. Д. Алексеева, начавший ликвидацию действовавших ещё в городе органов Временного правительства. 5 (18) декабря 1917 года новый состав губисполкома приступил к выполнению декретов Советской власти.
В 1927 году в рамках проводимой в СССР административно-территориальной реформы Новгородская губерния вошла в состав Ленинградской области. Новгород стал центром Новгородского округа, но в 1930 году округ был упразднён. Утрата статуса губернского центра в условиях планового хозяйства означала лишение региона централизованного финансирования. Ленинградское руководство во главе с С. М. Кировым рассматривало Новгородчину как сельскую окраину. Никакой индустриализации не планировалось, Новгород превращался в заштатный город, «сто первый километр» для высылки из Ленинграда нежелательного элемента.

### В годы Великой Отечественной войны

Картина «Бегство фашистов из Новгорода», Кукрыниксы, 1944—1946

Во время Великой Отечественной войны город был оккупирован немецкими и испанскими войсками («Голубая дивизия»). Нацистами была организована управа, подчинявшаяся местной военной комендатуре. Новгородский историк Борис Ковалёв в своей опубликованной монографии «Повседневная жизнь населения России в период нацистской оккупации» подробно описывал особенности пребывания немцев в Новгороде и коллаборационную структуру, определив её «достаточно типичной для оккупированной территории России»: так, одними из известных сторонников сотрудничества с гитлеровцами были ранее репрессированные новгородец Василий Пономарёв и Борис Филистинский; отмечалось, что город должен был войти в комиссариат «Остланд». Первый бургомистр города, Фёдор Иванович Морозов, был убит молодым испанским добровольцем при попытке ограбления.
Оккупация города продолжалась с 15 августа 1941 года по 20 января 1944 года. Война нанесла огромный и во многом непоправимый ущерб как памятникам самого города, так и его окрестностей. Сгорели все деревянные здания. Из новгородского музея, который не был своевременно эвакуирован полностью, были расхищены ценнейшие коллекции по археологии, истории и искусству. Было разрушено практически всё городское хозяйство и промышленные предприятия, превращены в развалины всемирно известные памятники новгородского зодчества. Материальный ущерб, причинённый Новгороду, согласно сообщению Чрезвычайной комиссии о злодеяниях фашистских захватчиков, составил свыше 11 млрд рублей.
Крест Софийского собора, демонтированный и увезённый оккупантами в годы войны, возвращён в 2004 году испанцами и находится в Соборе. Один из разрушенных немцами храмов Церковь Успения на Волотовом поле, был восстановлен в начале 2000-х на немецкие деньги.
Ленинградско-Новгородская операция и Новгородско-Лужская наступательная операция привели к освобождению города к 20 января 1944 года.
В декабре 1947 году в Новгороде прошёл последний в СССР открытый процесс над нацистскими преступниками.

### Центр Новгородской области
5 июля 1944 года Указом Президиума Верховного Совета СССР была образована Новгородская область. Превращение Новгорода в административно-хозяйственный центр области благотворно сказалось на ускорении его восстановления. 1 ноября 1945 года Новгород был включён в число пятнадцати городов, подлежащих первоочередному восстановлению. Кроме того, выносится специальное постановление о реставрации памятников архитектуры. Одним из первых был восстановлен памятник Тысячелетие России; памятник был вновь торжественно открыт ещё 5 ноября 1944 года.

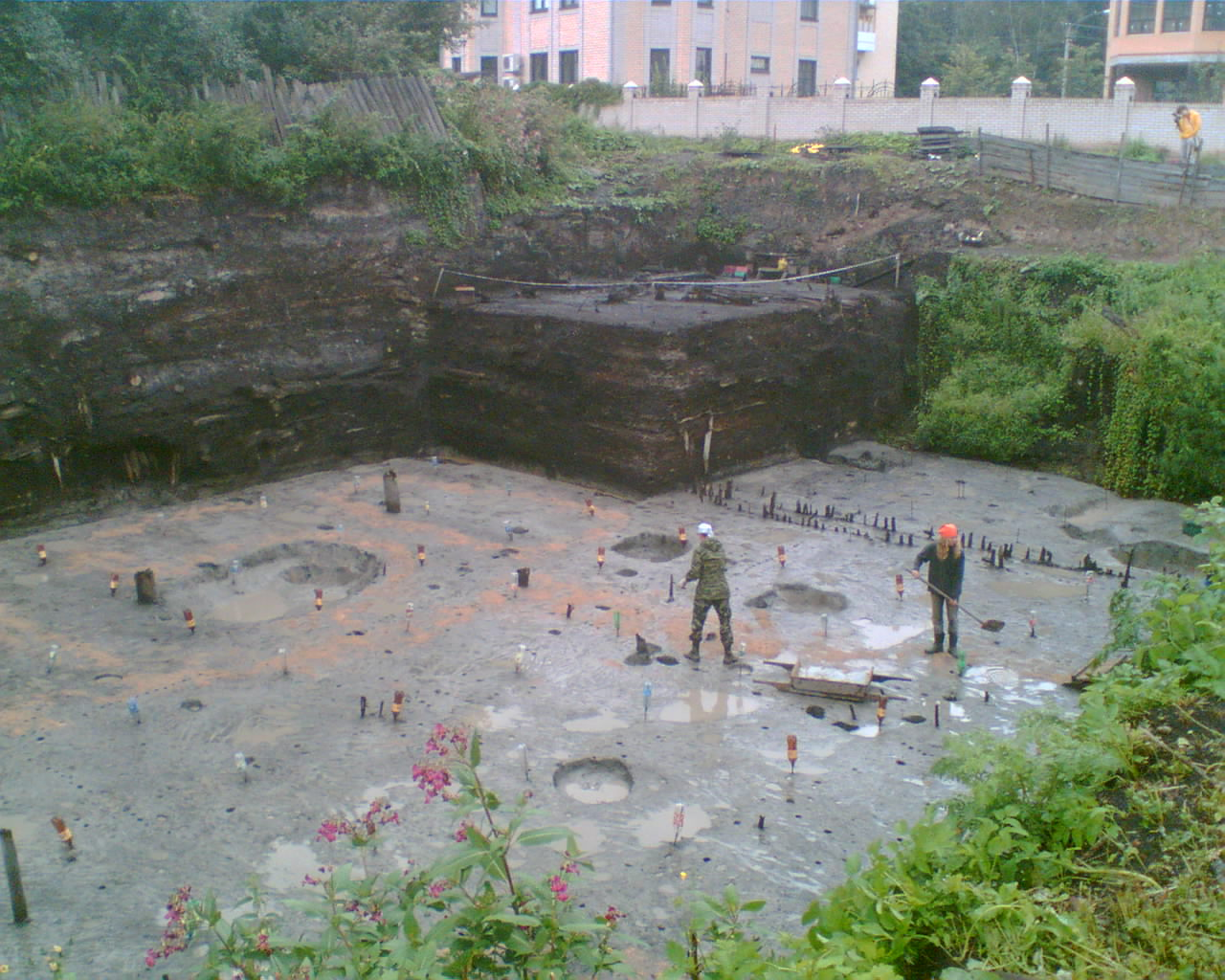
Троицкий раскоп в Великом Новгороде

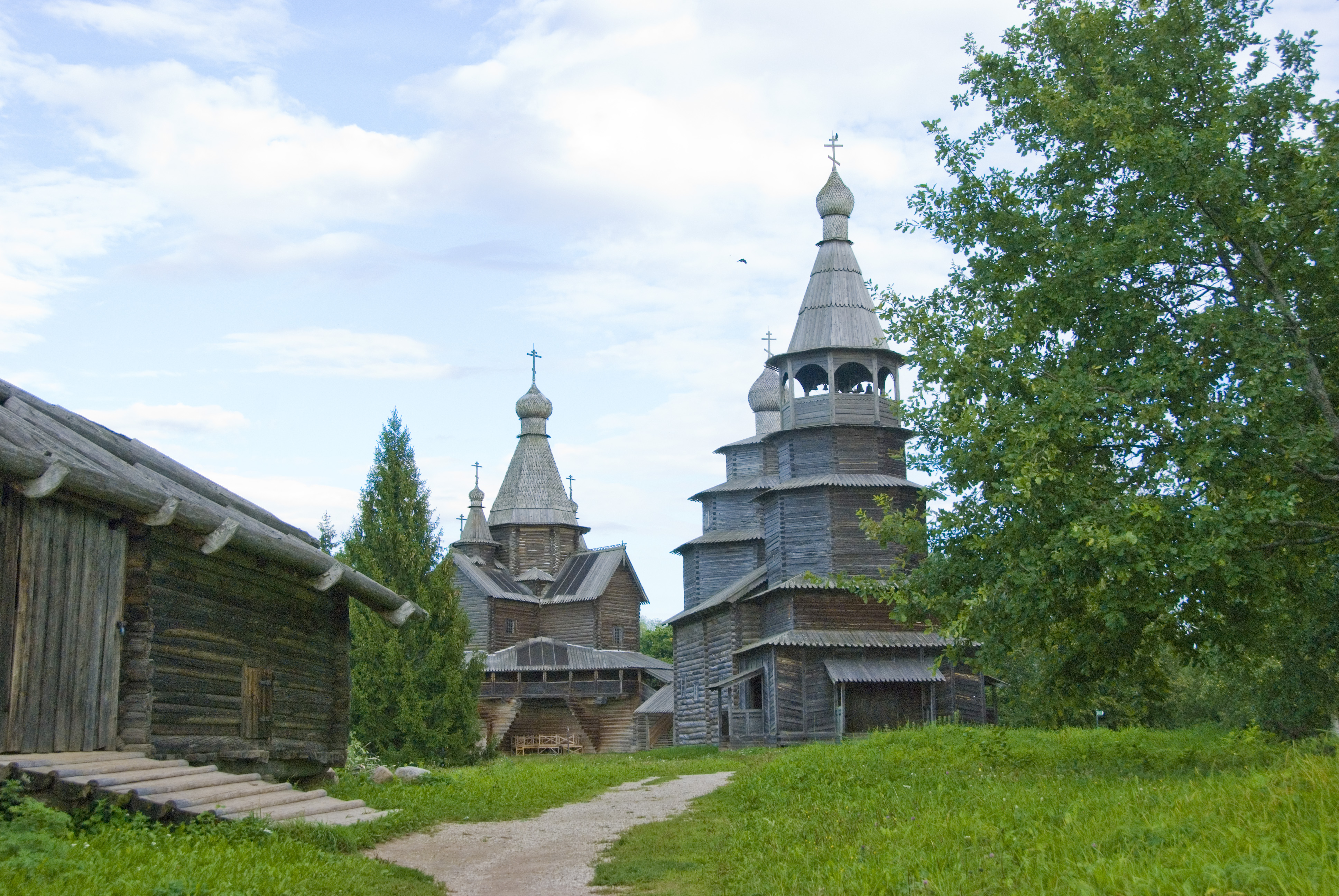
На территории музея народного деревянного зодчества «Витославлицы»

Первые годы восстановления Новгорода были самыми тяжёлыми для горожан. Им приходилось жить в землянках, подвалах. Отсутствовали необходимые строительные материалы, ощущался острый недостаток в рабочих-строителях. Из-за недостатка материалов на кирпичи были разобраны сохранившиеся коробки здания Городской думы и торговых рядов на Ярославовом дворище. Была наполовину разобрана аркада Гостиного двора, однако после вмешательства историков она была восстановлена и в настоящее время формирует неповторимый облик Торговой стороны со стороны реки Волхов.
Восстановительные работы в Новгороде не могли проводиться без генерального плана. К работе над проектом генплана был привлечён архитектурный коллектив, возглавляемый академиком А. В. Щусевым. В основу генплана города был положен принцип органического сочетания нового строительства с памятниками древнерусского зодчества путём активного включения последних в современную застройку города. Проект генплана был утверждён 22 декабря 1945 года Советом Министров РСФСР. Данный генплан был реализован далеко не полностью — в дальнейшем в центре города появилось высотное строительство, промышленные предприятия, ради экономии строились здания типовой архитектуры. Из наиболее знаковых построек того времени следует выделить здание железнодорожного вокзала, построенного по проекту архитектора И. Г. Явейна в 1953 году.
Наличие больших свободных площадей и пустырей после разборки завалов разрушенных зданий в центре города позволило начать в послевоенные годы обширные археологические исследования. Результатом этих исследований стали многочисленные находки предметов древнерусского искусства и повседневного быта. Одной из важнейших находок стало открытие 26 июля 1951 года первой берестяной грамоты, всего за годы исследований в Новгороде было найдено свыше 1000 берестяных грамот. С 1962 года Новгородской археологической экспедицией руководил историк и археолог В. Л. Янин. Под его руководством в 2000 году в Новгороде была найдена древнейшая книга Руси Новгородский кодекс.
К 1953 году промышленное производство Новгорода превысило довоенный уровень. В 1950—70-е годы проводятся основные реставрационные работы памятников архитектуры. Город получает известность, как центр всесоюзного и международного туризма.
В последующие годы происходит промышленное развитие города — создаются предприятия электронной промышленности; в 1967 году первую продукцию даёт новгородский химический комбинат. Строятся новые жилые районы с многоэтажной застройкой (Западный, Северный).
В 1964 году неподалёку от древнего Юрьева монастыря на берегу озера Мячино началось создание музея народного деревянного зодчества «Витославлицы» .

Последствия катастрофы Як-40

22 октября 1975 года в Новгороде самолёт Як-40 врезался в жилой дом. Погибли 11 человек, ещё 8 ранены.
23 июня 1983 года Указом Президиума Верховного Совета СССР за успехи, достигнутые трудящимися города в хозяйственном и культурном строительстве, активное участие в борьбе с немецко-фашистскими захватчиками в годы Великой Отечественной войны Новгород был награждён орденом Трудового Красного Знамени.
22 сентября 1989 года Указом Президиума ВС РСФСР районное деление в Новгороде ликвидировано.

### В современной России

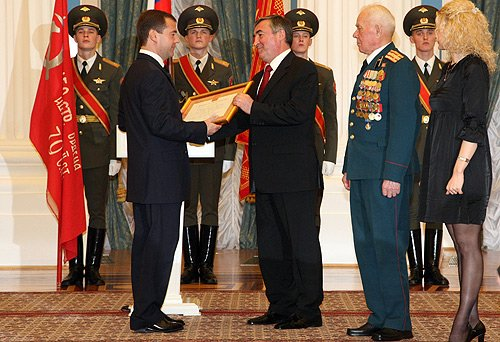
Вручение Грамоты о присвоении городу почётного звания «Город воинской славы». 8 декабря 2008 года.

В 1992 году решением ЮНЕСКО исторические памятники Новгорода и окрестностей отнесены к всемирному наследию.
11 июня 1999 года президент Российской Федерации Б. Ельцин подписал федеральный закон «О переименовании г. Новгорода — административного центра Новгородской области в город Великий Новгород». Также в 1990-е годы были восстановлены многие древние названия улиц в центре города.
В 2004 году в городе был основан «Валдайский клуб». В 2003, 2006 и 2007 годах Великий Новгород становится победителем Всероссийского конкурса финансового развития экономики России «Золотой рубль» по экономическим показателям финансового развития в категории «столица» по Северо-Западному Федеральному округу. В 2010 году город стал победителем конкурса «Самый благоустроенный город России».
28 октября 2008 года Великому Новгороду присвоено звание «Город воинской славы». В ознаменование присвоения городу почётного звания 8 мая 2010 года был открыт памятник-стела «Город воинской славы».
С 2018 года Великий Новгород входит в новый туристический маршрут по северо-западным городам России — «Серебряное ожерелье России».

## Население
| 1571     | 1811     | 1825     | 1833     | 1840     | 1856     | 1863     | 1867     | 1870     | 1885     | 1897     | 1910     |
| -------- | -------- | -------- | -------- | -------- | -------- | -------- | -------- | -------- | -------- | -------- | -------- |
| 5000     | ↗6300    | ↘5445    | ↗8634    | ↗16 781  | ↘12 758  | ↗17 665  | ↘16 722  | ↗17 093  | ↗23 981  | ↗25 736  | ↘23 841  |
| 1913     | 1914     | 1917     | 1920     | 1923     | 1926     | 1931     | 1937     | 1939     | 1942     | 1944     | 1959     |
| ↗27 500  | ↗28 200  | ↗28 807  | ↘24 831  | ↗27 709  | ↗32 764  | ↗36 000  | ↗37 059  | ↗39 758  | ↘3000    | ↗53 456  | ↗60 669  |
| 1962     | 1967     | 1970     | 1973     | 1975     | 1979     | 1985     | 1986     | 1987     | 1989     | 1990     | 1991     |
| ↗72 000  | ↗107 000 | ↗127 944 | ↗150 000 | ↗170 000 | ↗186 003 | ↗218 000 | ↗220 000 | ↗228 000 | ↗229 126 | ↗231 000 | ↗234 000 |
| 1992     | 1993     | 1994     | 1995     | 1996     | 1997     | 1998     | 1999     | 2000     | 2001     | 2002     | 2003     |
| ↗235 000 | ↘234 000 | ↘233 000 | ↘232 000 | ↘231 000 | ↗232 000 | ↘231 000 | ↗231 700 | ↘229 500 | ↘226 500 | ↘223 263 | ↘216 900 |
| 2004     | 2005     | 2006     | 2007     | 2008     | 2009     | 2010     | 2011     | 2012     | 2013     | 2014     | 2015     |
| ↘213 800 | ↗218 800 | ↘217 700 | ↘216 700 | ↘216 200 | ↘215 351 | ↗218 717 | ↘218 700 | ↗219 947 | ↘219 925 | ↗219 971 | ↗221 954 |
| 2016     | 2017     | 2018     | 2019     | 2020     | 2021     | 2023     | 2024     | 2025     |          |          |          |
| ↘221 868 | ↗222 594 | ↗222 868 | ↗224 297 | ↗224 936 | ↘224 286 | ↘223 191 | ↘222 340 | ↗222 669 |          |          |          |

На 1 января 2025 года по численности населения город находился на 87-м месте из 1124 городов Российской Федерации.
Национальный состав
По итогам переписи населения 2020 года проживали следующие национальности (национальности менее 0,1 % и другое, см. в сноске к строке «Другие»):
| Национальность | Численность, чел. | Доля     |
| -------------- | ----------------- | -------- |
| Русские        | 173 629           | 77,41 %  |
| Украинцы       | 1057              | 0,47 %   |
| Белорусы       | 622               | 0,28 %   |
| Армяне         | 531               | 0,24 %   |
| Таджики        | 425               | 0,19 %   |
| Азербайджанцы  | 323               | 0,14 %   |
| Узбеки         | 278               | 0,12 %   |
| Татары         | 263               | 0,12 %   |
| Арабы          | 254               | 0,11 %   |
| Другие         | 46 904            | 20,92 %  |
| Итого          | 224 286           | 100,00 % |

## Символика

### Герб
Герб Великого Новгорода утверждён 24 ноября 2010 года. Описание: «В серебряном поле на лазоревой оконечности, обременённой двумя парами сообращённых серебряных рыб одна над другой, поддерживаемое по сторонам двумя чёрными медведями золотое кресло с красной подушкой и спинкой, увенчанной золотым подсвечником о трёх серебряных свечах, горящих червлёными пламенами; на подушке поставлены скрещённые золотые увенчанные крестом скипетр и крест».

### Флаг
Флаг Великого Новгорода представляет собой прямоугольное полотнище из двух горизонтальных полос: верхней белого цвета, нижней — синего, отношение ширины белой полосы к ширине синей 2:1. В центре полотнища располагаются фигуры герба Великого Новгорода: на белой полосе — поддерживаемое по сторонам двумя чёрными медведями золотое кресло с красной подушкой и спинкой, увенчанной золотым подсвечником о трёх серебряных свечах, горящих червлёными пламенами; на подушке поставлены скрещённые золотые увенчанный крестом скипетр и крест, на синей полосе — две пары сообращённых серебряных рыб одна над другой.
Отношение ширины флага к его длине 1,5:2,5.

## Административно-территориальное устройство

Административно-территориальное деление Великого Новгорода

С 1994 года Великий Новгород был поделён на 22 массива и не имел официального деления на внутригородские территории — микрорайоны или районы. В 2004 году официальные наименования были присвоены только микрорайонам Волховский и Кречевицы, при включении их в состав города.
25 июня 2024 года решением думы Великого Новгорода были присвоены наименования элементам планировочной структуры — районам муниципального образования — городского округа Великий Новгород.
Великий Новгород делится на 23 района:
1. Софийская сторона
2. Торговая сторона
3. Красное поле
4. Донецкий
5. Воскресенская слобода
6. Псковский
7. Привокзальный
8. Завокзальный
9. Городище
10. Юрьево
11. Западный
12. Заверяжье
13. Сырковский
14. Черепичный
15. Державинский
16. Колмово
17. Лужский
18. Деревяницкий
19. Сметанинская мыза
20. микрорайон Волховский
21. микрорайон Кречевицы
22. Северный
23. Южный

## Органы власти

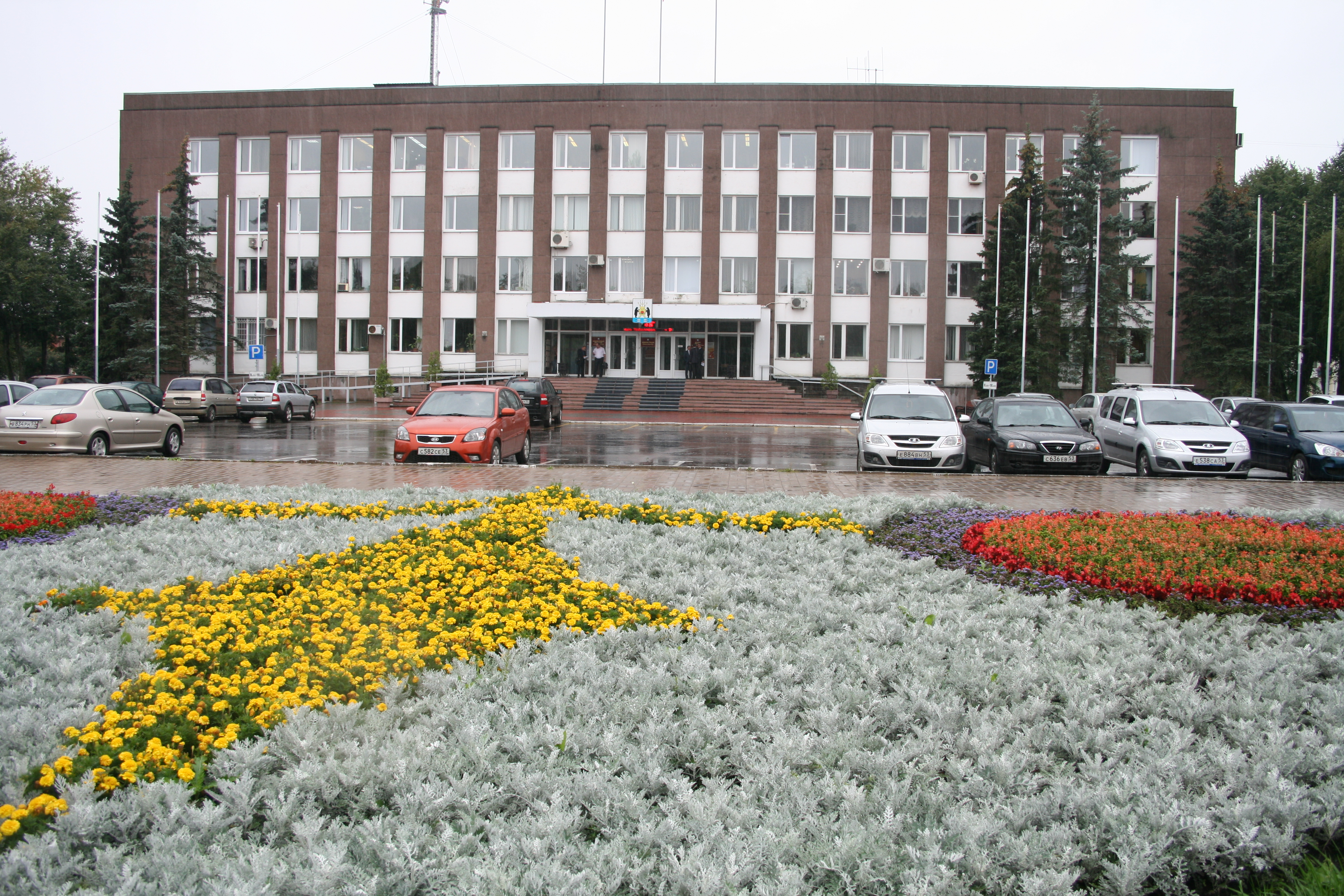
Администрация Великого Новгорода, Большая Власьевская ул., 4.

### Исполнительная власть
Главой исполнительной власти Великого Новгорода является мэр города. Полномочия мэра города определяются статьёй 36 Устава муниципального образования — городского округа Великий Новгород. Мэр Великого Новгорода избирается сроком на 5 лет Думой Великого Новгорода из числа кандидатов, представленных конкурсной комиссией по результатам конкурса, и возглавляет Администрацию Великого Новгорода. С 10 октября 2022 года мэром города является Александр Розбаум.
Администрация Великого Новгорода находится по адресу: Великий Новгород, Большая Власьевская ул., 4.
Помимо Администрации городского округа, в Великом Новгороде расположены Правительство Новгородской области и Администрация Новгородского района.

### Дума Великого Новгорода
Дума Великого Новгорода является представительным органом Великого Новгорода (полномочия Думы определяются главой 4 Устава муниципального образования — городского округа Великий Новгород). Срок полномочий Думы Великого Новгорода — 5 лет. Дума Великого Новгорода состоит из 30 депутатов, избираемых на муниципальных выборах, при этом 15 депутатских мандатов распределяются в соответствии с законодательством о выборах между списками кандидатов, выдвинутых политическими партиями (их региональными отделениями или иными структурными подразделениями), пропорционально числу голосов избирателей, полученных каждым из списков кандидатов. Дума Великого Новгорода вправе осуществлять свои полномочия в случае избрания на муниципальных выборах не менее 20 депутатов.
Председателем городской Думы в настоящее время является Митюнов Алексей.

## Экономика

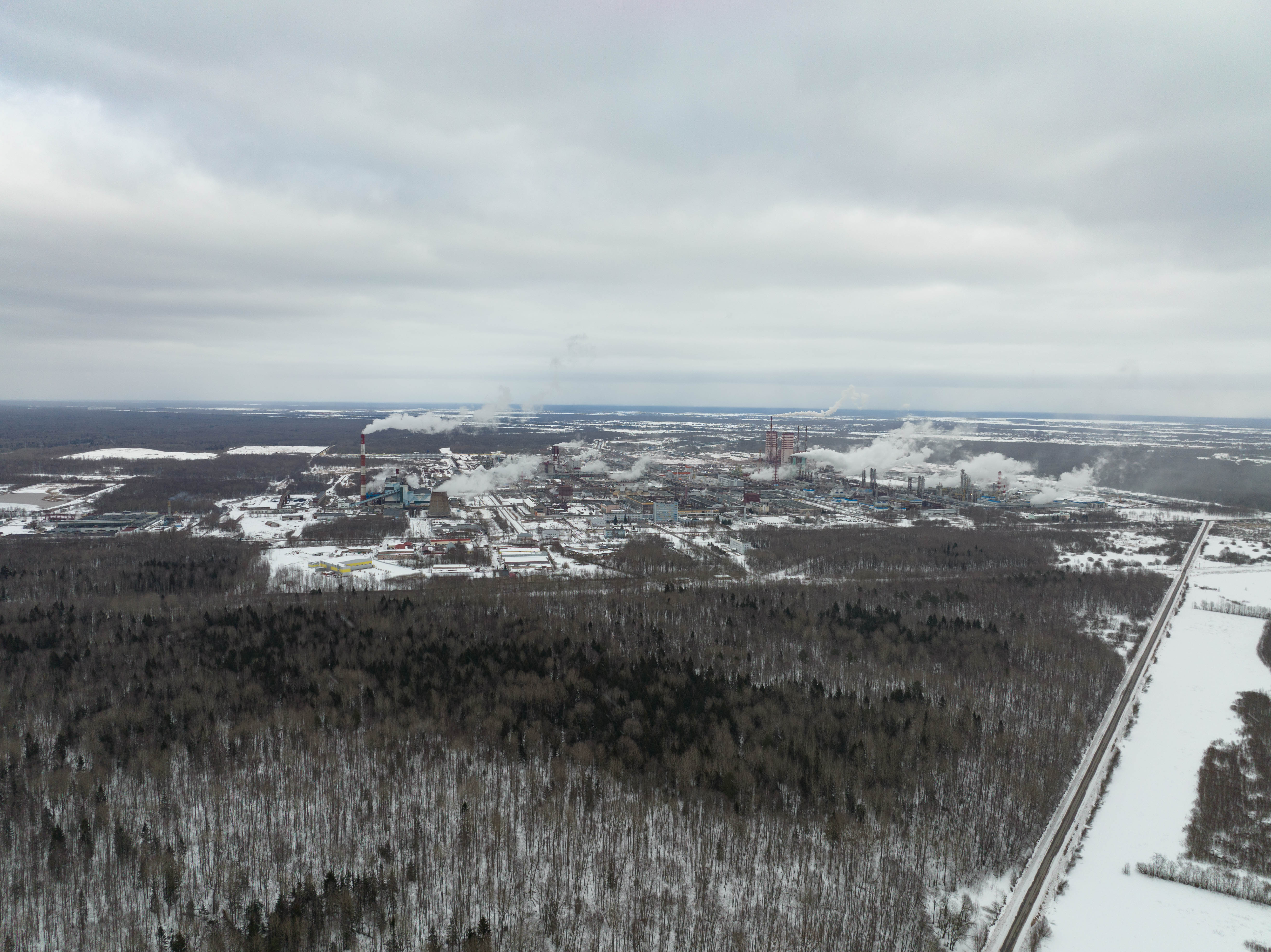
Предприятие «Акрон»

Экономика Великого Новгорода характеризуется стабильным ростом. В Великом Новгороде формируется большая часть валового регионального продукта, осваивается около 40 % региональных инвестиций. Вклад Великого Новгорода в ВРП области в 2020 году составил 127 млрд рублей или 58,1 % — в расчёте на душу населения 564,1 тысячи рублей.
Город в 1993 году стал членом торгово-экономической организации «Ганзейский союз Нового времени», первым среди российских городов. В Великом Новгороде в 2015 году сформировано бюро экономической Ганзы, которое будет площадкой для активного сотрудничества русских ганзейских городов России и европейской Ганзы. В 2022 году членство российских городов в Ганзейском союзе было приостановлено.
Основные характеристики бюджета Великого Новгорода на 2021 год:
- прогнозируемый общий объём доходов бюджета Великого Новгорода в сумме 6,5 млрд рублей;
- общий объём расходов бюджета Великого Новгорода в сумме 6,5 млрд рублей;
- прогнозируемый дефицит бюджета Великого Новгорода — 0 рублей[145].

### Инвестиции
В 2020 году на территории Великого Новгорода реализованы 11 инвестиционных проектов на сумму более 10,6 млрд рублей. Созданы более 300 новых рабочих мест. Ещё 25 крупных инвестиционных проектов на сумму 17,8 млрд рублей находятся в стадии реализации.

### Промышленность
Промышленность является наиболее устойчивым и динамичным сектором экономики Великого Новгорода, в котором на протяжении ряда лет отмечается устойчивая положительная динамика. На её долю приходится 58,1 % всего промышленного производства области. В структуре промышленности города доля обрабатывающих производств, в состав которого входят производство химических веществ и химических продуктов, составляет 52,3 % от общего объёма производства, производство пищевых продуктов — 14,5 %, производство бумаги и бумажных изделий — 5,8 %.
Объём отгруженной продукции крупными и средними предприятиями обрабатывающей промышленности города составил:
- в 2007 году — 45,2 млрд рублей[146];
- в 2008 году — 60 млрд рублей[147];
- в 2009 году — 51,6 млрд рублей[148];
- в 2010 году — 59,6 млрд рублей[149];
- в 2011 году — 71,9 млрд рублей[150];
- в 2012 году — 76,2 млрд рублей[151];
- в 2013 году — 77,3 млрд рублей[152];
- в 2014 году — 79,2 млрд рублей[153];
- в 2015 году — 103,1 млрд рублей[154];
- в 2021 году — 127,0 млрд рублей[142].

#### Крупные промышленные предприятия
Производственный и промышленный потенциал города фактически определяет первая десятка наиболее крупных предприятий промышленности, таких как ПАО «Акрон», ООО «Амкор ТП Новгород», ООО «Мон' Дэлис Русь», ЗАО «Новгородский металлургический завод», группа предприятий «Сплав», ЗАО «Лактис», группа компаний «Адепт», ОАО «Дека», ООО ПК «Волховец», ОАО «ОКБ-Планета», ОАО "НПП ПО «Квант», ОАО "НПП «Старт», Новгородхлеб, ООО «Пауэрз» и ряд других предприятий, на которых производится 80 % всего объёма промышленной продукции. 

### Потребительский рынок и рынок услуг
Оборот розничной торговли за 2020 год составил 68,9 млрд рублей, оборот общественного питания составил 2,7 млрд рублей. Торговое обслуживание населения города в 2020 году осуществляли 3 тысячи предприятий продовольственной и непродовольственной торговли. В городе работают 2 торговых центра, 6 гипермаркетов, 3 супермаркета, 1 распределительный центр, 3 розничных рынка, из них 1 универсальный и 2 сельскохозяйственных.
В Великом Новгороде представлены 17 федеральных сетевых компаний в 225 торговых, в частности в городе работают федеральные торговые сети «Пятёрочка», «Дикси», «Магнит», «7Я семьЯ», «Fix Price», «Перекрёсток», «Осень», несколько городских торговых центров работают в формате гипермаркет: магазины федеральных сетей «Лента» (гипермаркеты на улицах Великая и Псковская), «Магнит» (гипермаркеты на улицах Державина и Кочетова), на улице Ломоносова открыт торгово-развлекательный центр «Мармелад».
Помимо многочисленных ресторанов, кафе, баров и прочих пунктов общественного питания, которые предлагают как традиционную русскую кухню, так и зарубежную, в городе открыты рестораны быстрого питания «Вкусно — и точка» , «KFC» и «Burger King».
Бытовая техника и электроника представлена в магазинах торговых сетей «Эльдорадо», «М.Видео», «DNS», «Ситилинк» и многих других.

### Муниципальные финансы, уровень жизни и рынок труда
Среднемесячная номинальная заработная плата в экономике города (без учёта организаций, относящихся к субъектам малого предпринимательства) в январе-марте 2021 года составила 44 315 рублей и возросла на 5,5 % в сравнении с предыдущим годом.
На 1 апреля 2021 года численность безработных граждан составила 3 491 человек, уровень безработицы составил 2,7 % численности трудоспособного населения.

## Транспорт

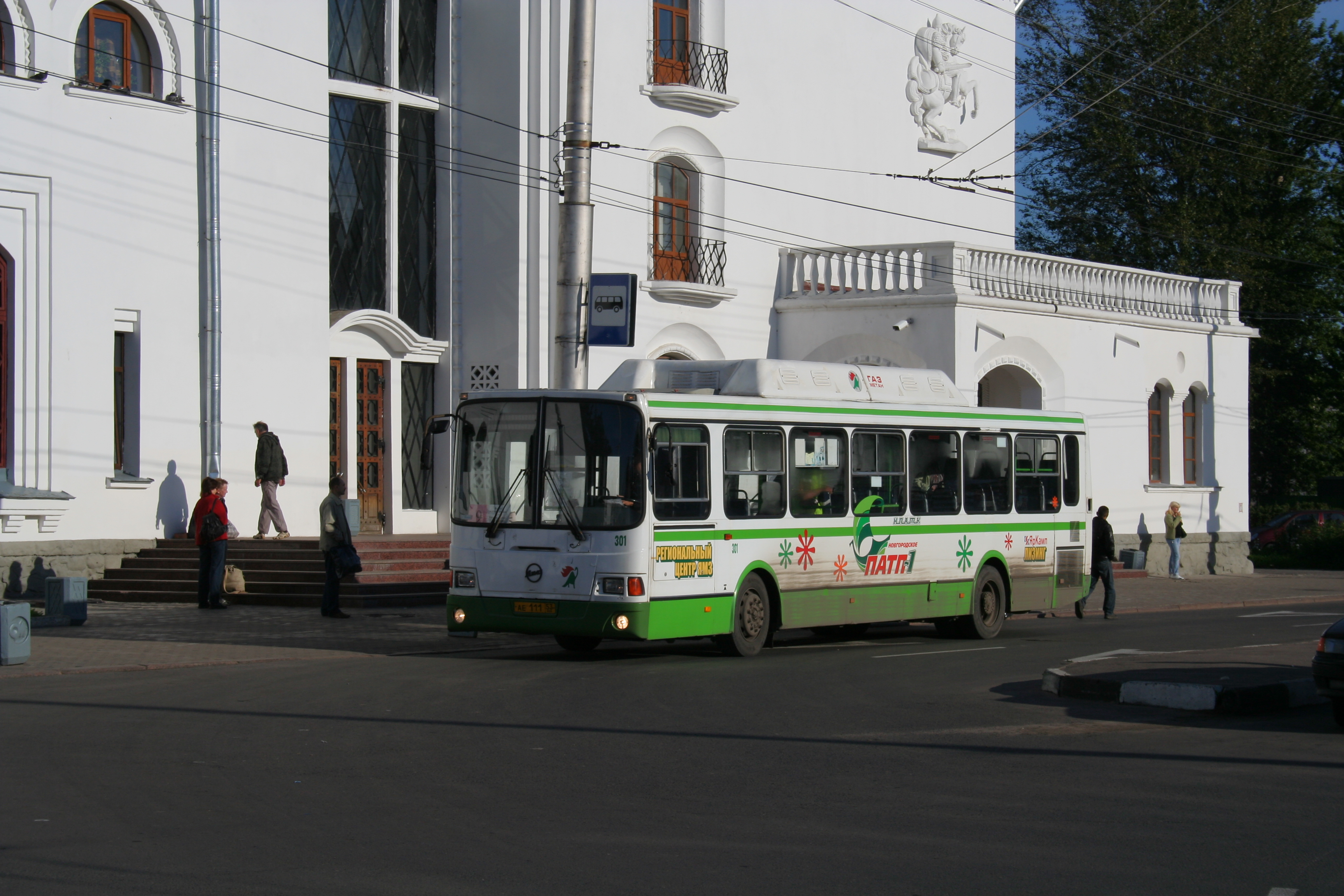
Автобус ЛиАЗ-5256 на остановке у ж/д вокзала

Великий Новгород — это крупнейший транспортный узел области. С Москвой и Санкт-Петербургом город связывает федеральная автомагистраль «Россия» E 105 М10, с Псковом — федеральная автодорога Р56, с Лугой — региональные трассы 49А-04 и 41К-141. В 30 км от города проходит федеральная трасса М11. Для уменьшения количества транзитного транспорта, следующего по автомагистрали «Россия», в 1981 году была построена Новгородская объездная дорога. В 1990-х гг была построена объездная дорога, связывающая трассы на Лугу и Псков. В городе находится 4 моста через Волхов, один из которых пешеходный и три автомобильных. В 2016 году в эксплуатацию был введён новый Деревяницкий мост.
Новгород Великий обладает развитой дорожно-уличной сетью: в городе насчитывается 344 автомобильные дороги общей протяжённостью 220,36 км. На 01.01.2019 в городе зарегистрировано 97 тысяч автомобилей.
Как крупный город, Великий Новгород в последние годы столкнулся с проблемой резко возросшего количества автотранспорта. Общее количество транспорта ежегодно увеличивается более чем на 4 −5 тысяч единиц. Главные городские магистрали (особенно в центре города) зачастую не справляются с потоком машин. В разработанном Генеральном плане города предусмотрено строительство системы объездных магистралей, призванных разгрузить центр города от автотранспорта. В соответствии с ним, в 2016 году завершено строительство третьего автомобильного моста (Деревяницкий мост) через реку Волхов в створе Лужского шоссе. Последняя построенная крупная городская магистраль — Колмовская набережная.

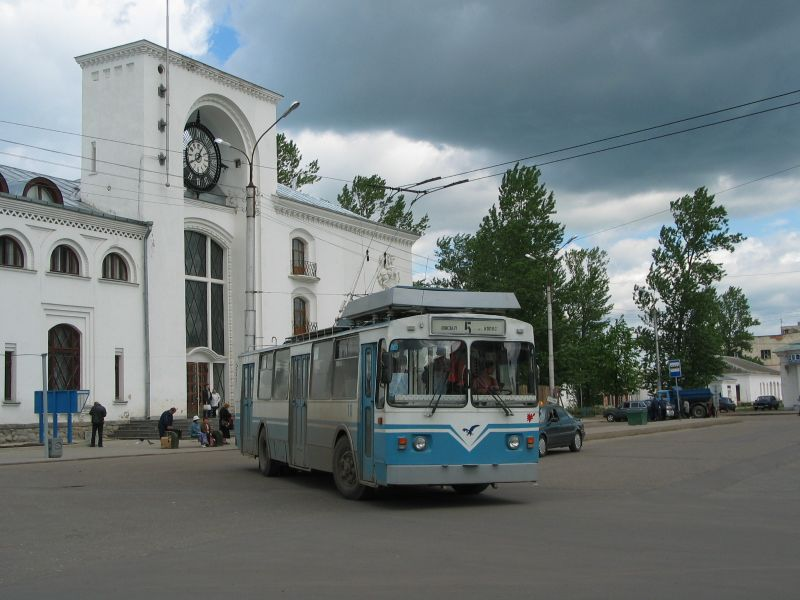
Троллейбус ЗиУ-9 у ж/д вокзала

Общественный транспорт представлен в городе автобусами и троллейбусами. В 2024 году началось строительство фуникулёрной канатной дороги через Волхов, которая соединит Софийскую набережную и набережную около Антониева монастыря.
Великий Новгород — крупный железнодорожный узел с направлениями на Чудово, Санкт-Петербург и Лугу. В городе три станции: Новгород-на-Волхове (Новгород-Пассажирский), Новгород-Лужский, Предузловая-Павловская, — и два остановочных пункта: Менделеевская и Новгород-Депо (Депо). В ближайшем пригороде имеется крупный узел-разъезд 64 км.
Водный транспорт имеет в Новгороде богатую историю. Сам город возник на пересечении исторических водных путей «из варяг в греки» и Волжского. Наличие судоходных рек предопределило развитие Новгорода как важнейшего торгового пункта Руси. В XVIII—XIX вв. Новгород являлся одним из пунктов Вышневолоцкой водной системы. В XX в. водный транспорт потерял в городе своё прежнее значение. В 2019 году, после десятилетнего перерыва, в Великий Новгород зашёл трёхпалубный круизный теплоход «Сергей Есенин».
Великий Новгород — один из немногих региональных центров России, не имеющий своего аэропорта. Ранее действовавший аэропорт «Юрьево» закрыт (полёты не осуществляются с 2004 года), на территории бывшего аэропорта осуществляется жилищное строительство (микрорайон «Аркажская слобода»). Власти не отказываются от проекта строительства аэропорта на базе бывшего военного аэродрома «Кречевицы». Начало строительства нового аэропорта намечено на 2022 год, при этом первый самолёт сможет вылететь из аэропорта в 2025 году.

## Архитектура и достопримечательности
В зодчестве Великого Новгорода можно выделить несколько периодов развития:
- архитектура древнего Новгорода (сюда входит период от возникновения города в IX в. до присоединения Новгородской Республики к Русскому государству)
- архитектура Новгорода в составе Русского государства и Российской империи (период с середины XV в. до 1917 года)
- архитектура Новгорода в годы советской власти (1917—1991 годы)
- архитектура Новгорода в постсоветский период

### Архитектура древнего Новгорода

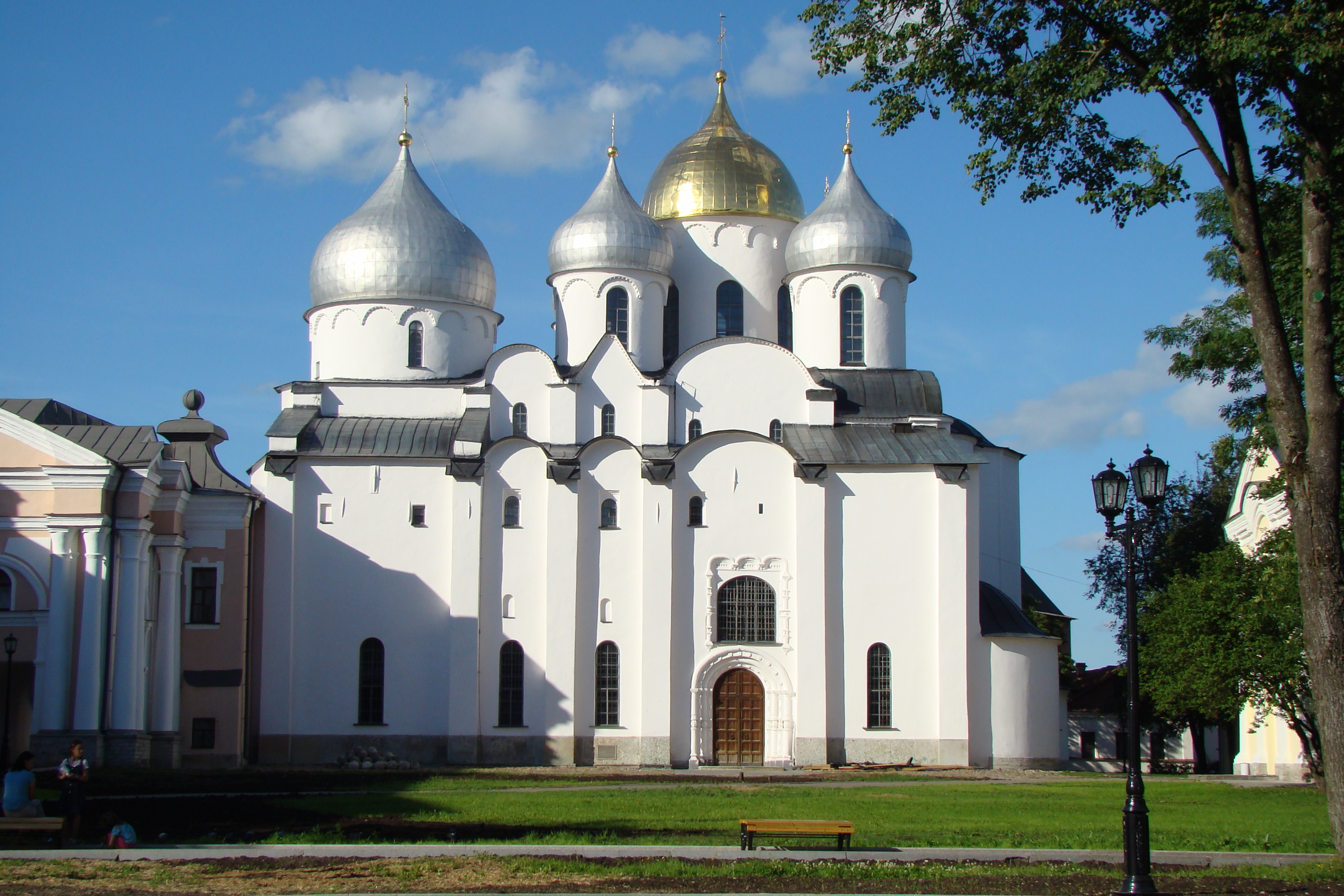
Софийский собор
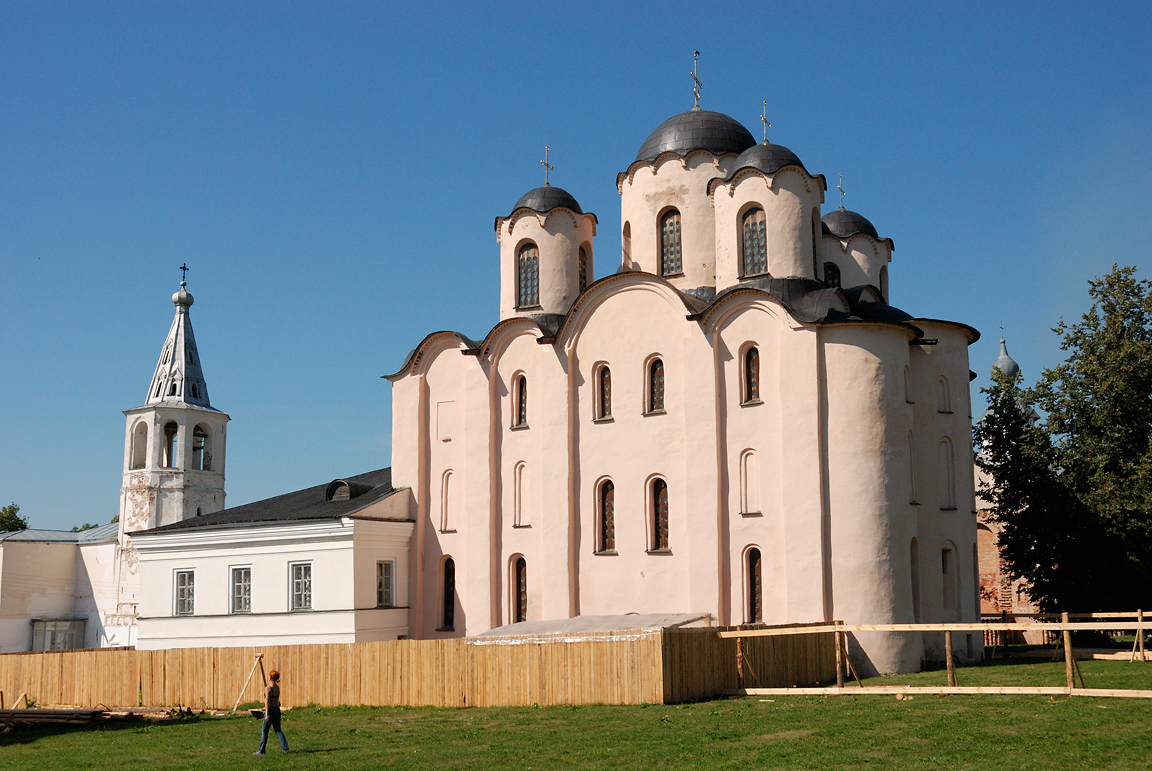
Николо-Дворищенский собор
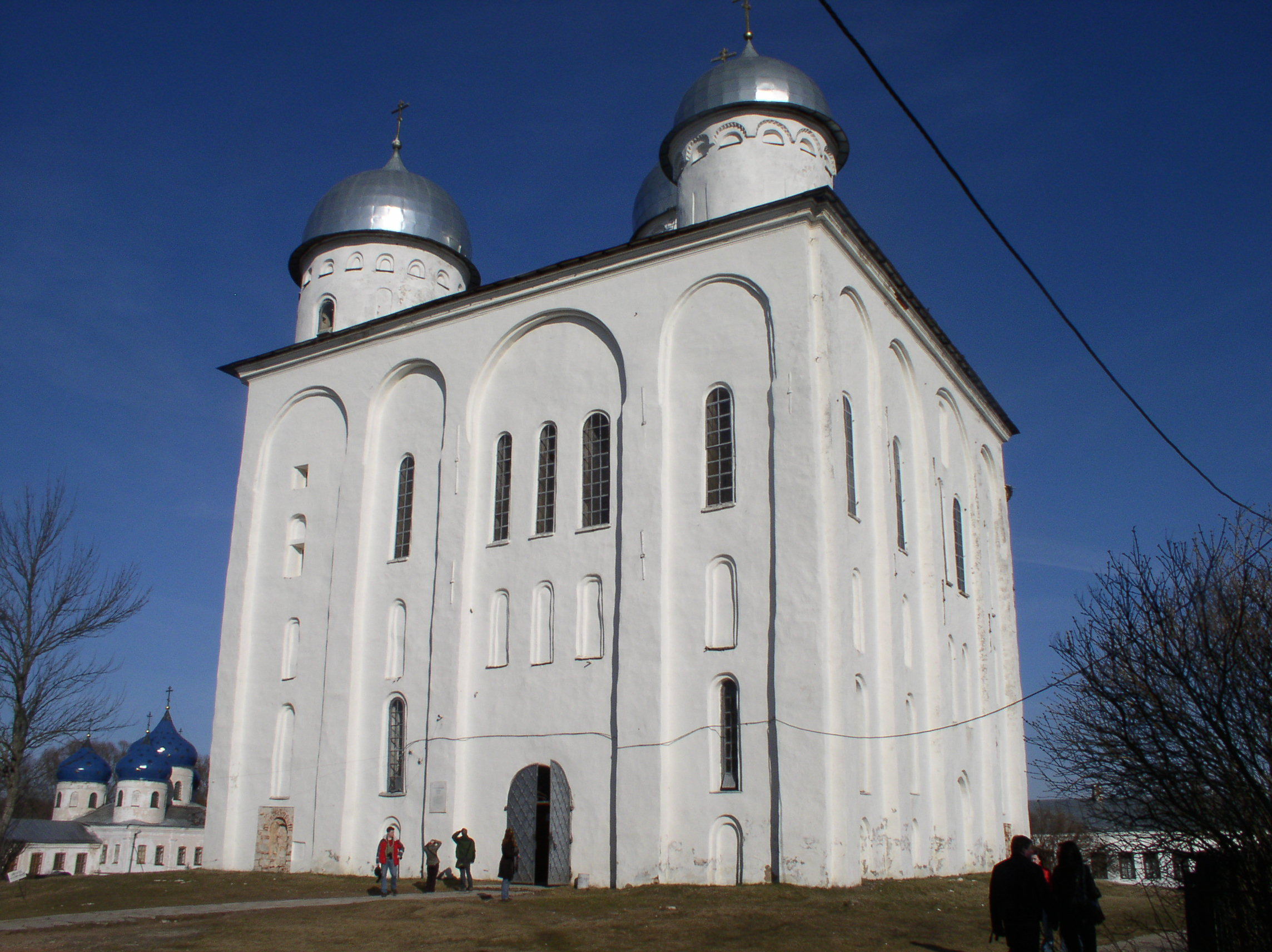
Георгиевский собор Юрьева монастыря
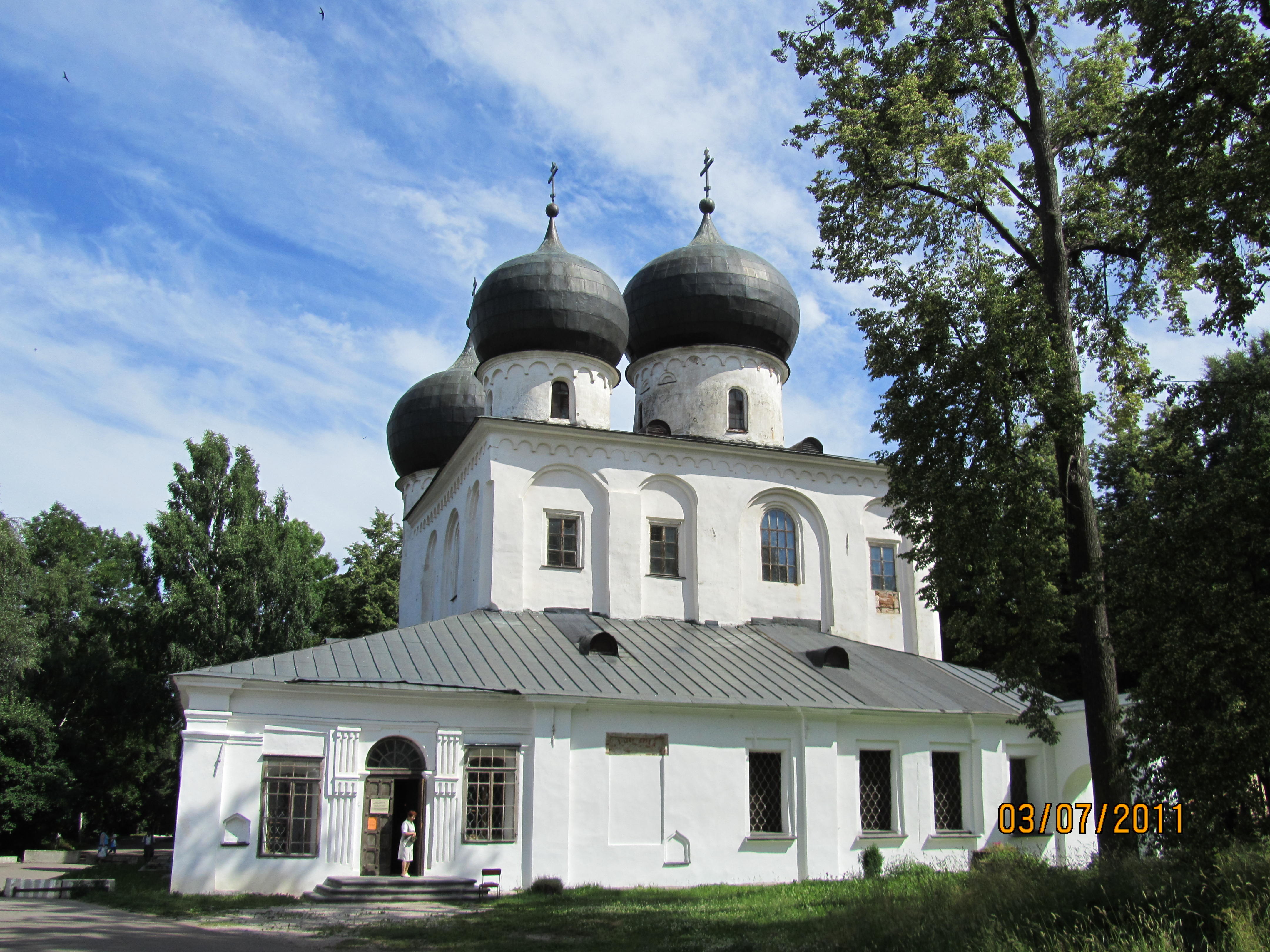
Собор Рождества Богородицы Антониева монастыря

Архитектурно-планировочная структура Новгорода, как и других древнерусских городов, характеризовалась выделением территорий ремесленно-цехового назначения. С ростом ремесла и торговли на Софийской и Торговой сторонах в XII—XV вв. сформировались жилые районы (концы). Поселения (концы) первоначально состояли из разделённых усадеб и не имели улиц. Между усадьбами находились пустыри. Таких усадеб было несколько в каждом конце. Постепенно они разрастались, соединяясь друг с другом дорогами — прообразы будущих улиц. В конце многих дорог — улиц на свободных территориях строились церкви. По мере застройки и освоения новых территорий улицы продолжались и опять в конце них воздвигалась новая церковь. Чем больше улица удалялась от Волхова, тем больше на ней было церквей. Так складывалась планировочная структура города. Важнейшей частью города были городские укрепления. Центральная крепость Новгорода — Новгородский детинец возникает уже с 1044 года. Весь город по окружности охватывал так называемый Окольный город (см. также Оборонительные сооружения Новгорода). Ныне от комплекса оборонительных сооружений, помимо детинца, сохранились вал Окольного города и Алексеевская (Белая) башня.
Важнейшим сооружением древнего Новгорода до возникновения вечевой республики стал Софийский собор, построенный в 1045—1050 годах. Вместе с детинцем он образовывал монументальный центр города, объединявший вокруг себя отдельные поселения (концы). Напротив детинца, на Ярославовом дворище, в 1113 году был заложен Николо-Дворищенский собор — композиционный центр Торговой стороны, ставший после 1136 года главным вечевым храмом Новгорода. Кроме того, в 1119 году был построен Георгиевский собор, в 1117—1119 годах — Собор Рождества Богородицы в Антониевом монастыре.

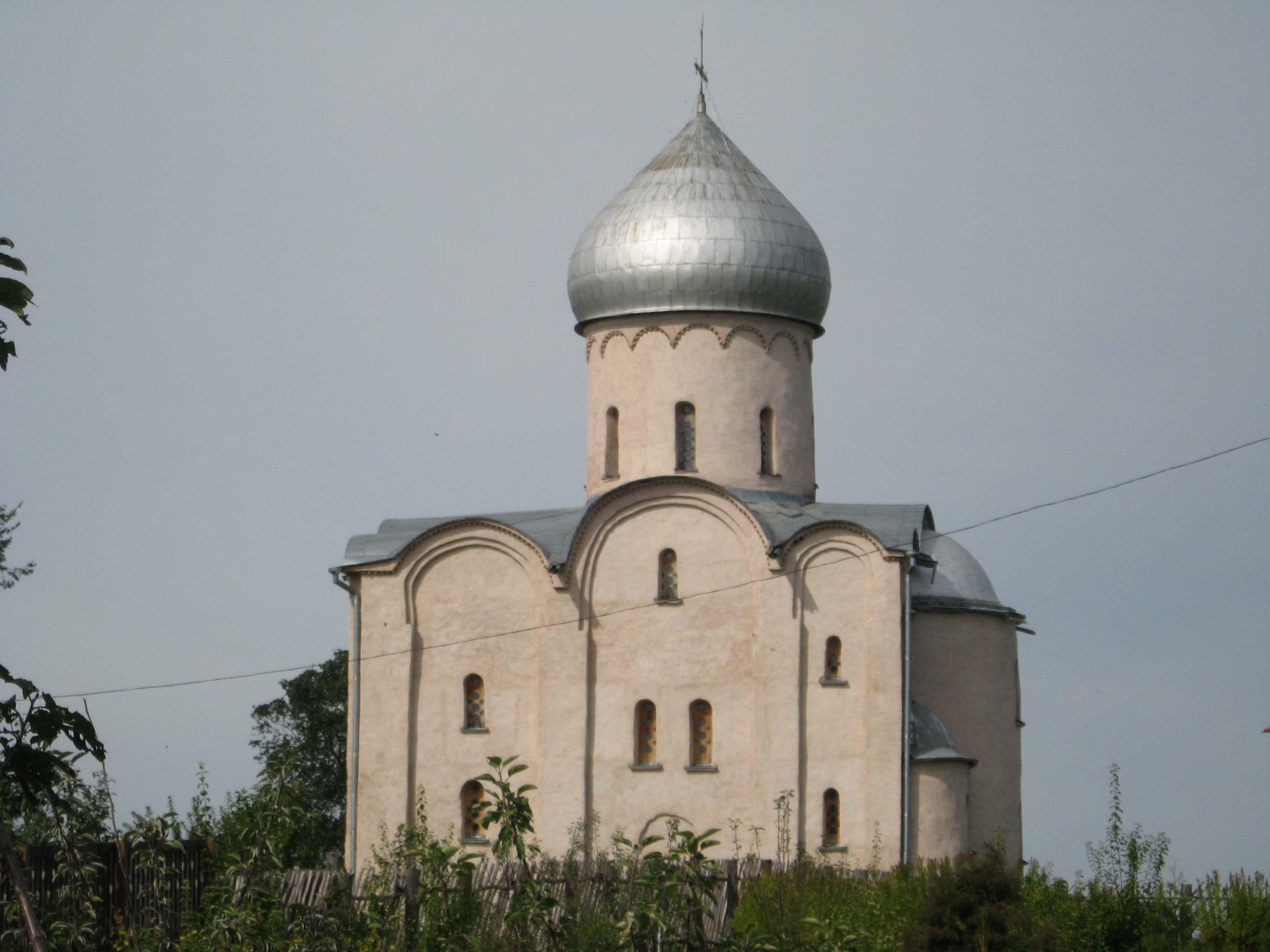
Церковь Спаса на Нередице
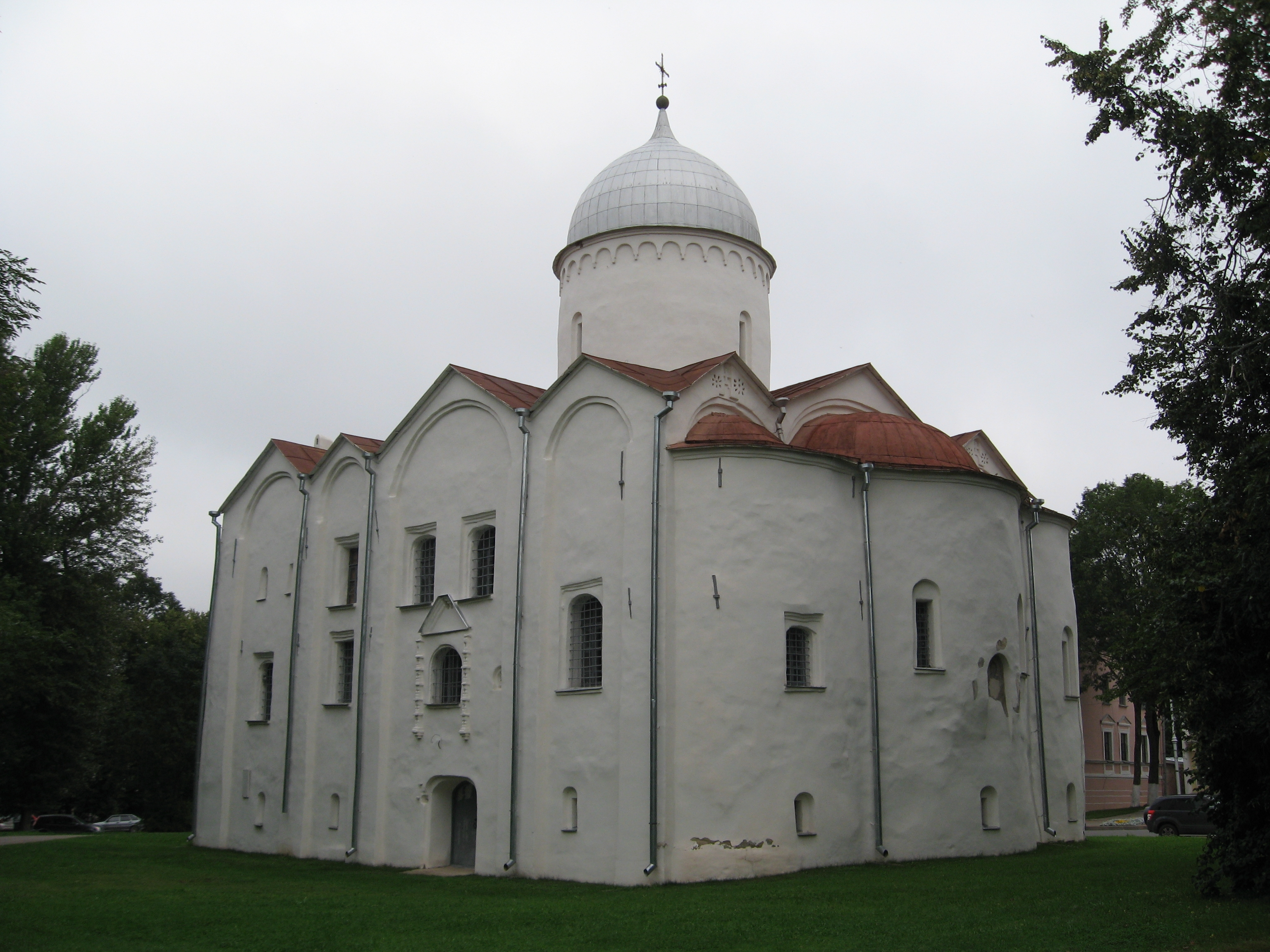
Церковь Иоанна на Опоках
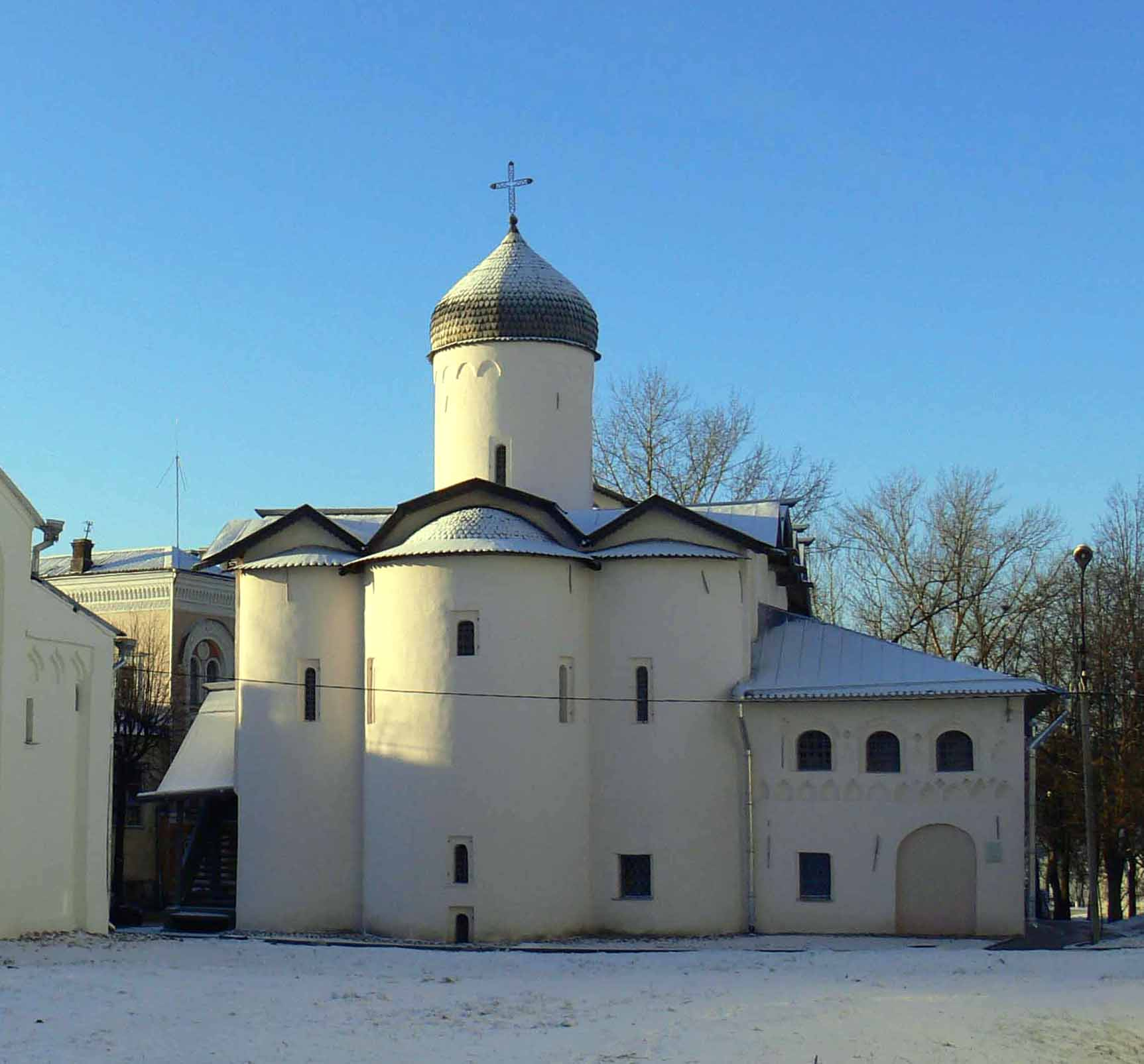
Церковь Жён-мироносиц
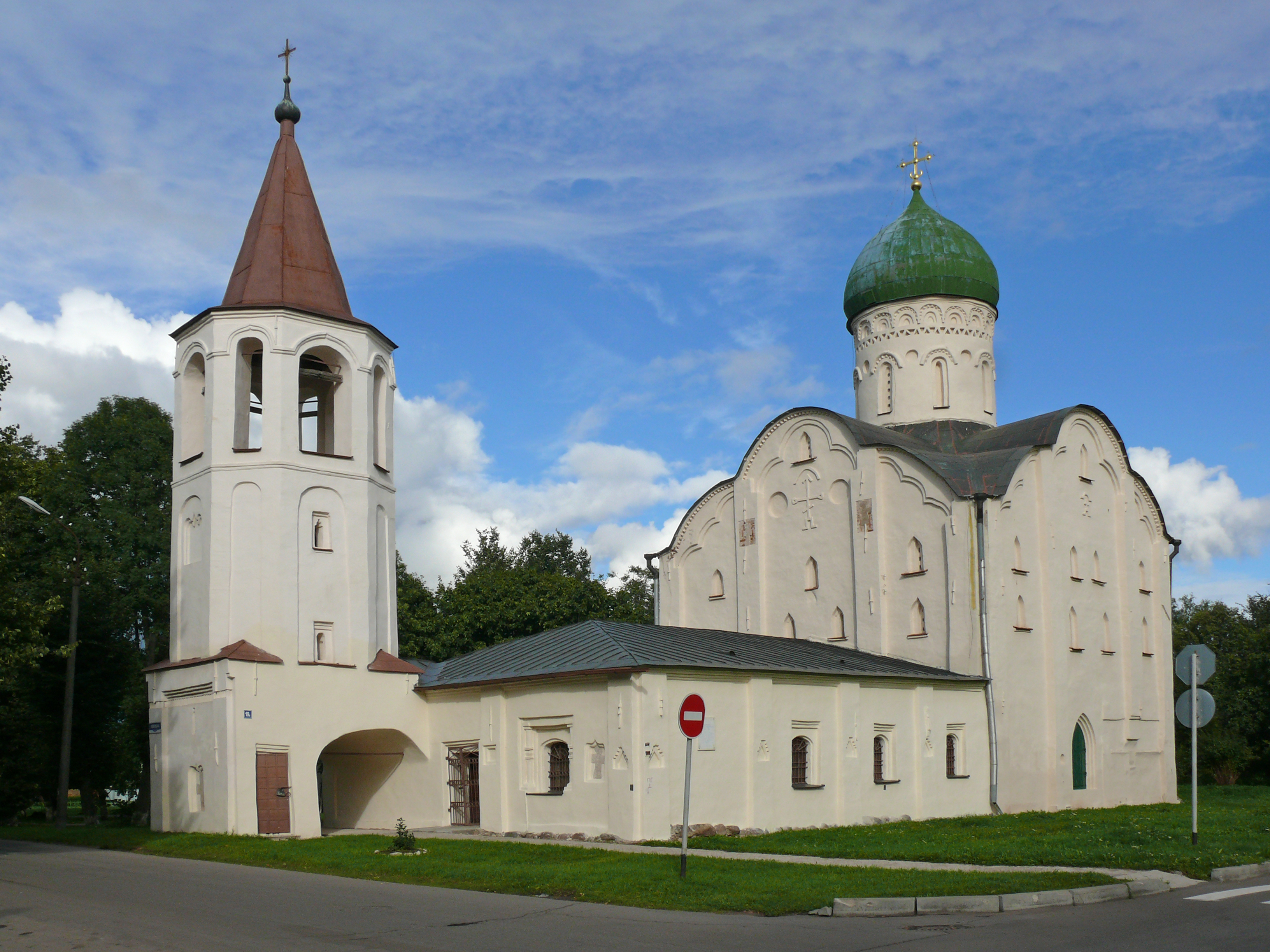
Церковь Фёдора Стратилата на Ручью

С образованием вечевой республики в 1136 году князьям запрещалось строить храмы на территории города, их резиденцией становится Городище. Последней княжеской постройкой в Новгороде стала Церковь Спаса на Нередице, построенная в 1198 году.
В годы вечевой республики в Новгороде происходит расцвет зодчества, складывается так называемая новгородская архитектурная школа. Большое распространение получает миниатюрный однокупольный храм, расписанный изнутри фресками. Церкви строили горожане, купцы, в том числе и крупные купеческие гильдии. Так, Церковь Иоанна на Опоках принадлежала Ивановской общине купцов-вощаников, торговавших воском и мёдом. Строительство в Новгороде почти прекращается во второй половине XIII в., но затем снова возобновляется. Новгород укрепляет свои позиции как крупный торговый центр Руси, поэтому многие церкви, в особенности церкви Ярославова дворища строятся с обширным нижним этажом — подклетом для хранения товаров. Весь город был застроен преимущественно деревянными зданиями, каменными были в основном только культовые постройки. Поэтому довольно часто в городе происходили опустошительные пожары. Улицы Новгорода были замощены, функционировал деревянный водопровод.

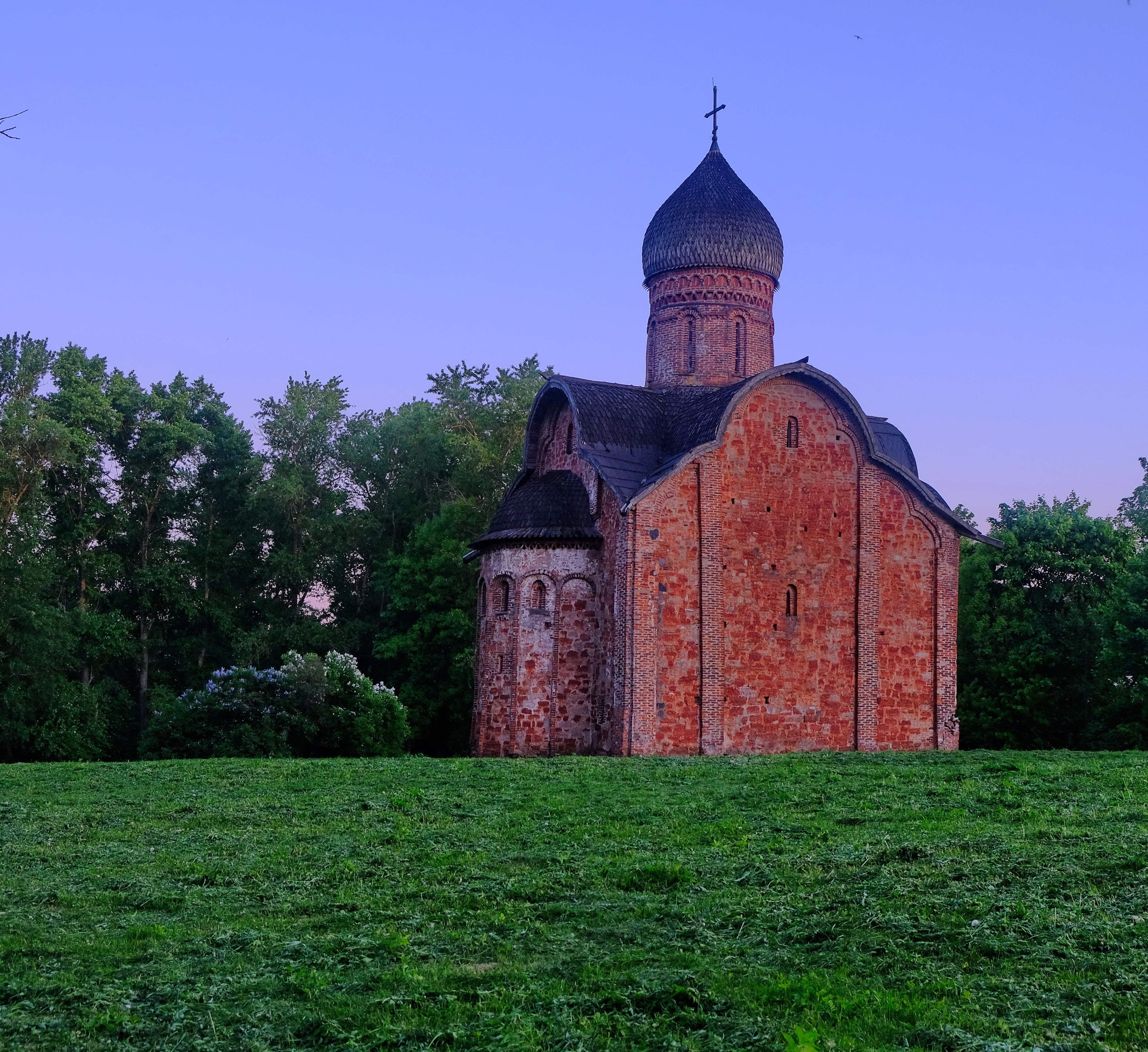
Церковь Петра и Павла в Кожевниках
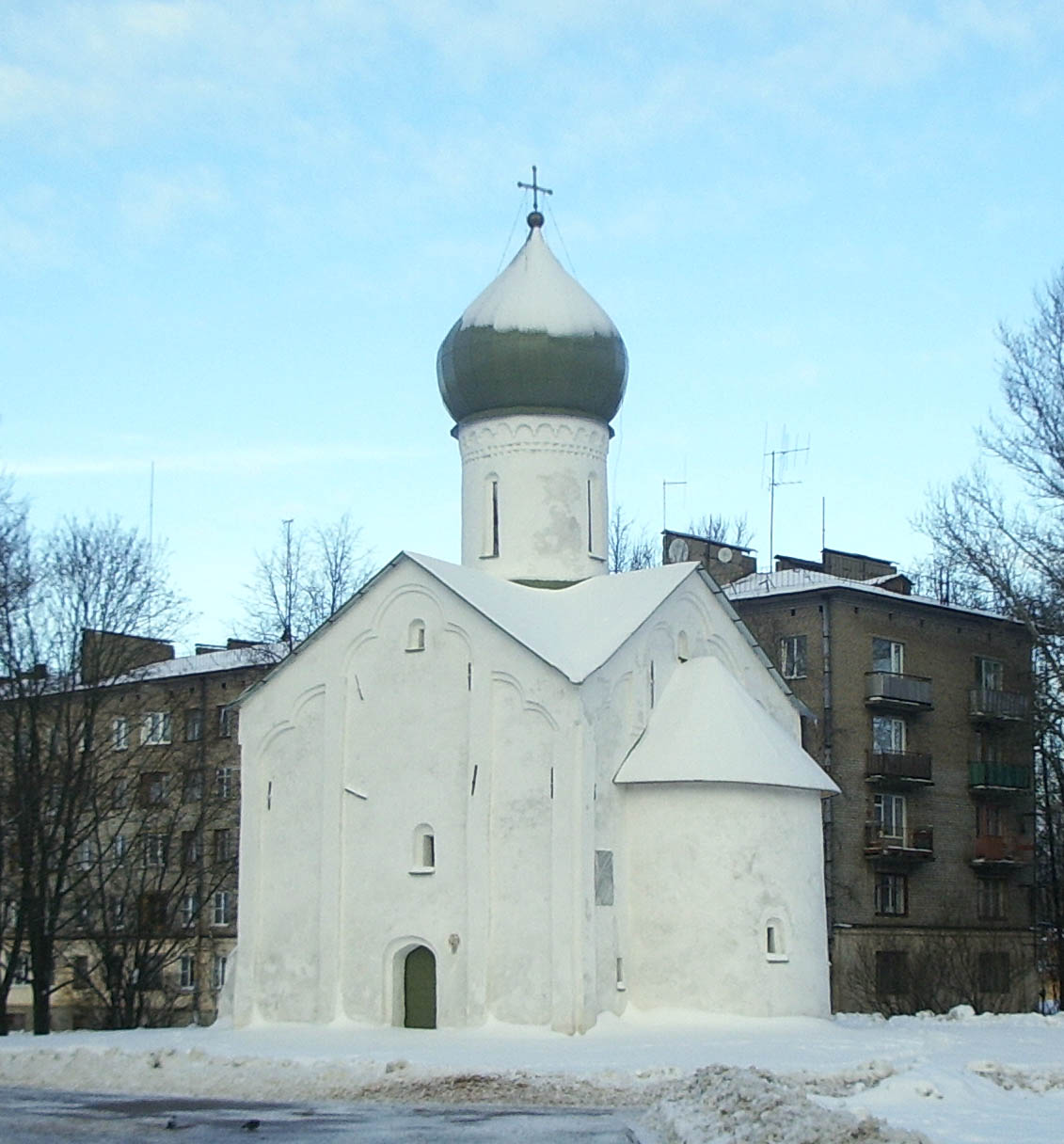
Церковь 12 апостолов на Пропастех
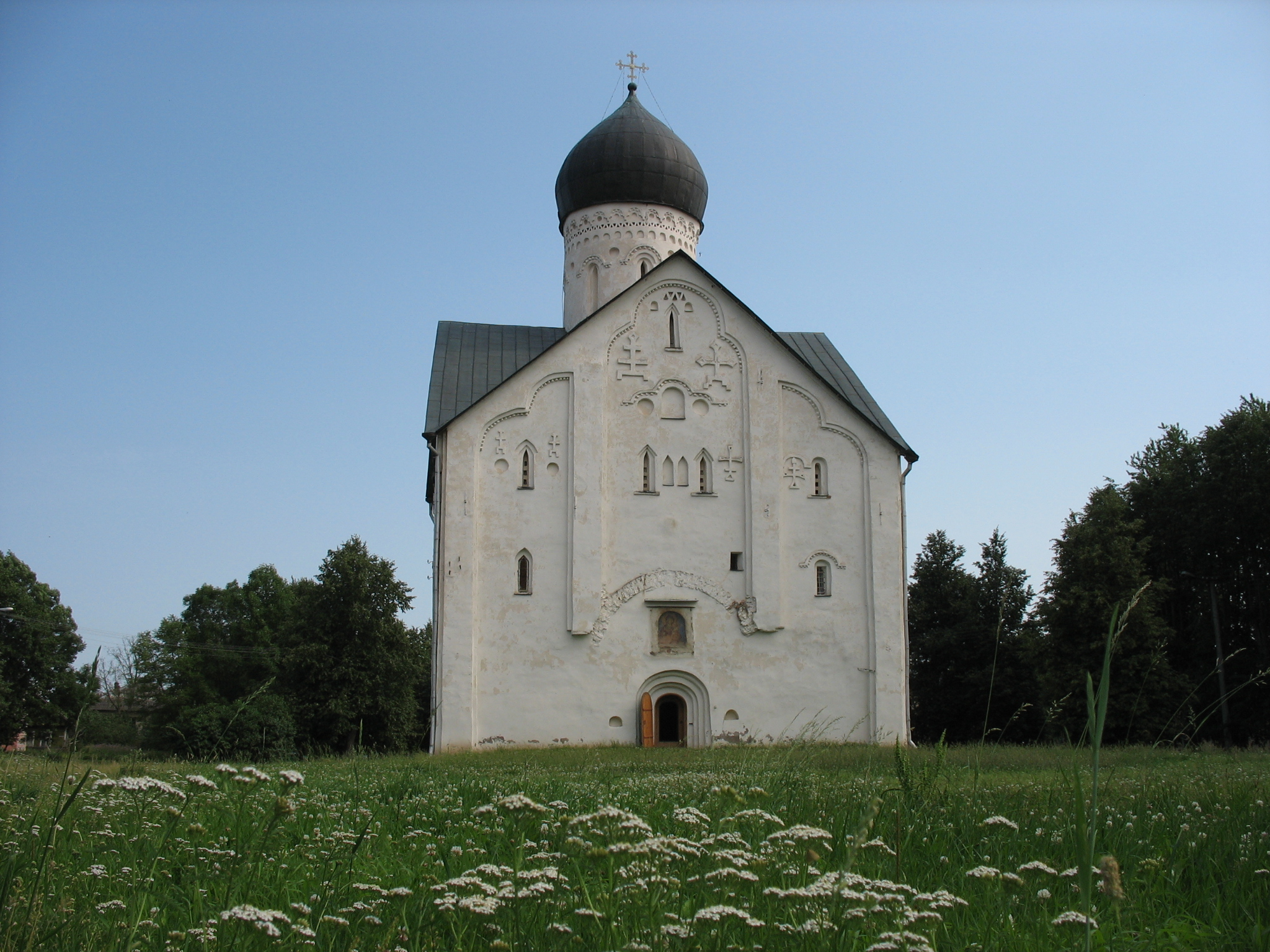
Церковь Спаса Преображения на Ильине улице
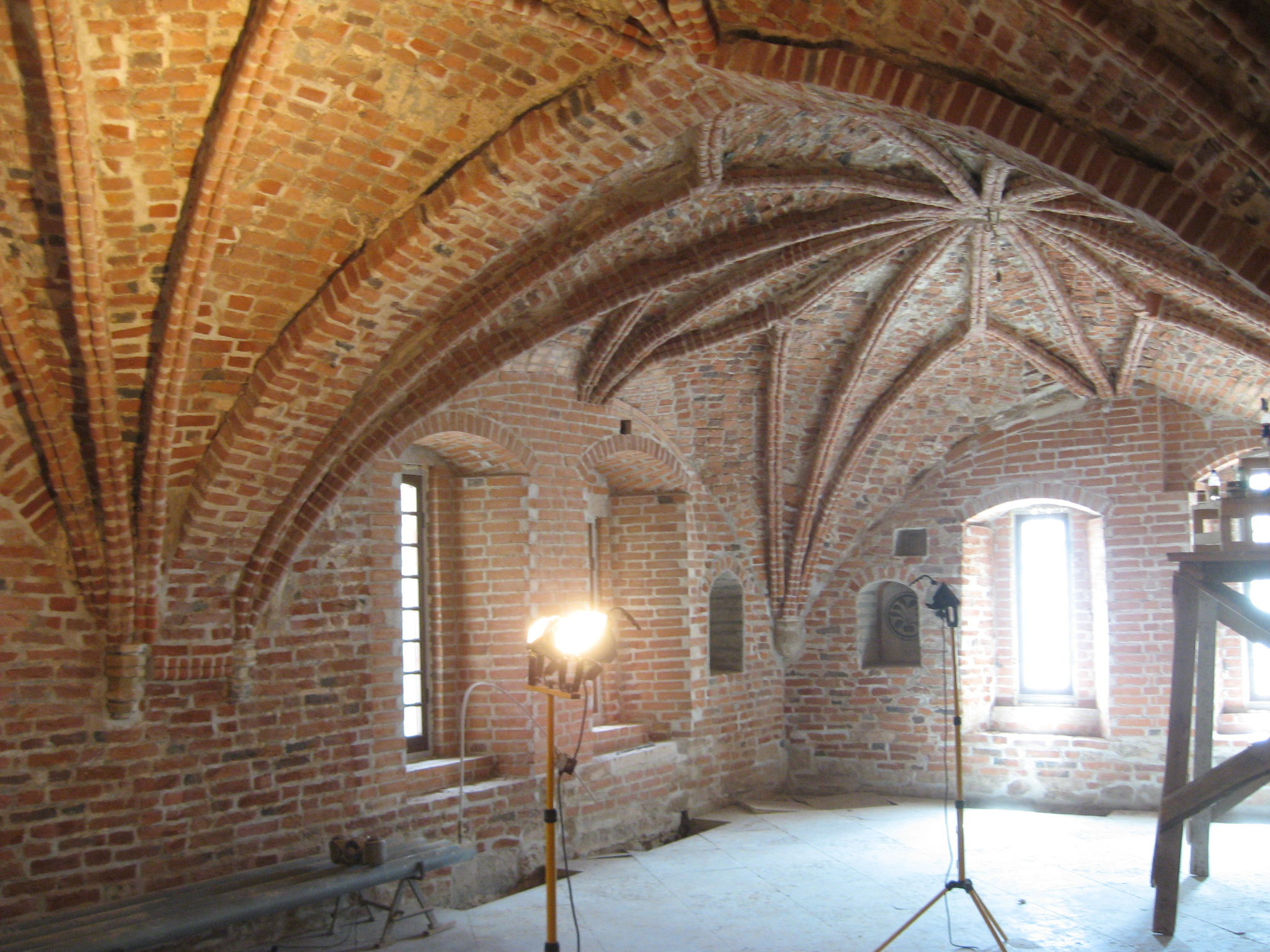
Главный зал Владычной палаты

Благодаря строительству соборов, церквей, монастырей, гражданских и жилых построек, оборонительных сооружений, Новгород в XV в. представлял собой огромный архитектурный комплекс. Выразительность его архитектуры нарастала по мере приближения к центру и вместе с тем, как бы вливаясь в окружающий пейзаж, растворялась через бесчисленные отдельно стоящие постройки и монастыри, которые своеобразным ожерельем опоясывали городскую территорию.
Особо следует отметить влияние западноевропейских архитектурных течений на зодчество древнего Новгорода. Так, черты романского стиля прослеживаются в облике церкви Фёдора Стратилата на Ручью, уникальным памятником готической архитектуры является Владычная палата новгородского кремля. Иностранные мастера участвовали не только в строительстве многих памятников Новгорода, здесь творили также иконописцы и мастера станковой живописи. Ярчайший пример этого — фрески Феофана Грека в церкви Спаса Преображения на Ильине улице.

### Архитектура Новгорода в середине XV — начале XX века

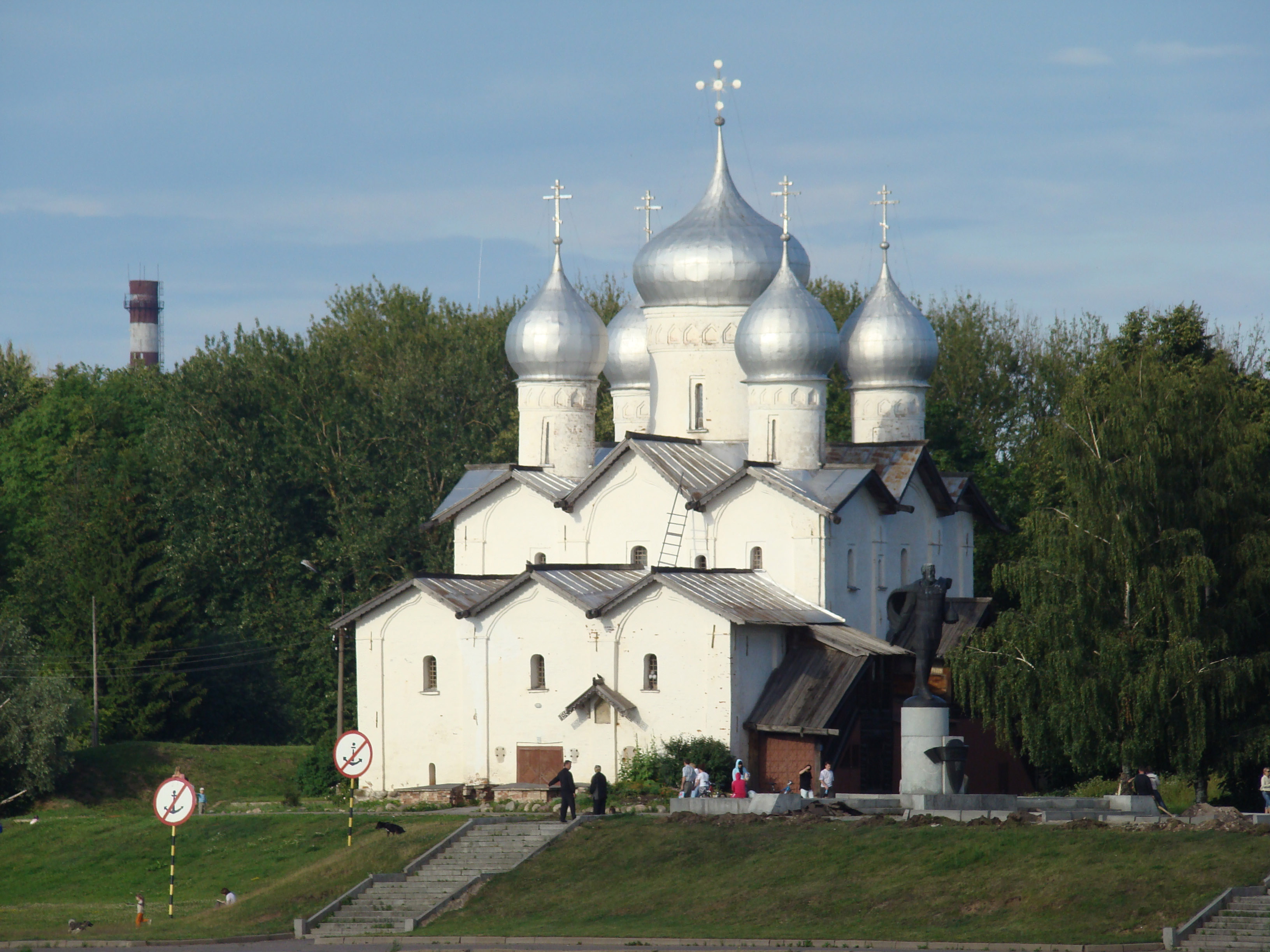
Церковь Бориса и Глеба в Плотниках
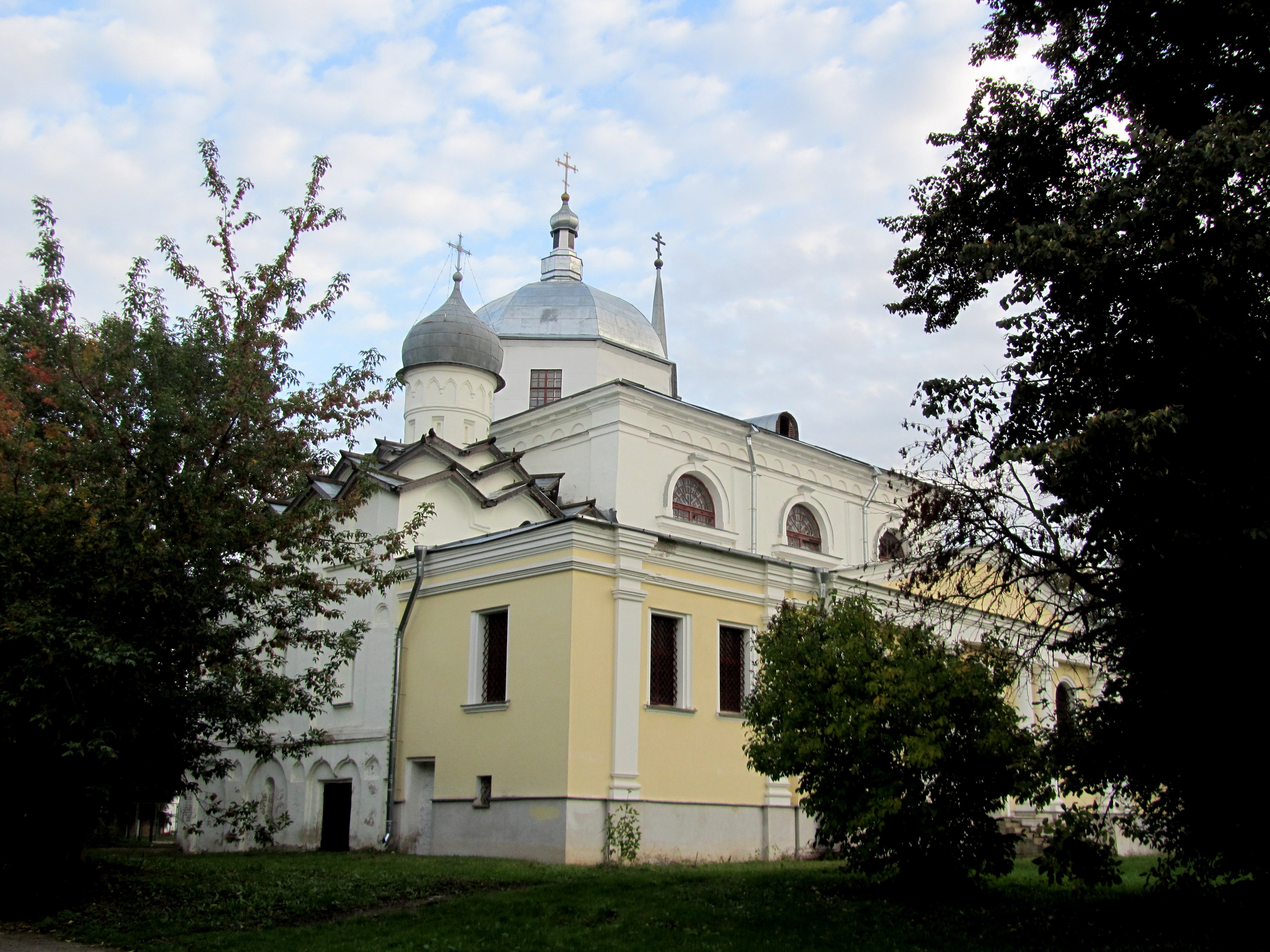
Церковь Никиты Мученика
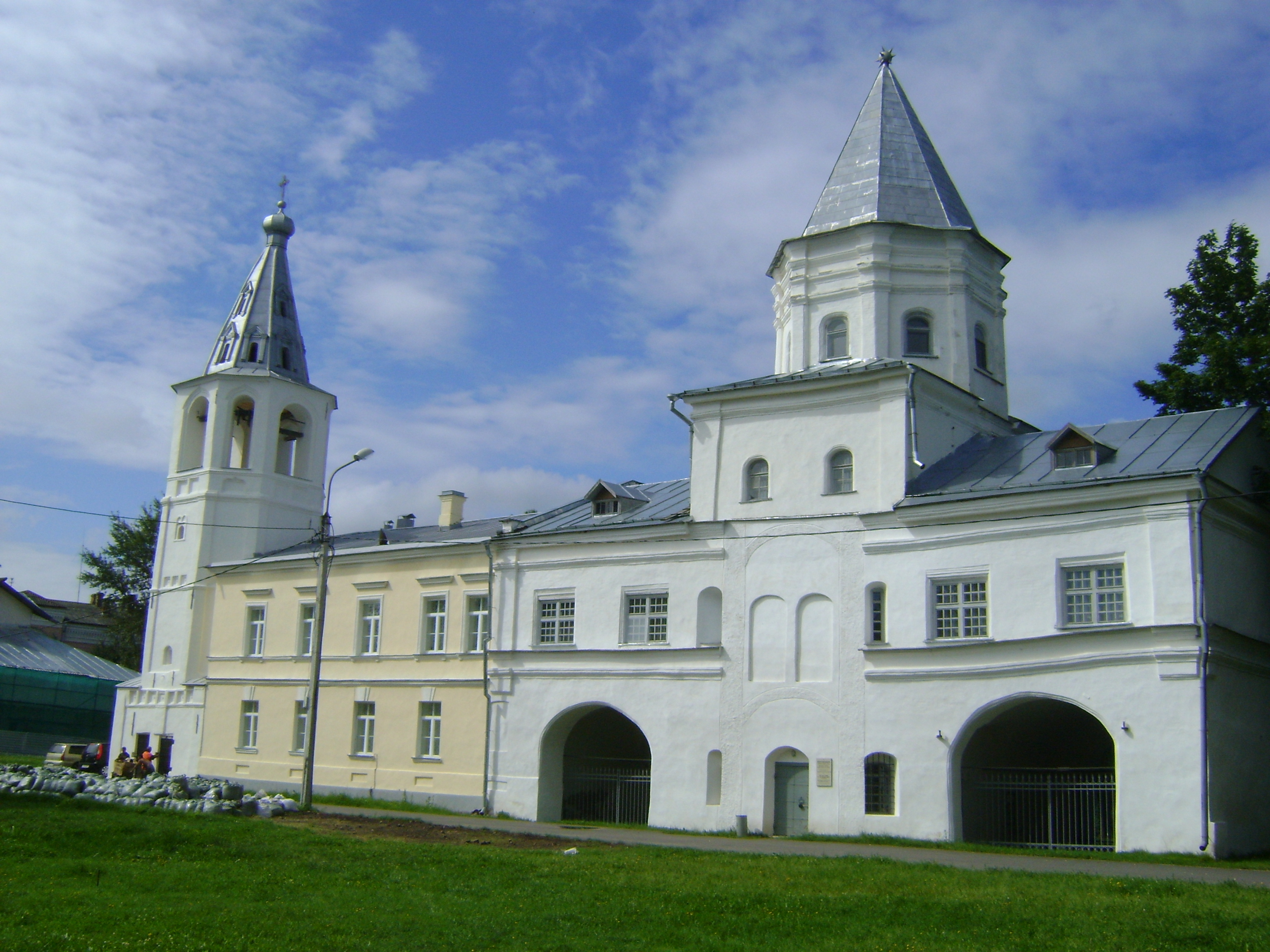
Воротная башня Гостиного двора
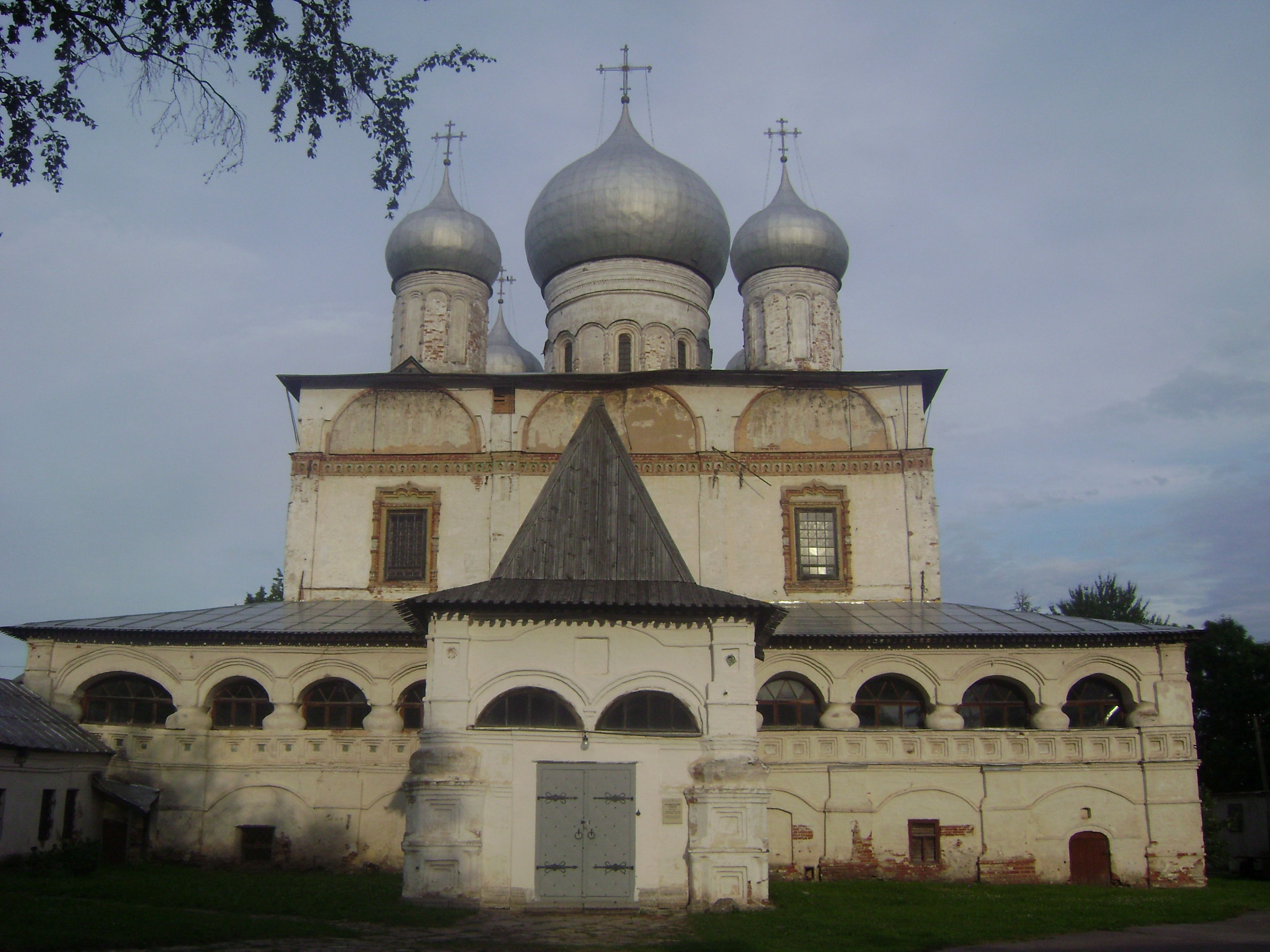
Знаменский собор

После присоединения Новгорода к московскому государству Иван III уделял особое внимание городу как одному из форпостов Северо-Западной Руси. Поэтому в 1484—1490 гг. была проведена перестройка стен новгородского детинца «по старой основе». Именно благодаря этой перестройке новгородский кремль получил свой нынешний облик — стены и башни из красного кирпича, шатровое завершение башен, зубцы типа «ласточкин хвост».
Великие князья, а впоследствии и цари строили в Новгороде и его окрестностях многочисленные храмы. Так, в 1557 году по указу Ивана Грозного была построена Церковь Никиты Мученика, в 1560-х гг. Троицкий собор Клопского монастыря. Продолжалось и строительство уличанских храмов — так, в 1536 году жителями Запольской и Конюховой улиц была возведена Церковь Бориса и Глеба в Плотниках.
После событий начала XVII в. и до строительства новой столицы — Санкт-Петербурга, Новгород продолжал оставаться одним из важнейших городов российского государства. У новгородского воеводы был свой денежный двор, велась активная торговля. В 1690-х годах на Торговой стороне строится Гостиный двор (ныне от этого большого комплекса осталась только Воротная башня и аркада со стороны набережной реки Волхов). В 1682—1688 гг. был построен грандиозный Знаменский собор — храм с обликом, типичным для московских церквей того времени.

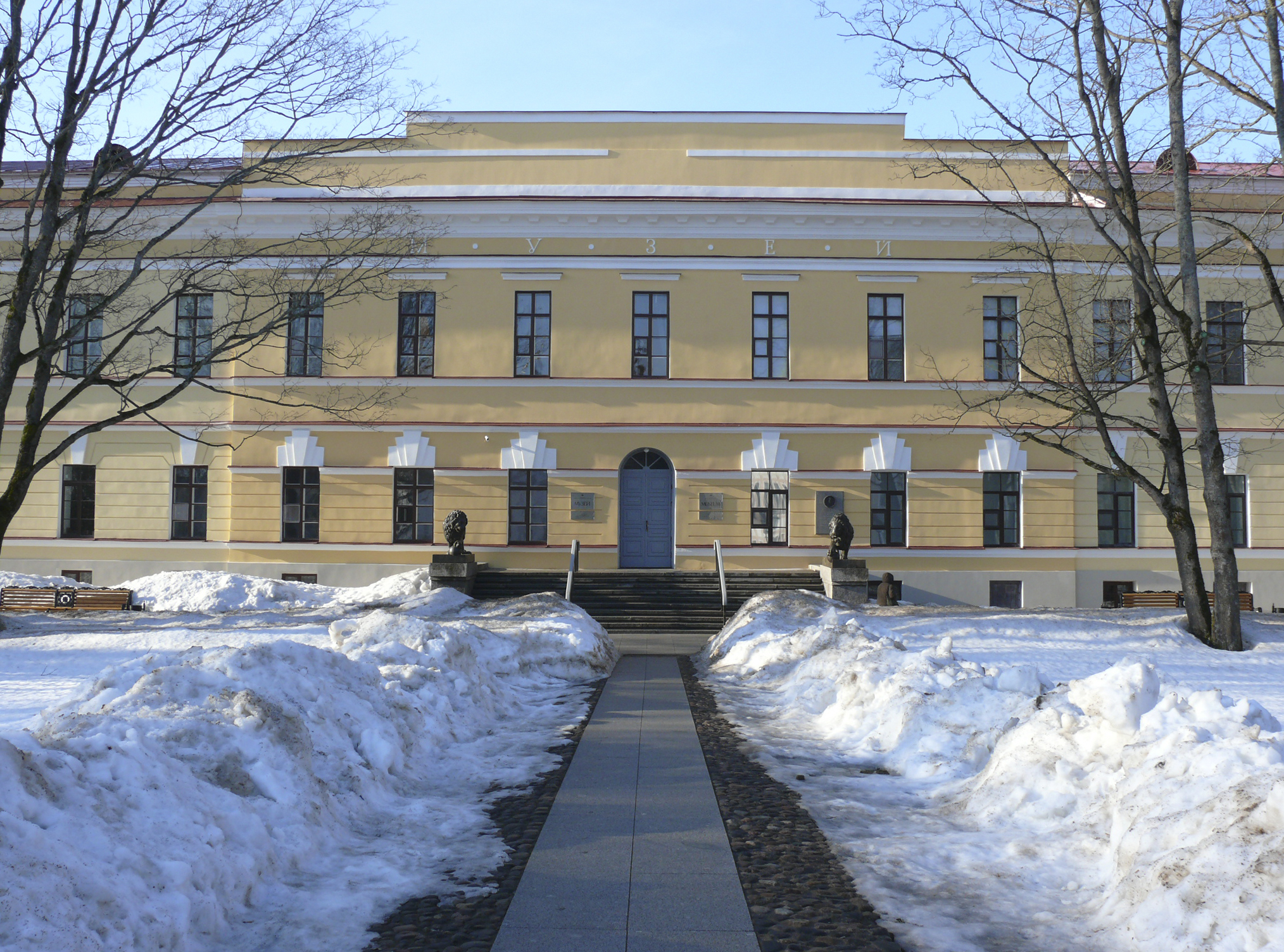
Бывшее здание Присутственных мест
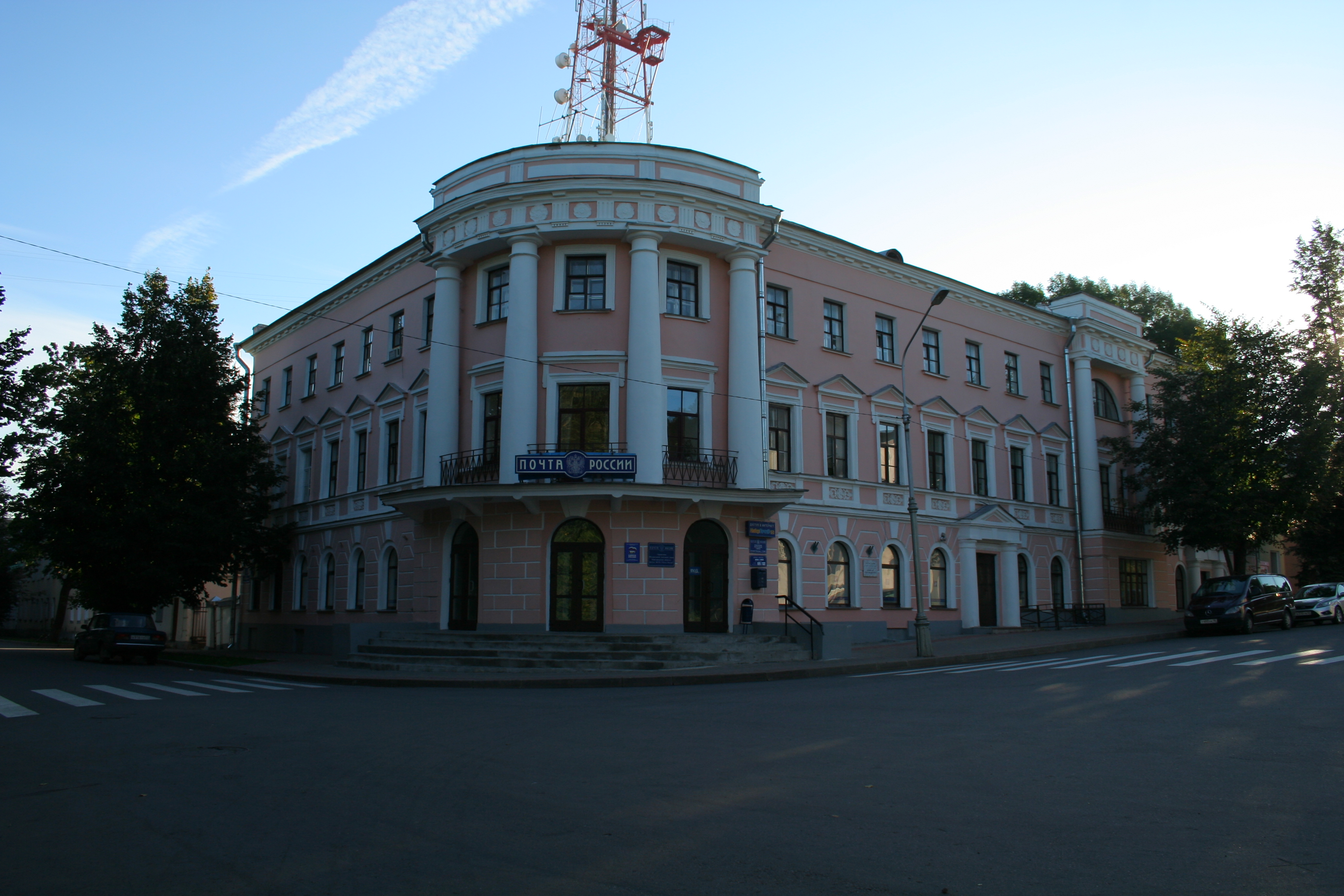
Здание Главпочтамта
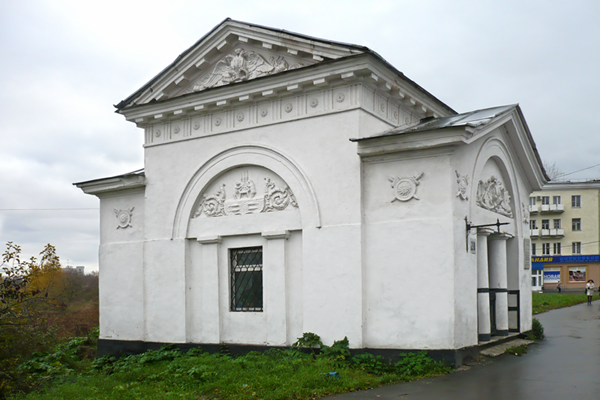
Здание кордегардии Санкт-Петербургской заставы
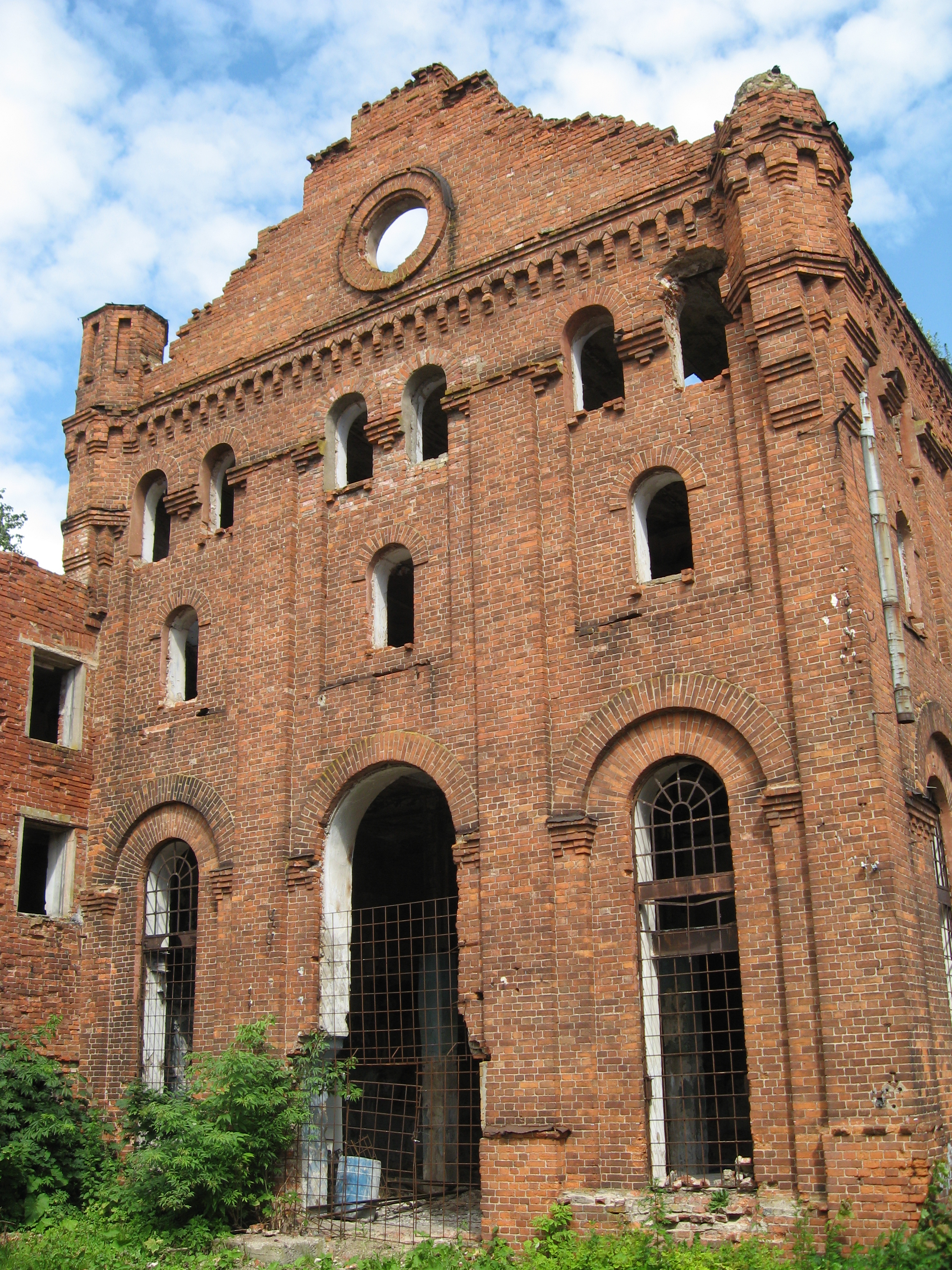
Руины пивоваренного завода «Богемия»

В начале XVIII в. в застройке Новгорода стали применяться градостроительные принципы, внедрённые Петром I в Петербурге. В городе вводится регулярная планировка; окончательный поворот к ней закрепляется в проекте 1778 г. Софийской стороне была придана радиально-полукольцевая планировка, Торговая сторона получает сетку улиц, состоящую из прямоугольных кварталов. В 1771 г. был построен Путевой дворец, в конце XVIII в. — Митрополичьи покои в кремле. В 1783—1786 гг. на месте Приказной палаты XVII в. строится здание Присутственных мест (ныне — главное здание Новгородского государственного объединённого музея-заповедника).
В соответствии с генеральным планом 1778 г. повсеместно на территории Новгорода велось строительство. В городе возводились жилые дома по образцовым проектам. Некоторые из них сохранились — это дома № 8, 10 по Большой Дворцовой улице, дом № 3 по улице Бояна, дома № 20, 34, 44 по Большой Московской улице, дома № 12, 15, 18, 26, 28 по Никольской улице и др., несущие типичные элементы русского классицизма. Характерные черты провинциального русского классицизма присущи и бывшему купеческому дому (ныне Главпочтамт, находится по адресу: Большая Дворцовая ул., д. 2), построенному в первой трети XIX в.
Наряду с застройкой главных улиц и прилегающих площадей внимание уделялось и оформлению въездов в город. Со стороны Москвы, Петербурга, Пскова возникали заставы, контролирующие въезды в город и выезд из него. Особого внимания заслуживает Санкт-Петербургская застава — памятник 1834 г., отвечающий лучшим образцам классицизма. До нашего времени сохранилась одна из её построек. В то время как Санкт-Петербургская застава имела богато оформленные сооружения, Московская, представлявшая собой два скромных здания, была подчёркнута двумя обелисками.
В 1820-х годах на месте Малого земляного города (комплекса оборонительных сооружений, построенного во времена Ивана IV) вокруг кремлёвской стены был устроен сад площадью около 22 га (ныне Кремлёвский парк). В 1828 г. был утверждён проект Софийской площади — главной площади города, предназначенной для смотров и парадов войск. На ней в 1851 г. по проекту А. И. Штакеншнейдера воздвигается здание Дворянского собрания (после войны здание было сильно перестроено, в настоящее время в нём находится Музей изобразительных искусств). Одной из самых известных достопримечательностей Новгорода стал установленный в 1862 году памятник Тысячелетие России.
В Новгороде сохранились два производственных здания второй половины XIX в., представляющие интерес как примеры промышленной архитектуры. Это основные корпуса винно-водочного завода по улице Германа (в настоящее время ОАО «Алкон») и пивоваренного завода «Богемия» на Великой улице.

### Архитектура Новгорода в 1917—1991 годы

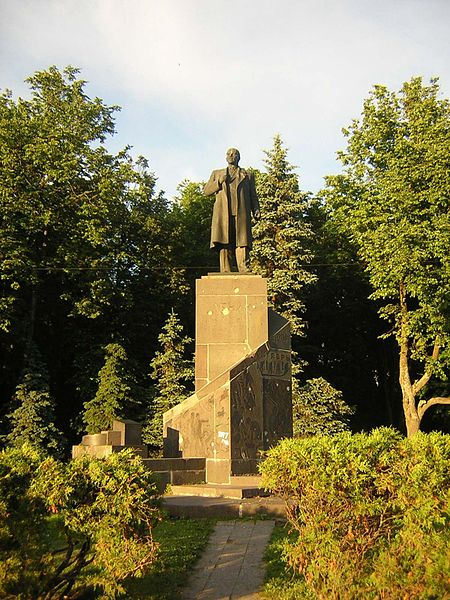
Памятник В. И. Ленину после 1955 г.
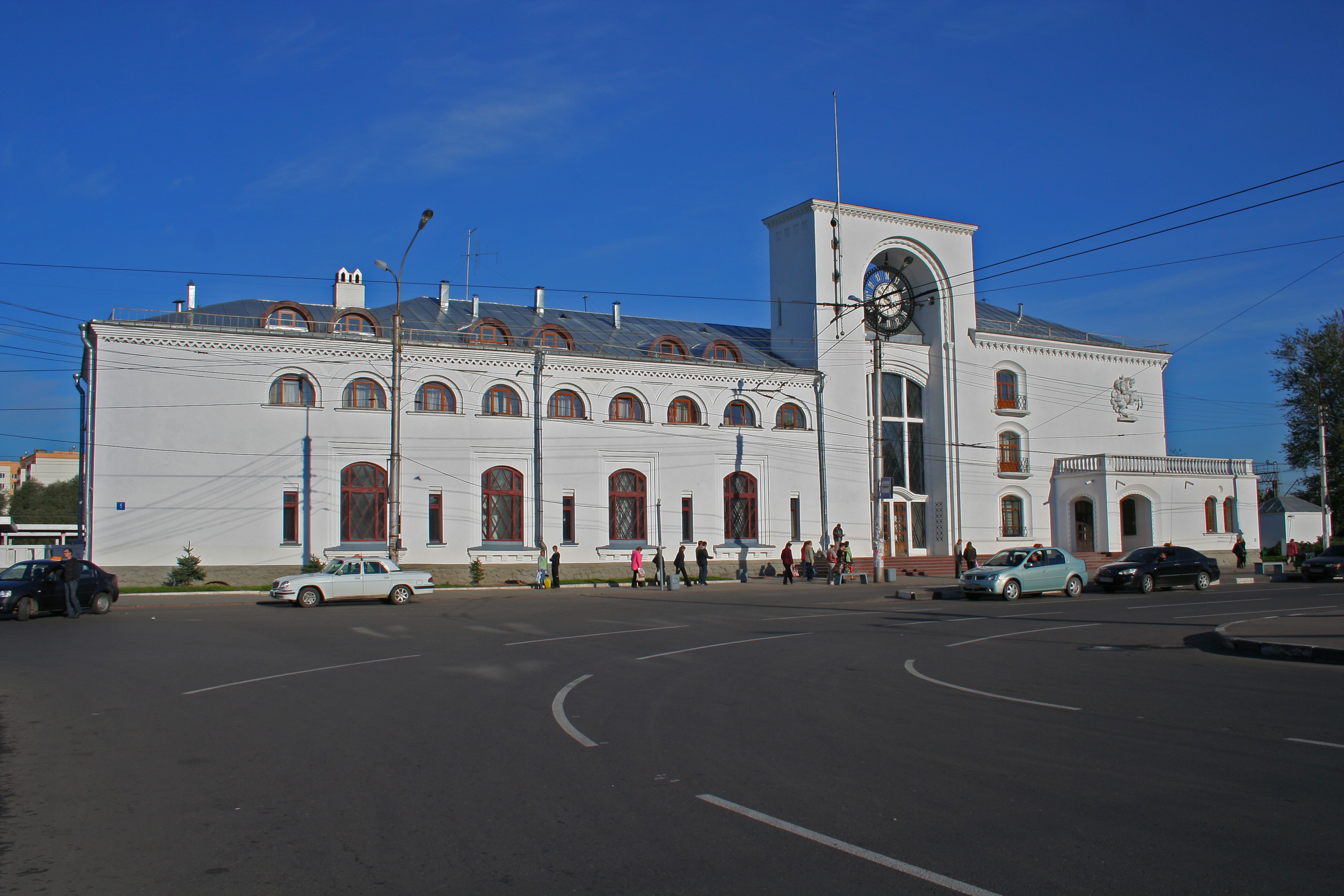
Железнодорожный вокзал. Открыт в 1953 г.
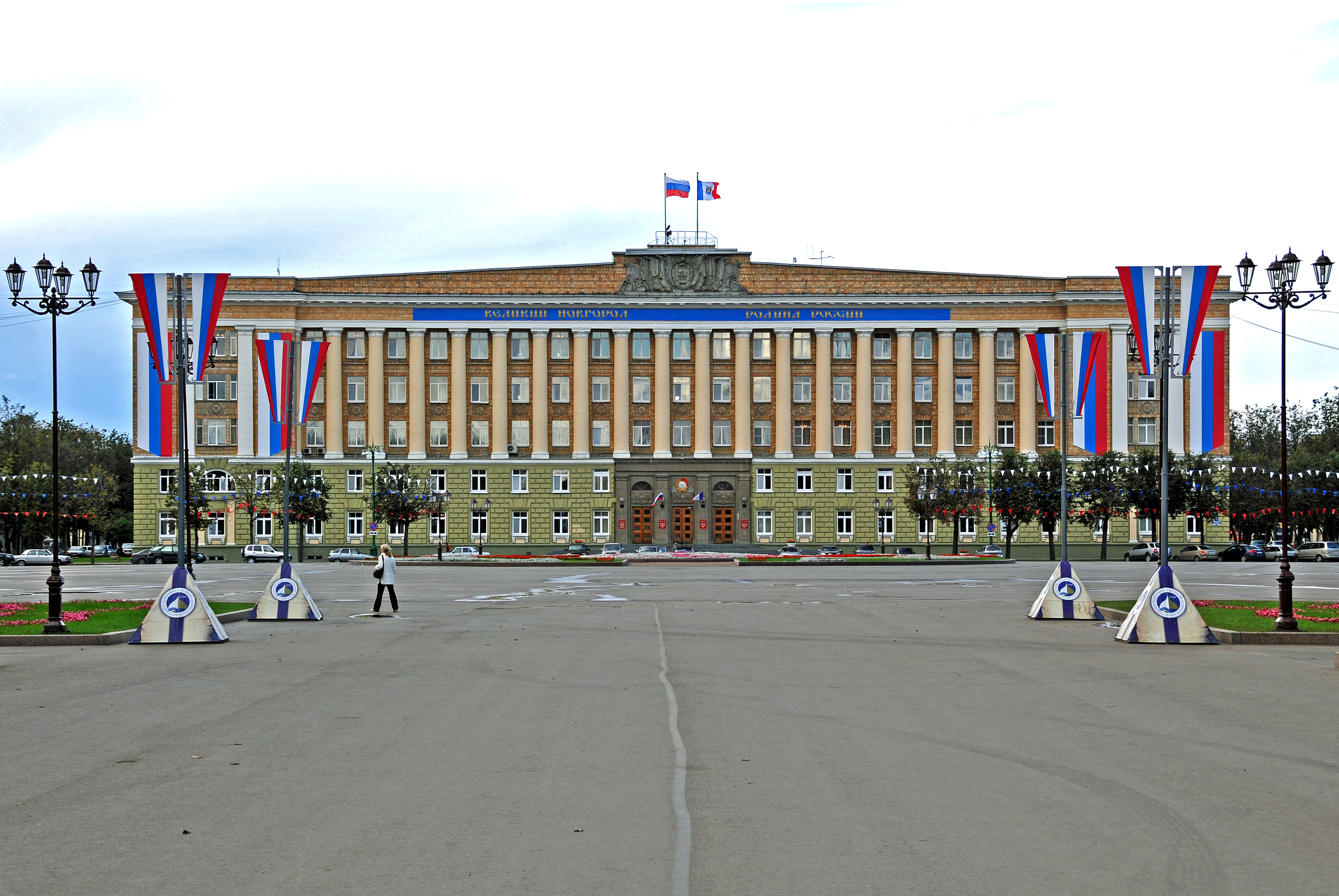
Здание Правительства Новгородской области. Построено в 1959 г.

Главным событием в послереволюционном зодчестве Новгорода явилось сооружение памятника В. И. Ленину на площади 9 января (так тогда называлась Софийская площадь). Автором скульптуры стал молодой художник Н. И. Шильников, проект пьедестала разработал архитектор Д. П. Осипов, работавший старшим архитектором Скульптурно-литейной фабрики в Москве. Памятник был открыт 7 ноября 1926 г. В годы войны бронзовая скульптура была утрачена, в 1955 г. памятник был повторно открыт, новую скульптуру создал скульптор Д. П. Шварц.
В первые послевоенные годы основные строительные работы касались восстановления сохранившихся коробок зданий. Вся промышленность города была разрушена, поэтому для получения строительных материалов пришлось разобрать большую часть зданий, находившихся на территории нынешнего Ярославова дворища — сохранившейся коробки здания Городской Думы, Гостиного двора (кроме аркады) и торговых домиков. Результатом этого является то, что в настоящее время Ярославово дворище представляет собой большую озеленённую площадь, удобную для прогулок и отдыха. Первоначальные проекты восстановления города (в частности, проект архитектора А. В. Щусева) предполагали сохранение этих зданий.
Немаловажным для послевоенного Новгорода было определение архитектурного стиля вновь возводимых зданий. В своё время А. В. Щусев указал на характерные для новгородского зодчества черты: пластичность фасадов, живописность объёмов, строгость и лаконизм. Он также считал, что современные здания служат фоном, на котором должны ярче выделяться памятники древнерусского зодчества. Практика застройки показала, что в поисках стиля одни из архитекторов опирались на внешнее подражание приёмам древнерусского зодчества (пример — здание железнодорожного вокзала), другие — на стилизацию «под итальянский ренессанс» (пример — застройка улицы Газон), третьи обращались к формам русского классицизма. В целом это привело к хаотичности стиля новой застройки.
Начиная с середины 1950-х гг. в Новгороде стала преобладать типовая застройка. Вновь возводимые по индивидуальным проектам общественные здания зачастую резко выбивались из общей панорамы города, их архитектура оказывалась чуждой по отношению к окружающей застройке. Примером такого здания стал возведённый в 1987 году Новгородский драматический театр. Неудачным можно считать и размещение в 1973—1974 гг. рядом с Кремлём Монумента Победы.

### Современная архитектура

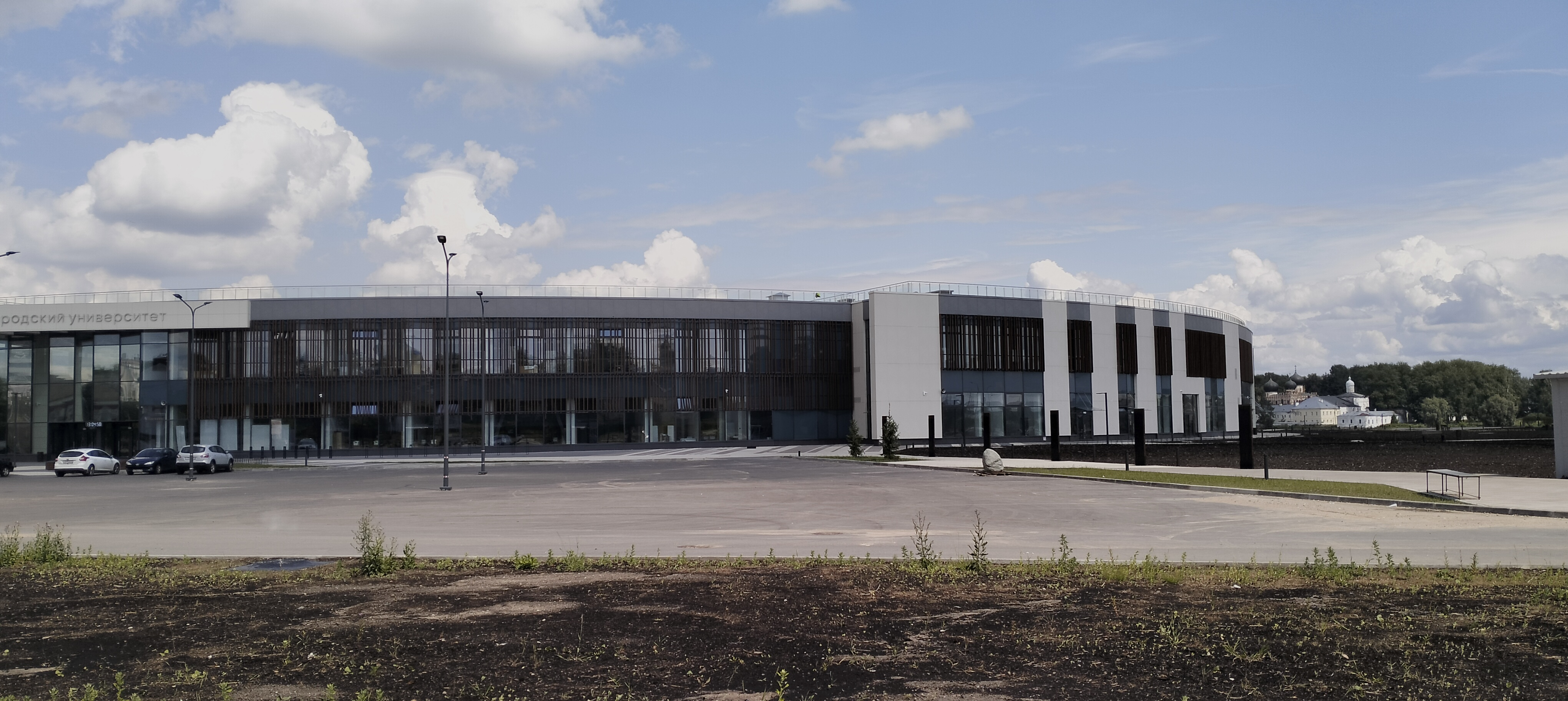
Новгородская техническая школа
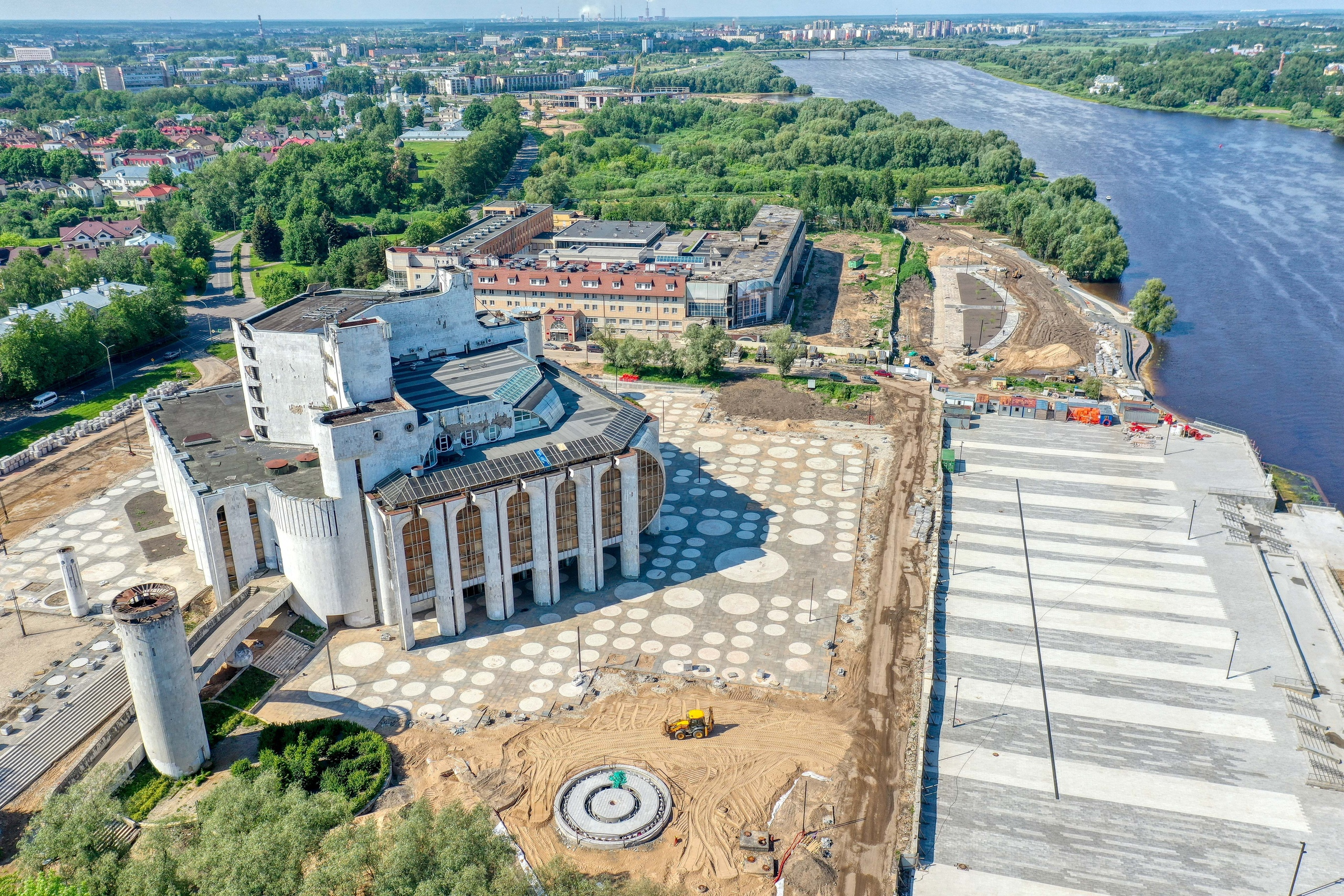
Строительство Софийской набережной в Великом Новгороде

В постсоветский период центральная часть города не претерпела серьёзных изменений, в первую очередь в связи с ограничениями по высотности зданий в центральной части города.
На окраинах города продолжается возведение новых многоэтажных районов. С 2013 года в Державинском районе города продолжается возведение крупного микрорайона «Ивушки». В начале 2020-х годов в центре города построена Софийская набережная, реконструированы набережная Александра Невского и Ильина улица. На улице Великой построен научный кампус Новгородской технической школы. С 2023 года проводится реконструкция театра драмы, которая должна завершиться к концу 2025 года.
В городе возведено несколько новых памятников, среди которых стела «Город воинской славы», воссозданный в 2012 году памятник Новгородскому ополчению 1812 года у здания Манежа на улице Великой, памятник Державину на улице Державина, памятник Ярославу Мудрому у здания Новгородской технической школы.

## Археологические раскопки
Пути археологического изучения Новгорода наметил в 1807 году Е. А. Болховитинов, впоследствии митрополит Евгений. Он прибыл в Новгород в 1804 году в качестве викарного епископа, и занялся исследованием старинных рукописей. Епископ также вёл археологические наблюдения, при этом он дал оценку значению культурного слоя: «Я рассматривал здешние окрестности, испытывал пошву земли, и знаю, что где сколько-нибудь десятков лет люди жили дворами, тут обыкновенно бывает наносная чернозёмная пошва. В самом городе она, очевидно, приметна, и на Торговой стороне по набережным местам инде аршин 8 или 9 должно копать до материка».
В 1910 году Н. К. Рерих, увлекавшийся археологией, произвёл на средства Музея допетровского искусства раскопки в Детинце. От этих раскопок не сохранилось ни официального отчёта, ни чертежей, ни фотографий. Научных публикаций тоже не было, а добытые артефакты исчезли. XV Всероссийский археологический съезд 1911 года прошёл в Новгороде, но серьёзных раскопок тогда не проводилось.
А. В. Арциховский приступил к раскопкам в Новгороде в 1929 году — это были растопочные разведки на Городище. Разведка обнаружила, что культурный слой испорчен «кладоискательскими» ямами, и что настоящие раскопки почти невозможны. Затем раскопки были перенесены на курганы, и в том же году в селе Хрепле Новгородской области были раскопаны курганы, давшие ценные находки.
16 октября 2018 года археологи обнаружили в центре Великого Новгорода деревянную мостовую второй половины XIV века. Деревянная мостовая Козьмодемьянской улицы идёт от вала до Волхова практически километр.
В 2018 году подводная экспедиция Института археологии РАН обнаружила на дне реки Волхов остатки древнего Великого моста. По данным радиоуглеродного анализа возраст этого моста, пересекавшего русло Волхова между Никольским собором на Ярославовом Дворище и утраченным собором Бориса и Глеба в Новгородском детинце, может составлять около 1068 ± 25 лет, то есть он был построен в X веке.
В 2020 году при реконструкции Софийской набережной археологи нашли клад монет XVI—XVII веков. Всего было обнаружено более 1500 монет.

## Культура и искусство

### Театры и филармония

#### Новгородский театр драмы

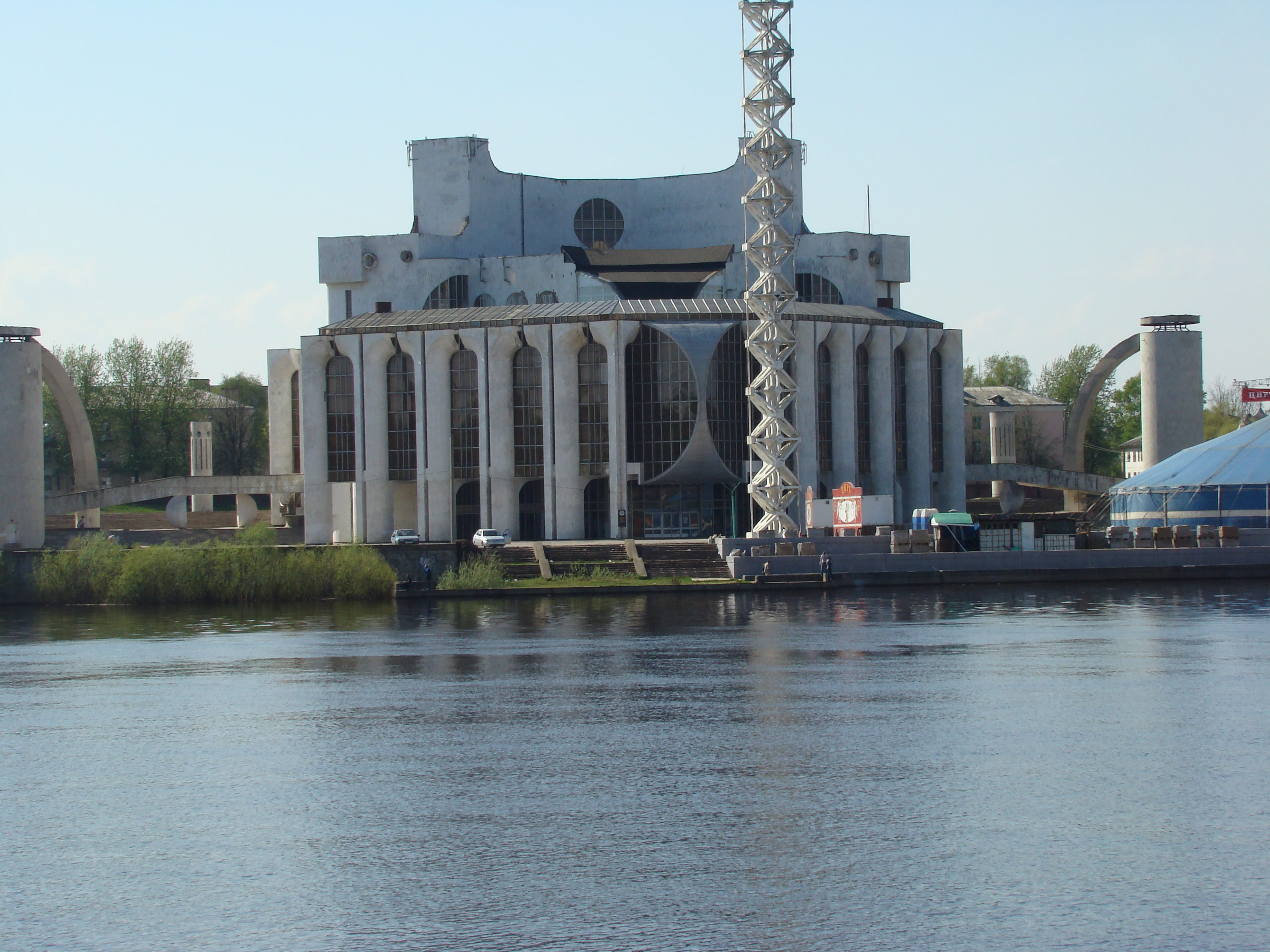
Новгородский академический театр драмы имени Ф. М. Достоевского

Театральное искусство имеет в Великом Новгороде глубокие исторические корни. На всю Русь гремело творчество новгородских народных лицедеев — скоморохов, получившее широкий размах в XVI веке. Литургическая драма «Пещное действо», которое проходило в Софийском соборе перед Рождеством, упоминается в «Историческом вестнике» за 1899 год. Широкое распространение имели и школьные действа.
История новгородского театра драмы начинается в 1825 году, когда был открыт первый стационарный театр. Здание театра располагалось на Софийской площади, было деревянным (хотя были планы строительства каменного здания на 700 мест) и часто горело. После Октябрьской революции вновь сгоревшее здание не стали восстанавливать, а передали театру здание Покоев архиепископа Арсения в Кремле. С 1918 года — театр Октябрьской революции, с 1934 года — Ленинградский областной Малый драматический театр. Областной театр с 1953 года.
В 1987 году было завершено строительство нового современного здания театра на Великой улице. Звание «Академический» присвоено театру в 1999 году. В 2020 году было объявлено о проведении конкурса на архитектурную концепцию реконструкции театра драмы имени Ф. М. Достоевского в Великом Новгороде. Победителем конкурса признана компания Rhizome из Санкт-Петербурга

#### Новгородский театр «Малый»
Новгородский театр для детей и молодёжи «Малый» основан в 1990 году. Художественный руководитель театра — режиссёр Надежда Алексеева. На сцене театра ставятся различные спектакли, кукольные постановки. Одним из проектов театра является международный театральный фестиваль «Царь-сказка», проходящий раз в два года. Театр принимает активное участие в различных международных проектах, для постановок приглашаются зарубежные режиссёры.

#### Новгородская областная филармония

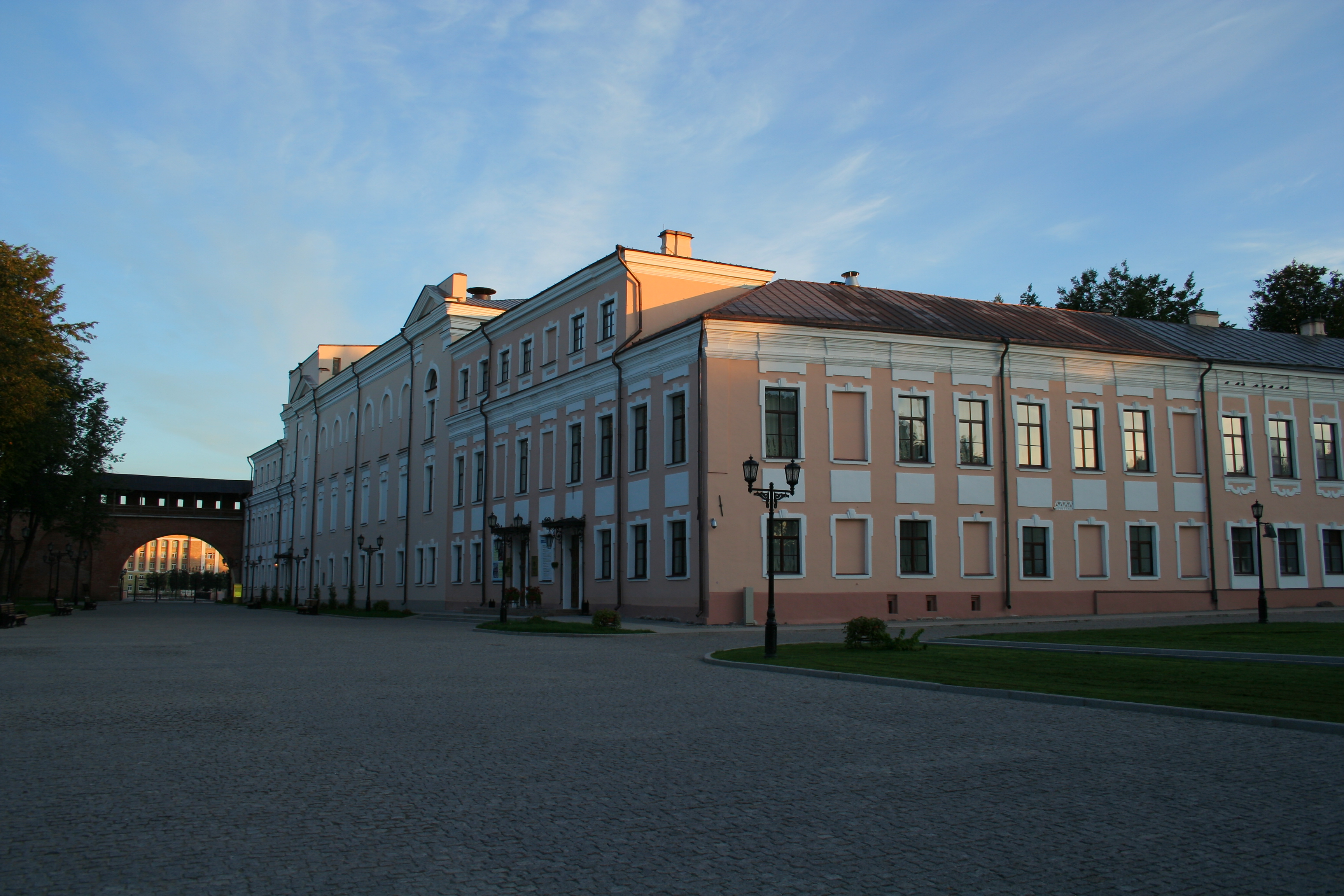
Новгородская областная филармония им. А. С. Аренского

Новгородская филармония основана в 1944 году. С 1987 года располагается в нынешнем здании на территории новгородского детинца. В 2009 году в рамках подготовки к празднованию 1150-летия Великого Новгорода здание филармонии было отреставрировано. В 2011 году Новгородской областной филармонии присвоено имя композитора Антония Степановича Аренского — уроженца Новгорода.
В стенах филармонии проводятся различные музыкальные фестивали (фестиваль «Русская музыка» проводится с 1969 года), организуются концерты. Действуют Камерный оркестр и Оркестр русских народных инструментов им. В. Г. Бабанова, камерные ансамбли: «Трубадур» и «Менестрель», «До-ми-солька».

### Музеи
- Новгородский музей-заповедник
  - Экспозиции и выставки на территории детинца
    - Главное здание музея (ранее здание Присутственных мест)
      - История Новгородской земли
      - Древнерусская иконопись XI—XVII вв.
      - Резное дерево XIV—XVII вв.
      - Русское изобразительное искусство XVIII—XX вв.

    - Софийский собор
    - «Древние колокола Великого Новгорода» в Звоннице Софийского собора
    - Владычная (Грановитая) палата
      - Декоративно-прикладное и ювелирное искусство XI—XX вв.

  - Отдельно стоящие памятники Софийской и Торговой стороны
    - Церковь Симеона Богоприимца
      - Выставочные залы Ярославова дворища
        - Воротная башня («Гридница»)
        - Выставка «Спасённые фрески» (фрески из церкви Спаса Преображения на Ковалёве, XIV в.)

      - Знаменский собор
      - Церковь Спаса Преображения на Ильине улице
      - Собор Рождества Богородицы в Антонове
      - Церковь Рождества Христова на Красном поле
      - Георгиевский собор Юрьева монастыря
- Музей деревянного народного зодчества «Витославлицы».
- «Государственный музей художественной культуры Новгородской земли» в Десятинном монастыре
- Музейный цех фарфора
- Музей письменной культуры и книжности в подцерковье церкви Сретения Господня XVI века на территории Антониева монастыря[178]
- Киномузей в историческом здании XIX века на улице Рогатица, 16/21[179]
- Музей археологии имени Сергея Орлова в Гуманитарном институте НовГУ имени Ярослава Мудрого[180]
- Новгородский центр современного искусства[181]

## Средства массовой информации
Телевидение

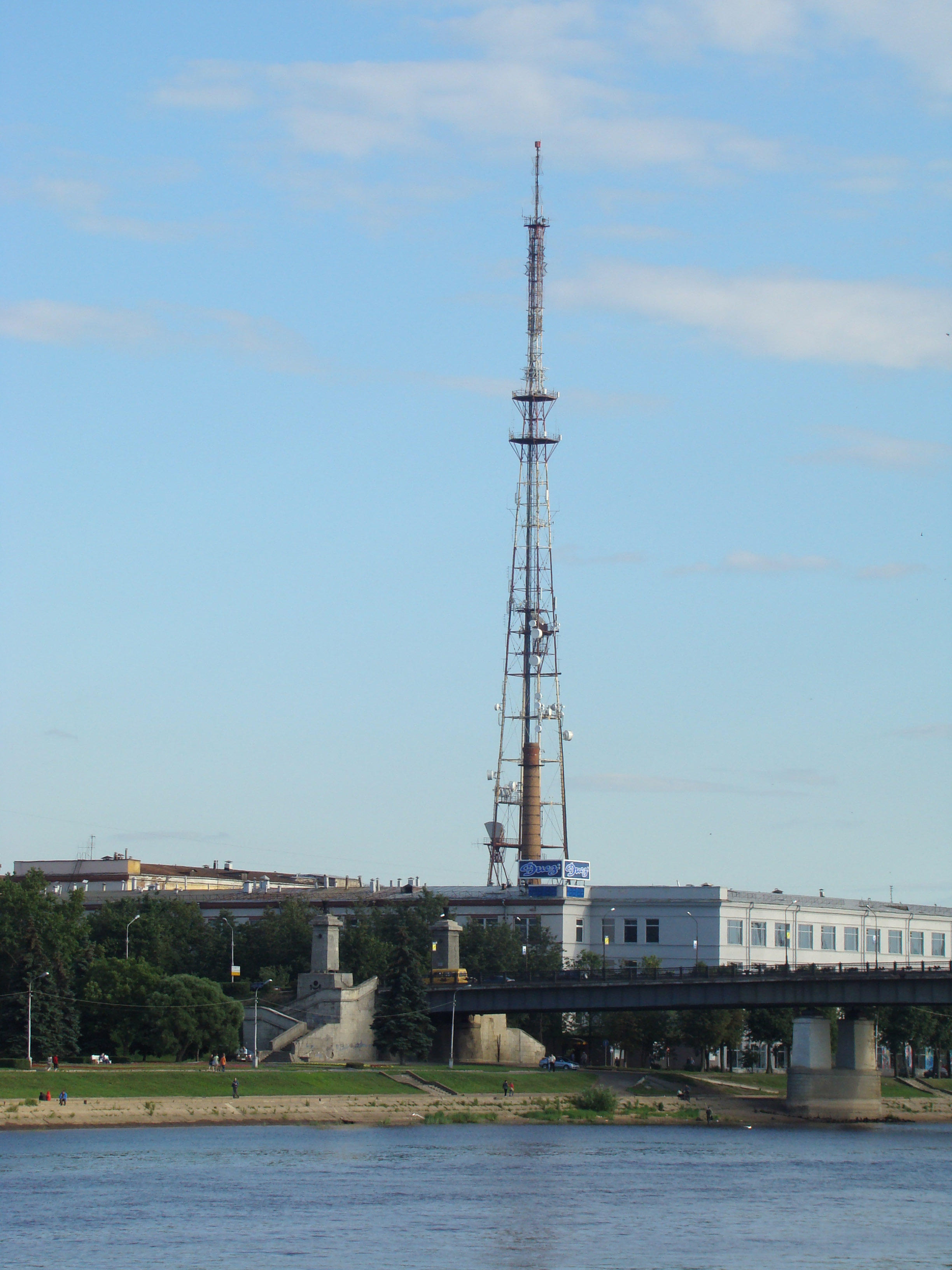
Телевизионная башня в Великом Новгороде

- Автономная некоммерческая организация «Новгородское областное телевидение».
- ГТРК «Славия» — филиал Всероссийской государственной телерадиокомпании (ВГТРК)

Радио
- РТС-1 Радио России / ГТРК Славия
- РТС-2 Маяк
- Радио России / ГТРК Славия — 96,0 МГц
- Радио 7 на семи холмах — 99,4 МГц
- Radio Record — 100,0 МГц
- Русское радио — 100,4 МГц
- Радио Маяк — 101,2 МГц
- Ретро FM / Новгород FM — 101,8 МГц
- Радио России / Радио «Славия» — 102,2 МГц
- Радио 53 — 102,7 МГц
- Европа Плюс — 103,2 МГц
- Авторадио — 103,7 МГц
- Наше радио — 104,1 МГц
- Радио Мир — 104,5 МГц
- Love Radio — 104,9 МГц
- Дорожное радио — 105,7 МГц
- Радио Звезда — 106,2 МГц
- Радио Ваня — 106,8 МГц
- Радио Дача — 107,7 МГц

В 2017 году в Великом Новгороде полностью прекратилось вещание в старом УКВ-диапазоне.
Печатная и интернет-пресса
- Городская еженедельная газета «Новгород»
- Газета «Новгородские Ведомости»
- Независимое издание «Новая Новгородская газета»
- Газета Волховъ
- Газета «Вечевой Центр»
- Информационное агентство «Великий Новгород.ру»
- Сетевое издание «53 новости»
- Сетевое издание «ВНовгороде.ру»
- Сетевое издание «Пароход Онлайн»

Интернет-провайдеры
- «Альфаком»
- «Ростелеком»
- «Мобильные ТелеСистемы»
- «InterZet»
- «Maxima Communications»
- «Novline»

Операторы сотовой связи
- «МегаФон»
- «Мобильные ТелеСистемы»
- «Билайн»
- «Tele2 Россия»
- «Yota»
- «Скай Линк»

## Образование

### Высшие учебные заведения
- Новгородский государственный университет имени Ярослава Мудрого.
- Северный филиал Российского государственного университета инновационных технологий и предпринимательства.
- Новгородский филиал Санкт-Петербургского государственного университета сервиса и экономики.
- Новгородский филиал Российского государственного гуманитарного университета.
- Новгородский филиал Санкт-Петербургского государственного университета экономики и финансов.
- Новгородский филиал Современной гуманитарной академии.
- Новгородский филиал Санкт-Петербургского института управления и права.
- Новгородский филиал Северо-западной академии государственной службы (Российской академии народного хозяйства и государственной службы при Президенте Российской Федерации).
- Новгородский филиал Российского университета кооперации.

### Средние профессиональные учебные заведения
- Новгородский химико-индустриальный техникум
- Новгородский строительный колледж
- Новгородский агротехнический техникум
- Новгородский технологический колледж
- Новгородский торгово-технологический техникум
- Новгородский областной колледж искусств им. С. В. Рахманинова
- Новгородский медицинский колледж
- Новгородский гуманитарно-экономический колледж
- Новгородский политехнический колледж

Система общего образования представлена 32 общеобразовательными учреждениями, школами, гимназиями и лицеем, школами с углублённой подготовкой по различными дисциплинам и учреждениями дополнительного образования.

## Спорт
Спортивные школы

Дворец спорта

- Специализированная детско-юношеская спортивная школа олимпийского резерва № 1 (виды спорта: плавание, пауэрлифтинг, тяжёлая атлетика).
- Детско-юношеская спортивная школа № 2 (виды спорта: футбол, художественная гимнастика, волейбол (девочки), лёгкая атлетика).
- Детско-юношеская спортивная школа № 3 (специализация: парусный спорт).
- Детско-юношеская спортивная школа № 4 (виды спорта: бокс, вольная борьба, греко-римская борьба).
- Специализированная детско-юношеская спортивная школа олимпийского резерва «Манеж» (виды спорта: баскетбол (мальчики), художественная гимнастика, спортивная гимнастика, спортивная акробатика).
- Спортивная школа олимпийского резерва «Олимп» (виды спорта: академическая гребля, гребля на байдарках и каноэ, спортивное ориентирование, тхэквондо).
- Спортивная школа «Спорт-индустрия» (виды спорта: фигурное катание на коньках, хоккей, шахматы).
- Детско-юношеская спортивная школа «Центр физического развития» (виды спорта: лёгкая атлетика, художественная гимнастика, шахматы).
- Спортивная школа имена Александра Невского (вид спорта: футбол).
- Средняя общеобразовательная школа-интернат «Спарта» (виды спорта: бадминтон, лыжные гонки, баскетбол).
- ДЮСШ первичной профсоюзной организации ПАО «Акрон» (виды спорта: настольный теннис, волейбол)[183].

Спортивные объекты
555 спортивных объектов, в том числе стадион «Электрон», Ледовый дворец, 99 спортивных залов, 21 плавательный бассейн, легкоатлетический манеж, гребной канал, лыжная база, 4 тира.

## Религия

### Русская православная церковь

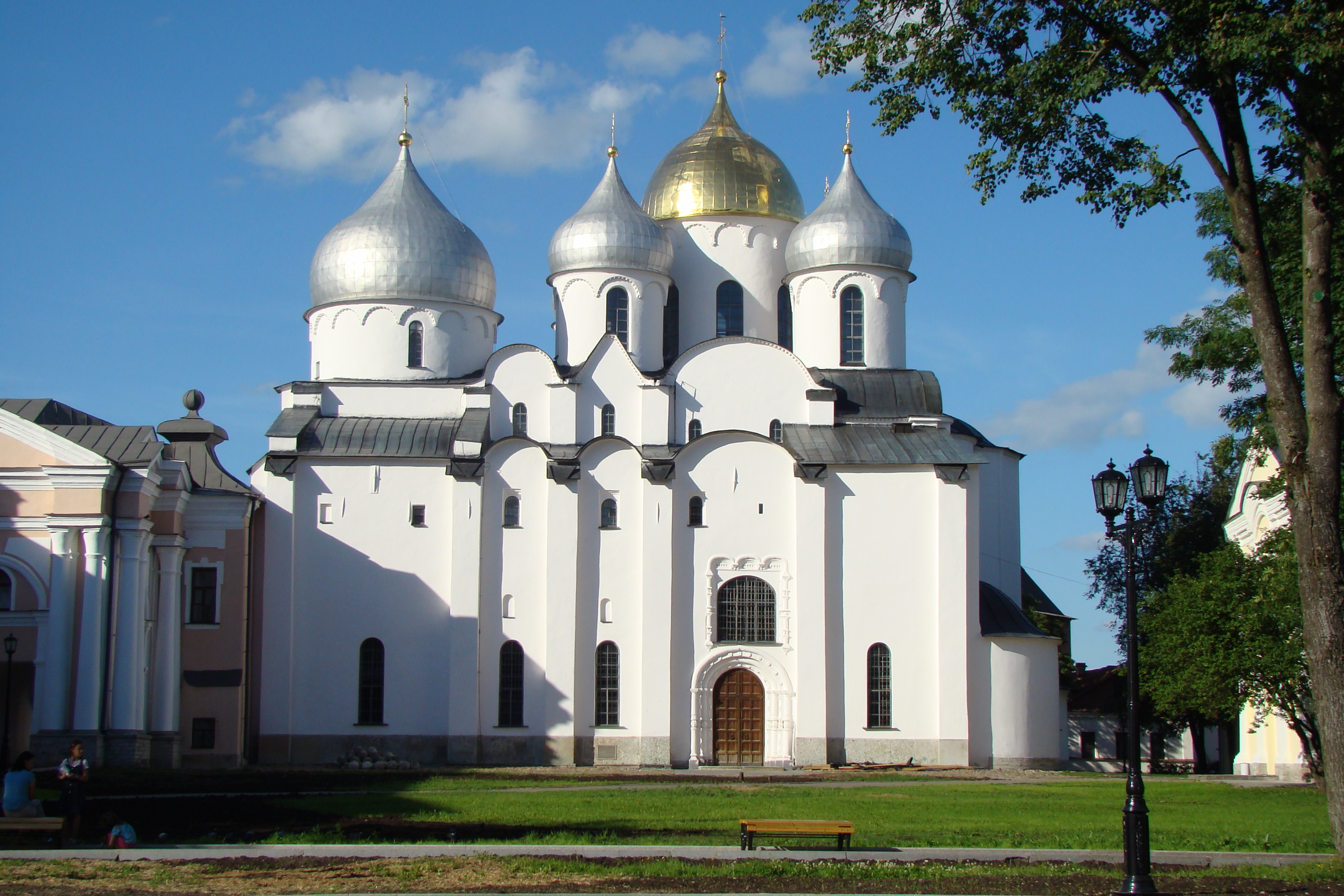
Софийский собор

Великий Новгород является центром Новгородской митрополии (с 28 декабря 2011 года), а также центром Новгородской и Старорусской епархии. Новгородская епархия, наряду с Киевской — старейшая по времени учреждения на Руси. Правящий архиерей с 20 июля 1990 года — Лев (Церпицкий), митрополит (с 8 января 2012 года) Новгородский и Старорусский. Кафедральный собор — Софийский собор (1045—1050) — является древнейшим сохранившимся храмом на территории России, построенным славянами.
Богослужения в Великом Новгороде совершаются в девяти храмах:
- Софийский кафедральный собор

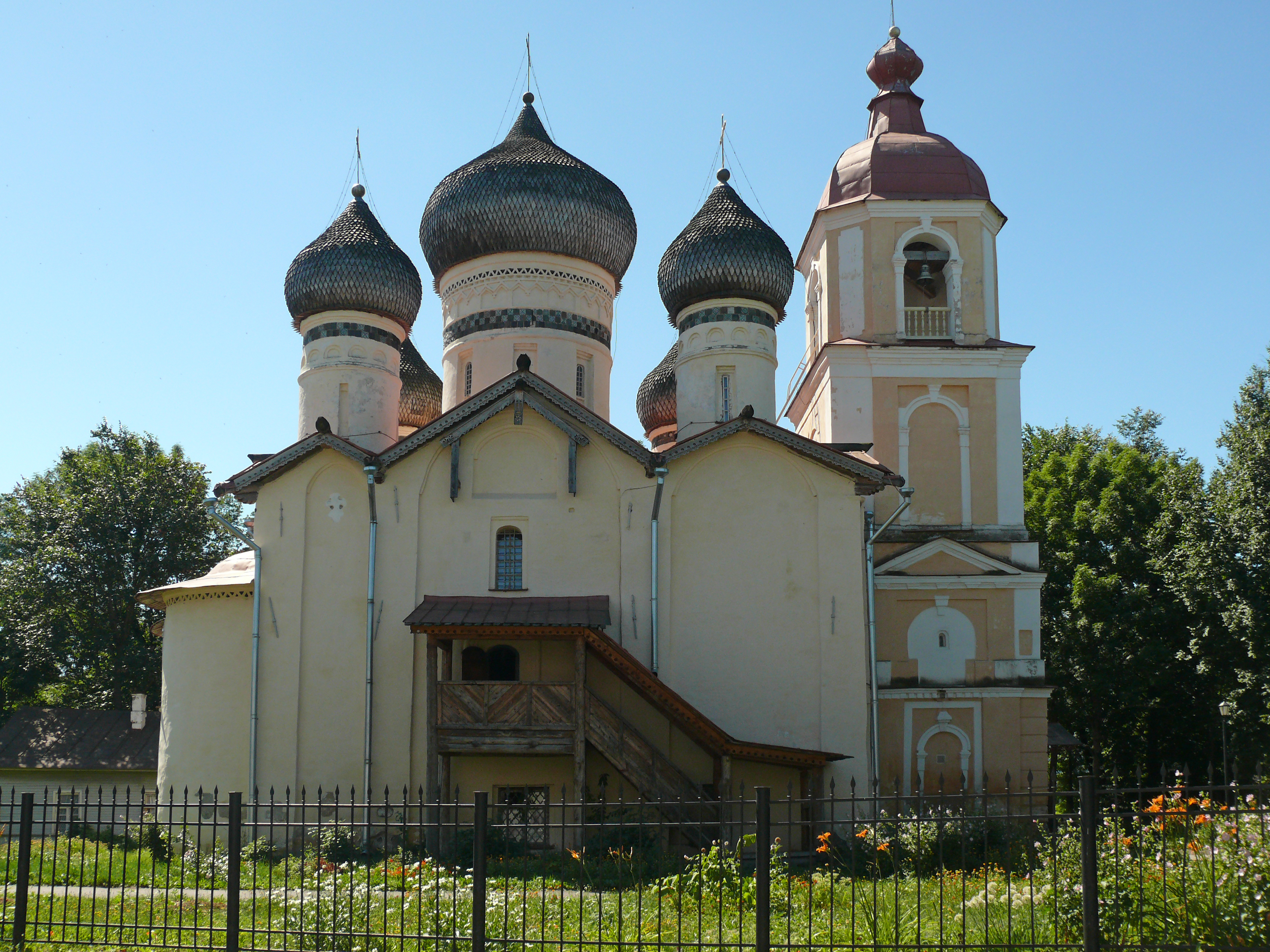
Церковь Фёдора Стратилата на Щиркове улице

- Покровский собор бывшего Зверина монастыря
- Церковь Фёдора Стратилата на Щиркове улице
- Церковь Бориса и Глеба в Плотниках
- Церковь Димитрия Солунского
- Церковь Апостола Филиппа и Николая Чудотворца (Знаменская улица) — единственный храм, действовавший в городе в 1960—1980-х годах, представляет собой редкий тип сдвоенного храма.
- Церковь Успения Богородицы в Колмове
- Церковь Александра Невского
- Церковь Святого праведного Лазаря Четверодневного на Западном кладбище.

В Новгороде и вблизи него действуют три монастыря Русской православной церкви: мужской Юрьев монастырь и два женских: Варлаамо-Хутынский и ставропигиальный Николо-Вяжищский монастырь.

### Древлеправославная Поморская Церковь

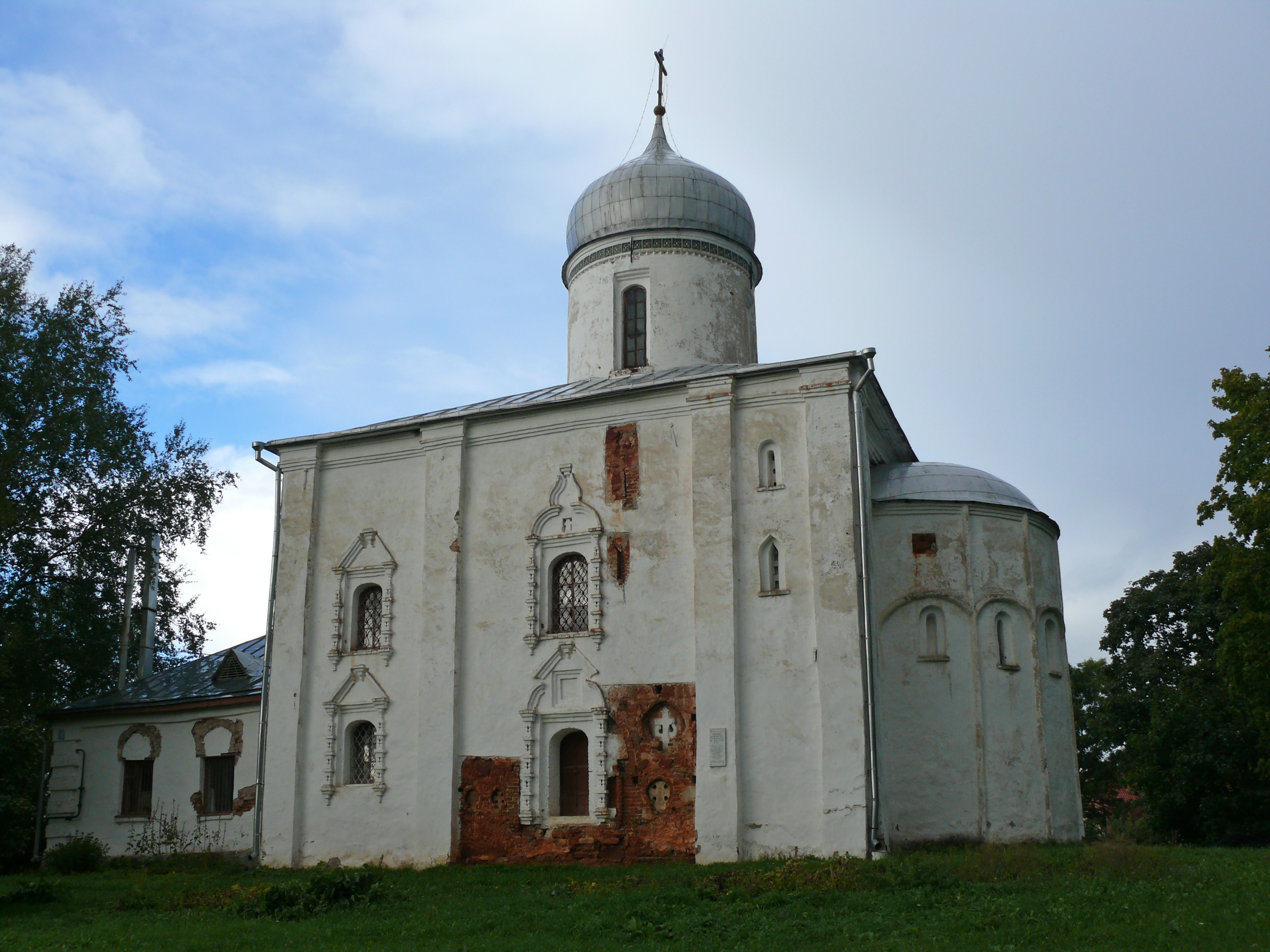
Храм Рождества Богородицы Новгородской общины Древлеправославной Поморской Церкви

В XVII в. Новгород и Новгородские земли были одним из крупнейших центров сопротивления реформам патриарха Никона. В частности, уроженцем Крестецкого Яма (ныне — посёлок Крестцы) был такой видный деятель Российского староверия, как Феодосий Васильев. В самом Новгороде в 1692 и 1694 гг. прошли два староверческих собора, принявших постановления о прекращении всяких контактов с официальной церковью. Новгородские староверы (Федосеевцы и Поморцы) не принимали «новых» таинств и священников, сохраняли в своей среде основы дониконовского православия, древние памятники иконописи, книжности, знамённое (наонное) пение.
В XIX в. по причине гонений на старообрядчество староверы проживали в основном в сельской местности либо в уездных центрах — Крестцах, Старой Руссе, Валдае. Возрождение Новгородской старообрядческой общины происходит в 1980-е гг. В 1989 г. по ходатайству верующих староверов-поморцев была зарегистрирована Новгородская община Древлеправославной Поморской Церкви, а в её ведение передана Церковь Рождества Богородицы на Михалице (XIV—XVII вв.), а также церковь Михаила Малеина с трапезной (XVII в.) Оба храма являются единственными сохранившимися постройками бывшего женского Михалицкого монастыря. Торжественное освящение храма произошло 20 сентября 1990 г.
Новгородская община ДПЦ является одной из крупнейших ныне действующих старообрядческих общин Новгородской области. Также общины староверов-поморцев имеются в Старой Руссе и Крестцах.

### Русская православная старообрядческая церковь

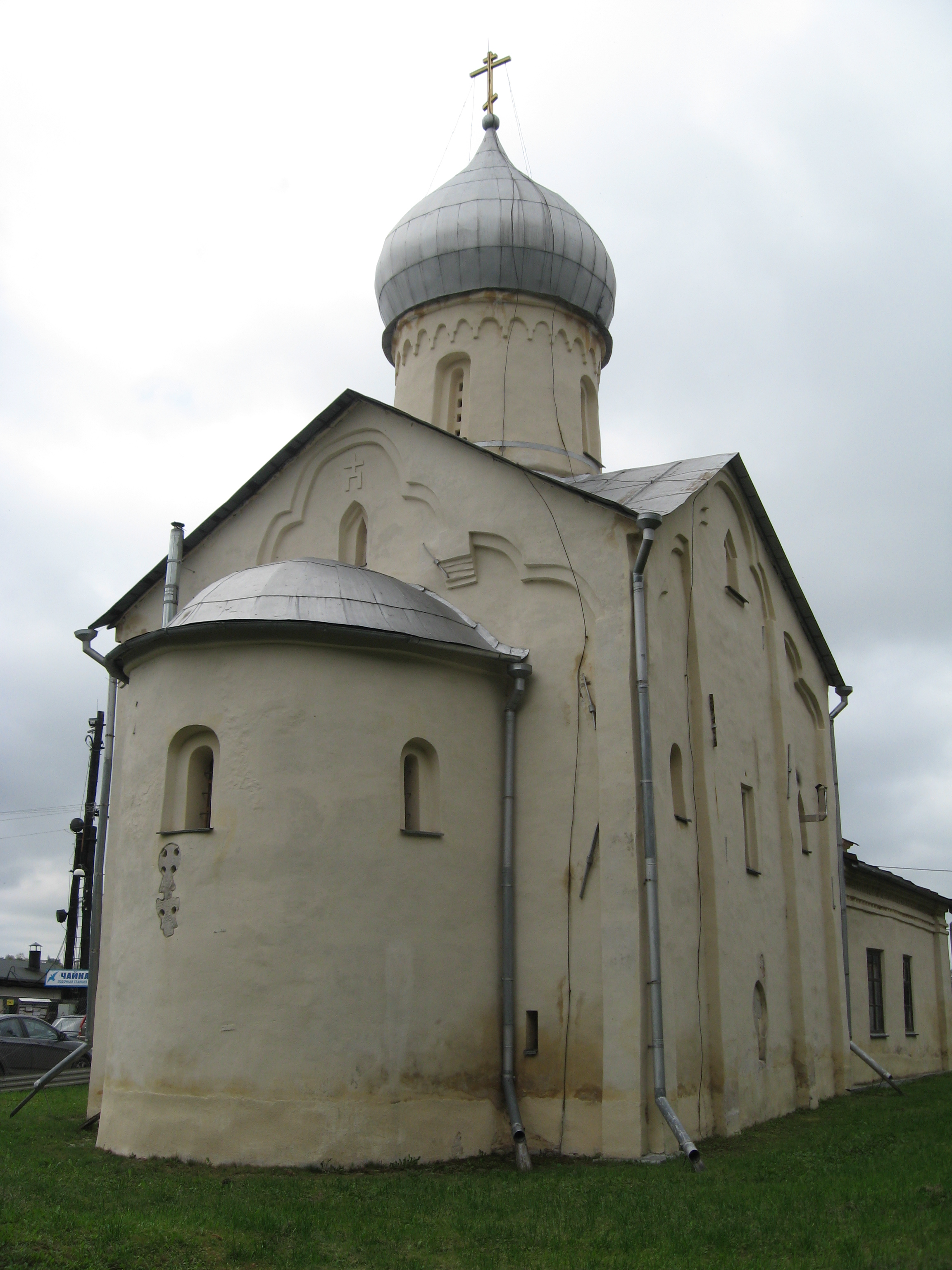
Церковь Иоанна Богослова на Витке

Новейшая история Русской Православной Старообрядческой Церкви (РПсЦ) в Новгороде начинается 14 сентября 2001 года — в этот день была официально зарегистрирована городская старообрядческая община Белокриницкого согласия. Община административно подчинена Санкт-Петербургской и Тверской епархии Русской православной старообрядческой церкви, благочинный иерей Геннадий Чунин. В городе РПсЦ принадлежит Церковь Иоанна Богослова на Витке — памятник архитектуры XIV в. (силами общины проведён ряд реставрационно-восстановительных работ церкви).

### Римско-Католическая церковь

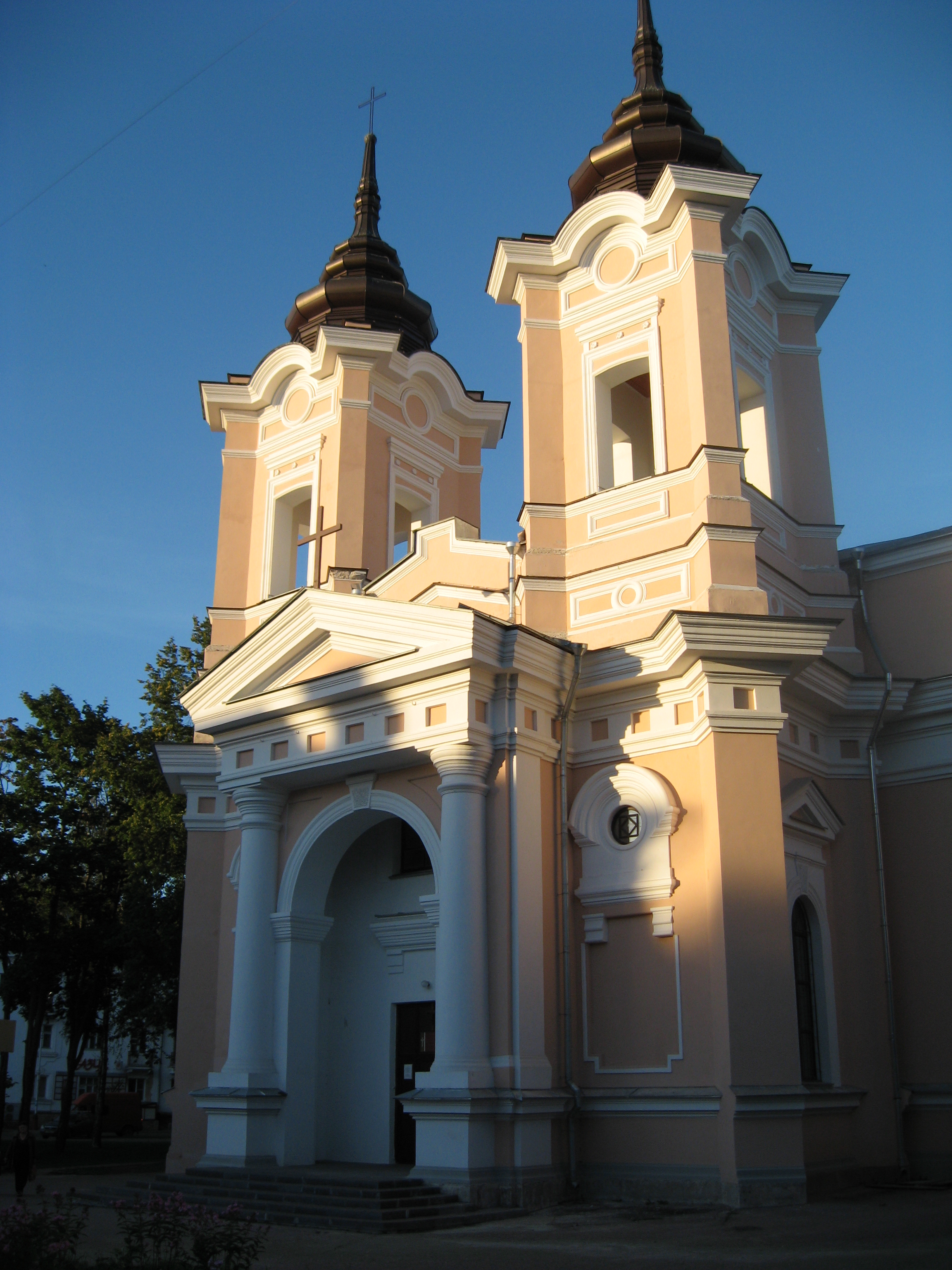
Костёл апостолов Петра и Павла

Первые католические церкви появились в Великом Новгороде в XI—XII веках, это были не сохранившиеся до наших дней церковь св. Олафа для купцов с Готланда (деревянная церковь построена около 1030 года, перестроена в камне около 1150 года) и церковь св. Петра для немецких торговых людей (построена до 1184 года). Старосты храма святого Петра выбирались из купцов Любека и Готланда и были послами Ганзейского союза в Новгороде. В историческом документе «Вопрошение Кириково» упомянуто, что новгородцы иногда обращались за церковными требами к «варяжским попам», то есть католическим священникам.
В настоящее время католический приход Великого Новгорода административно относится к Северо-западному региону Архиепархии Матери Божией (с центром в Москве), возглавляемой архиепископом митрополитом Паоло Пецци. В городе действует католический храм Святых Апостолов Петра и Павла, богослужения в котором возобновлены с 1996 г. храм является памятником архитектуры, в нём есть библиотека духовной литературы, проводятся благотворительные органные концерты.
Возрождение католической общины началось в 1993 г.; в том же году был зарегистрирован приход Св. Петра и Павла, в конце июня 1994 г. совершено первое богослужение в церковном здании (прежде литургия совершалась в домах культуры, детском саду и т. д.). В 1995 г. в Новгород приехали монахини Общества францисканок — миссионерок Девы Марии. Вскоре храм был возвращён католическому приходу и вновь освящён 16 июня 1996 г. В 1994—1999 гг. настоятелем прихода был священник М. Даниельский, а в 1999—2004 гг. — священник М. Корсак. В 2004 г. приход вновь возглавил М. Даниельский. Приход насчитывает около 250 человек.

### Церковь евангельских христиан-баптистов

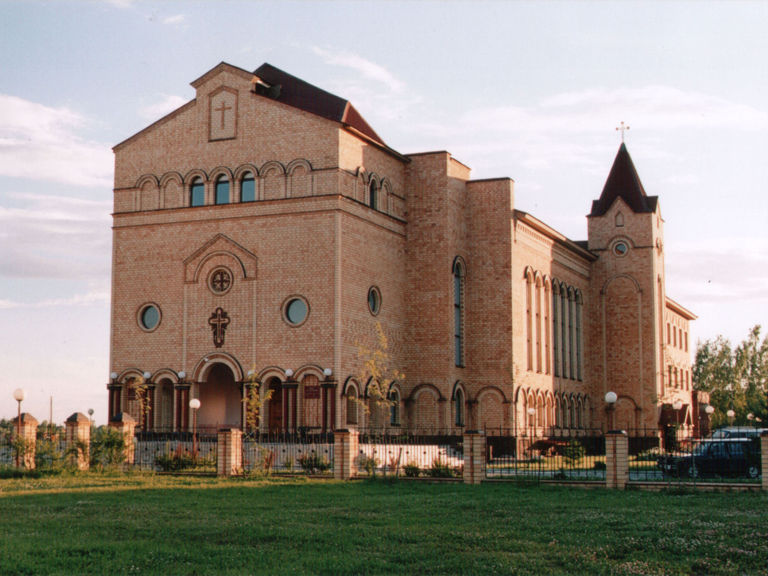
Храм Христа, ул. Кочетова, 24

Первые Новгородские евангельские христиане-баптисты (латыши-переселенцы) обосновались в 1863 году в местечке Любень-Дерева Крестецкого уезда (в настоящее время Чудовский район). Первая церковь ЕХБ официально сформировалась и открылась там же в 1869 году. Верующие евангельской веры (пашковского толка) появились в Новгороде около 1884 года. К 30-м годам XX века на Новгородской земле было более 40 церквей евангельского исповедания. В 1968 году была зарегистрирована Боровичская община ЕХБ, а через несколько лет в 1976 году была зарегистрирована Новгородская община. В 1994 году евангельские христиане города и области начали строительство Храма Христа в Новгороде на улице Кочетова. Через пять лет основные строительные работы были завершены, и 9 июля 2000 года состоялось освящение храма. Храм Христа является кафедральным храмом и центром Объединения Евангельских и баптистских Церквей Новгородской области. Сама Община Храма Христа также входит в Региональное Объединение Церквей области, которое в свою очередь входит в состав Российского Союза евангельских христиан-баптистов. Епископом евангельских церквей Новгородской области является А. И. Корабель.

### Еврейская община Великого Новгорода
Еврейская община города насчитывает около 1500 человек. В городе действует региональное отделение ООО «Российский еврейский конгресс», на базе которого действуют несколько общественных и религиозных организаций, в том числе Новгородская областная общественная организация «Новгородское общество еврейской культуры» (НОЕК), Новгородская местная Иудейская религиозная организация «Еврейская Община г. Великий Новгород» (ФЕОР) (раввин Урин Михоэль). Еврейская община активно участвует в общественной жизни города; стали традиционными культурные мероприятия, проводимые в рамках дня Города.

### Ислам
Мусульмане в Новгороде представлены в основном мигрантами и учащимися из стран, где основной религией является ислам. На настоящий момент в городе нет отдельного здания для исполнения обрядов, не удаётся зарегистрировать городскую мусульманскую общину (на пятничную молитву в арендованном помещении собирается порядка 100—150 человек). Уже несколько лет ведутся споры о возможности строительства в Великом Новгороде мечети.

## Пенитенциарное учреждение
В границах города расположено одно учреждение УФСИН России по Новгородской области.
Следственный изолятор № 1 разместился в строениях по улице Большая Санкт-Петербургская в городе Великий Новгород. Причислен к памятникам архитектуры XIX века. Проект строительства в Новгороде губернской тюрьмы был подписан в 1831 году. В июне 1833 г. в Новгородской казённой палате состоялись торги по строительству губернской тюрьмы с подряда. К 1838 году было закончено строительство здания тюрьмы на Софийской стороне, около Петроградской слободы. Два одинаковых трёхэтажных здания соединялись оградой с воротами. Комплекс зданий действует и сегодня. В 2003 году на территории учреждения освящён храм. В 2005 году был построен новый корпус № 3.

## Почётные граждане города
Звание Почётного гражданина города Новгорода было введено во второй половине XIX века, упразднено после Октябрьской революции 1917 года, восстановлено в 1972 году. В 1998 году утверждено звание Почётный гражданин Великого Новгорода. С 1972 года звание присваивалось 62 раза. Среди удостоенных этого звания были бывший командующий войсками 59 армии И. Т. Коровников, член-корреспондент Академии Наук СССР В. Л. Янин, патриарх Алексий II и другие лица внесшие выдающийся вклад в развитие города, изучение его истории и культуры.

## Города-побратимы и города-партнёры
Великий Новгород является городом-побратимом 7 городов:
1. Уусикаупунки, Финляндия (1965);
2. Мосс, Норвегия (1970);
3. Нантер, Франция (1974);
4. Уотфорд, Великобритания (1984);
5. Билефельд, Германия (1987);
6. Рочестер, штат Нью-Йорк, США (1990);
7. Цзыбо, Китай (1995),

а также у города есть 7 городов-партнёров:
1. Страсбург, Франция;
2. Полоцк, Беларусь;
3. Кохтла-Ярве, Эстония;
4. Эребру, Швеция;
5. Эльблонг, Польша;
6. Кёнджу, Южная Корея;
7. Сянъян, КНР.

Кроме этого, подписаны:
- Протокол о намерениях сотрудничества между Великим Новгородом и городом Лодзь (Польша)[192] (2014 год);
- Соглашение о сотрудничестве Великого Новгорода с городом Воркута[193] (2014 год);
- Протокол о намерениях сотрудничества между Великим Новгородом и городом Кёнджу (Южная Корея)[194] (2015 год).

Город является членом Ганзейского союза Нового времени с 1993 г. (первый среди городов России). В 2009 г. здесь состоялись, впервые в Российской Федерации, Международные ганзейские дни Нового времени. Тогда же здесь было объявлено о создании российской секции Ганзейского союза Нового времени — Союза русских ганзейских городов, который к 2020 году объединил 14 российских городов-членов «Новой Ганзы». Великий Новгород стал постоянно действующей штаб-квартирой организации, а мэр города — неизменным президентом Союза.
Во время проведения международных Ганзейских дней рядом с Ярославовом дворищем, где в Средние века размещался новгородский торг, а рядом располагались европейские торговые представительства (Готский и Немецкий дворы,XII — XVII вв.), был открыт Ганзейский знак — архитектурная композиция, ставшая одной из городских достопримечательностей. В архитектурный комплекс входит круглая гранитная плита диаметром 8 метров, этот символ объединения украшен мозаичным панно с изображением гербов 16 стран Европы, города которых входят в Ганзейский союз Нового времени. В центре плиты — фонтан, струение которого символизирует движение, непрерывное обновление. По периметру фонтана высажены деревья, кроны которых, смыкаясь, образуют круг. В композицию входят также бронзовая скульптура, изображающая два стилизованных древних торговых судна, русскую ладью и ганзейский когг, которым паруса заменяют сплетенные кроны деревьев, и верстовой столб с указателями расстояний до всех российских городов, входящих в Ганзейский союз Нового времени и Союз русских Ганзейских городов.
В Великом Новгороде также находится исполнительная дирекция Союза городов Центра и Северо-Запада России.

## Галерея

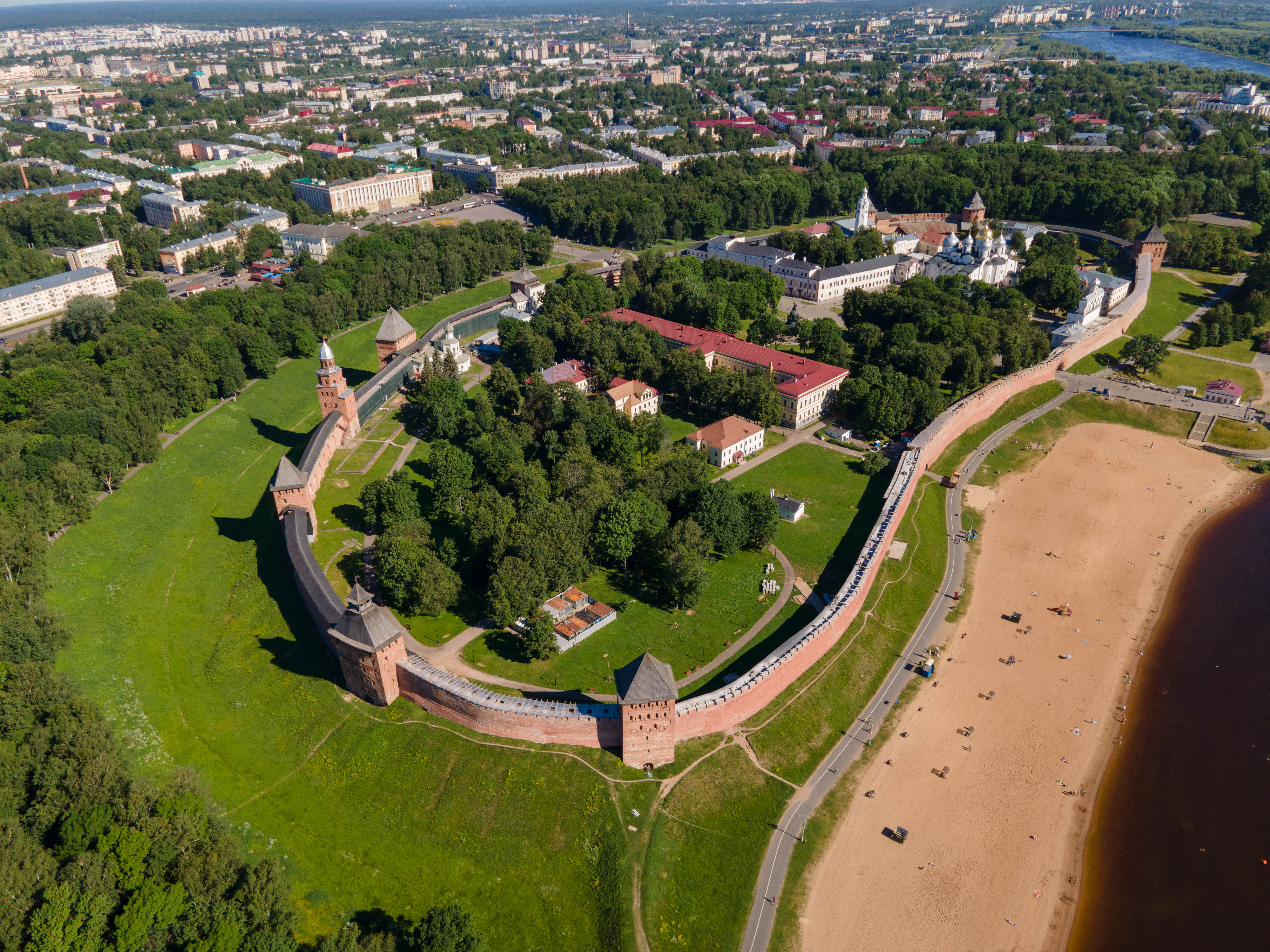
Новгородский Детинец
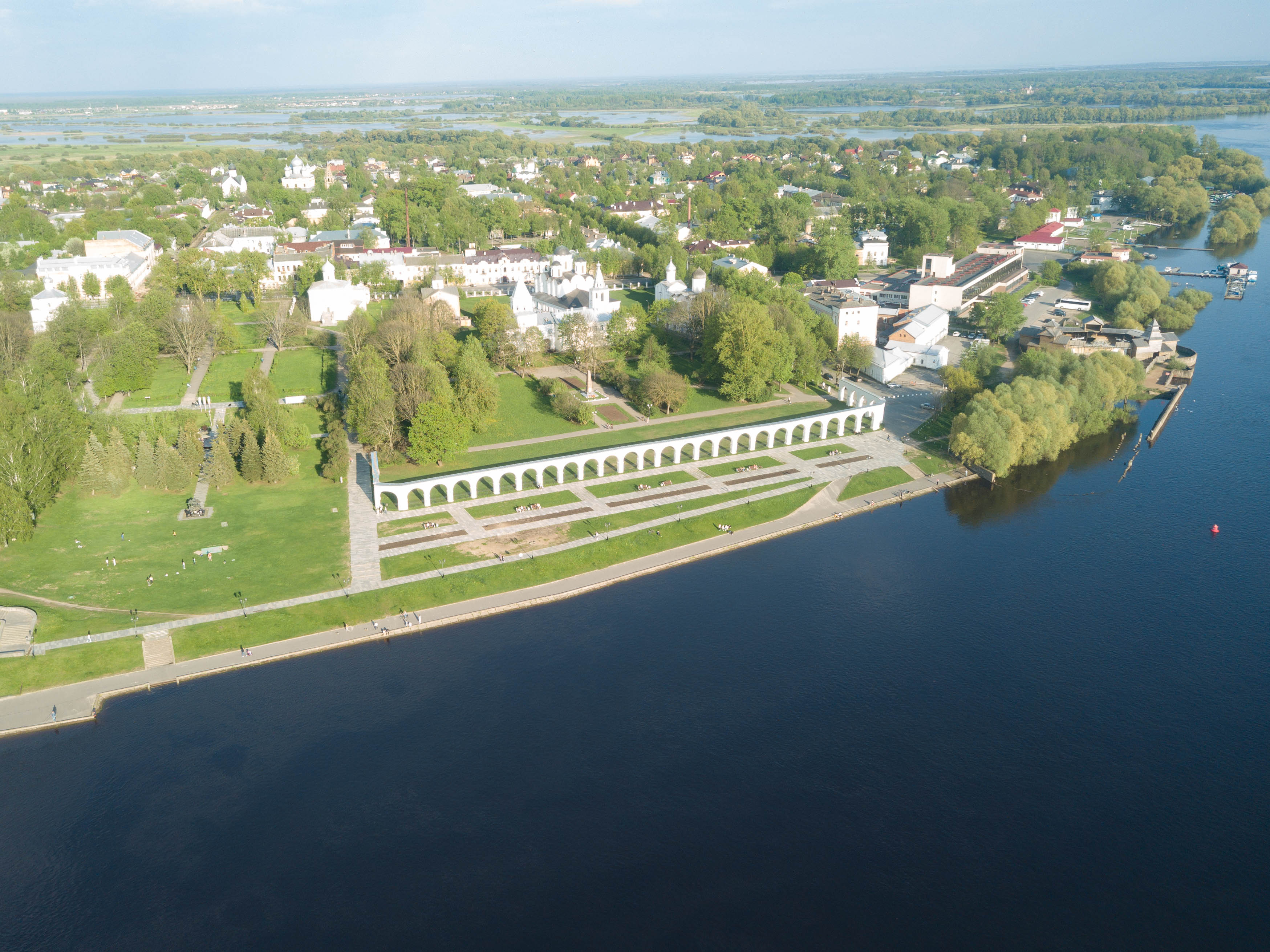
Гостиный двор и окрестности сверху
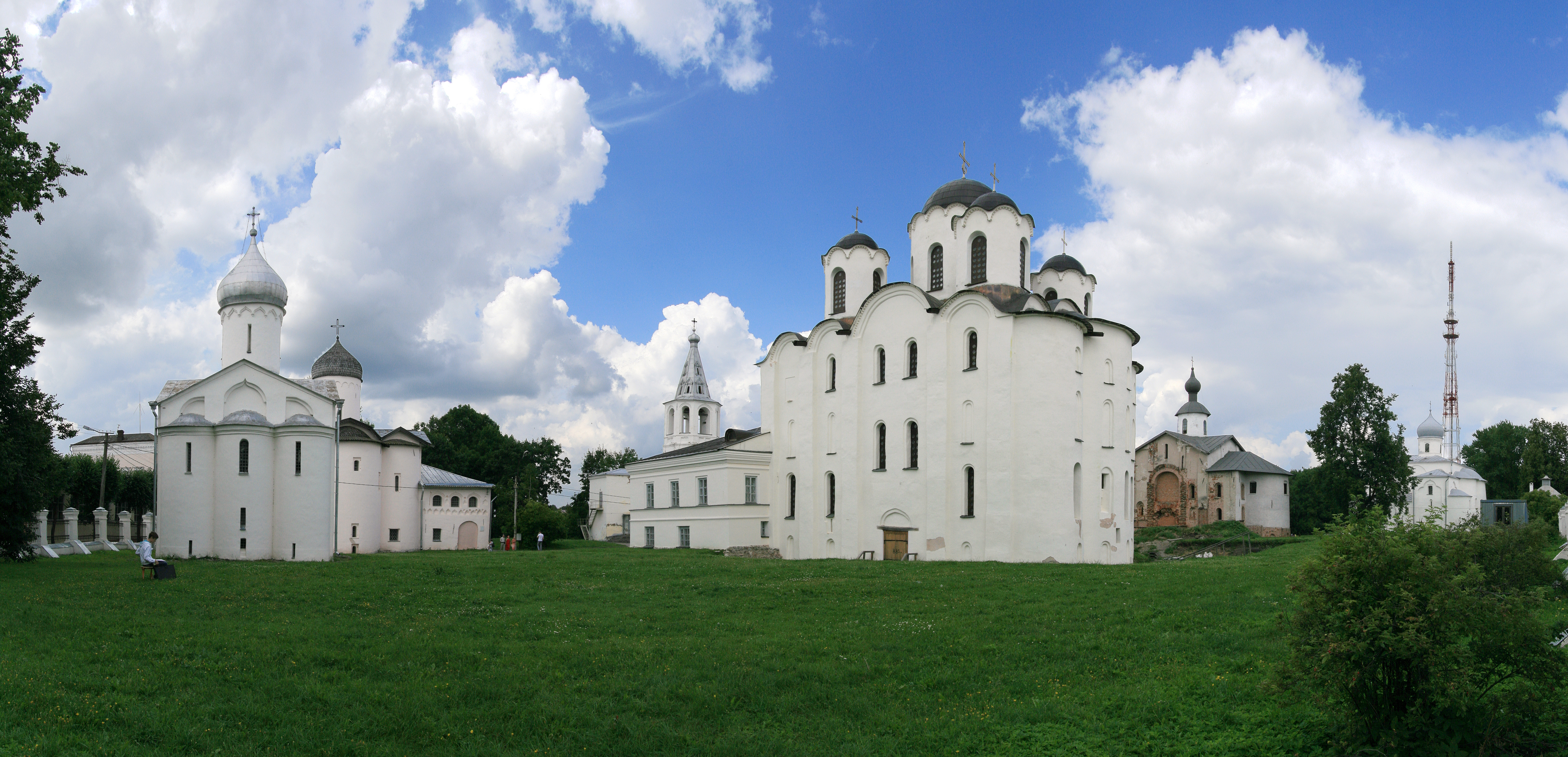
Старинные храмы в историческом центре
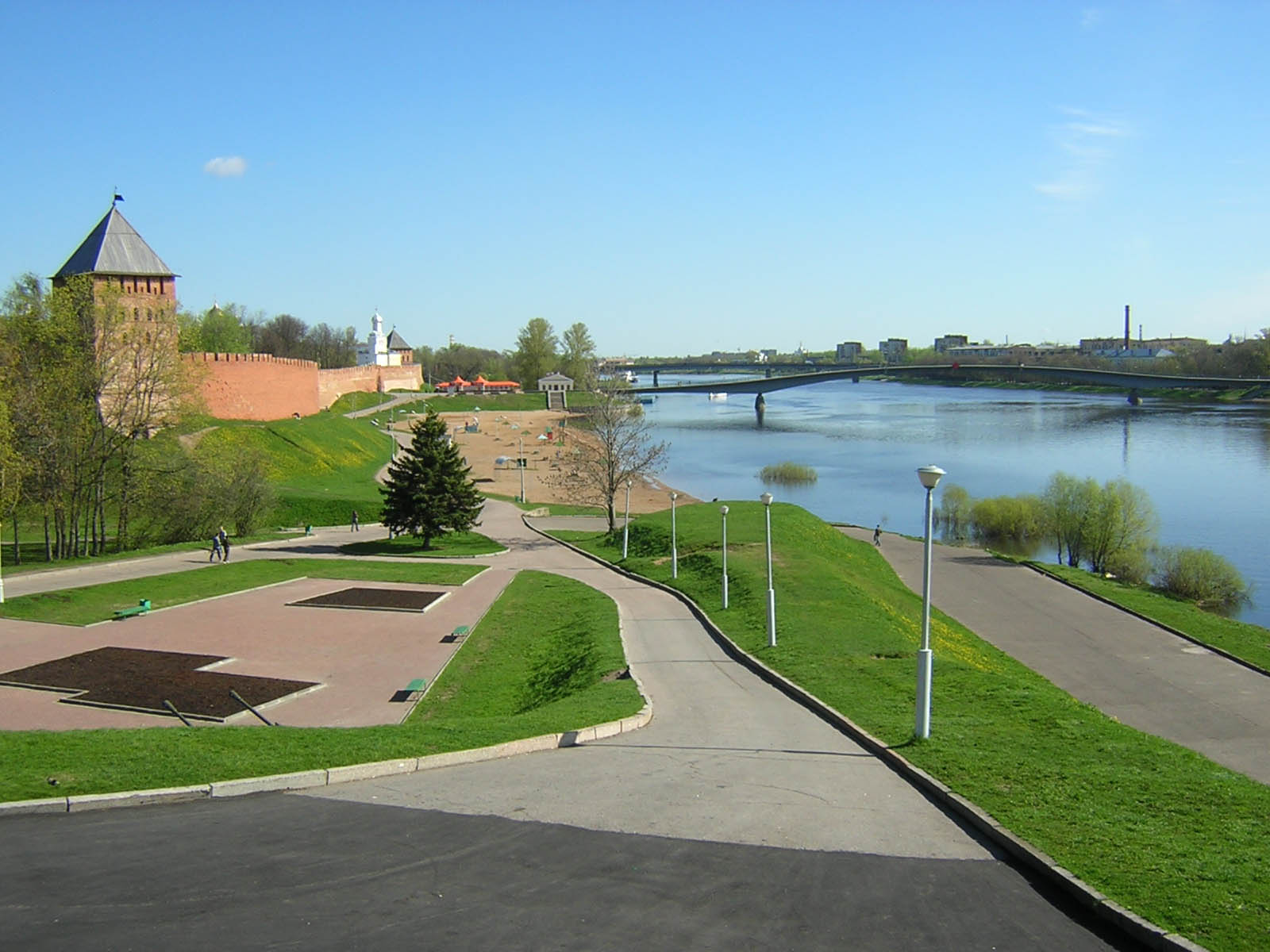
Вид на восточную стену Детинца и Волхов от Монумента Победы
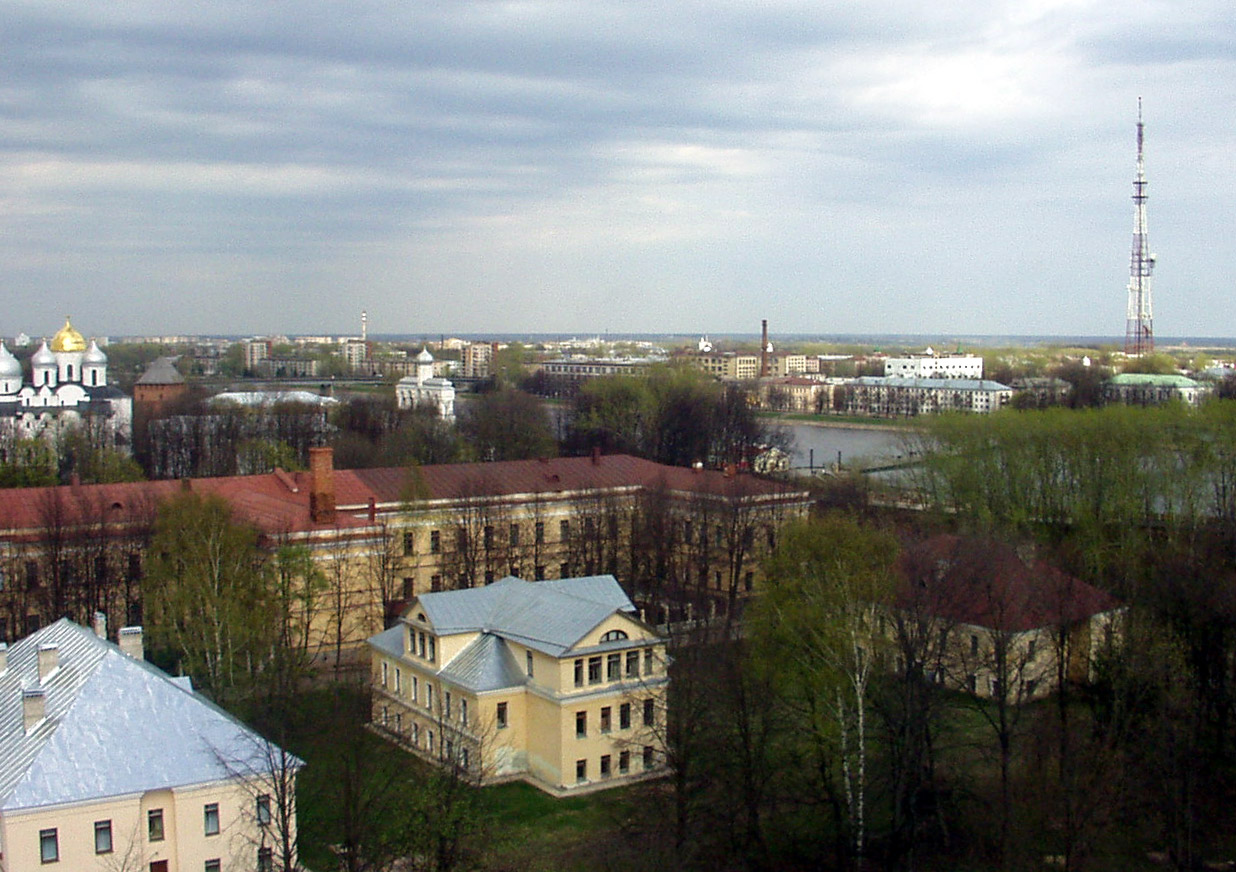
Вид на Детинец и телевышку с башни Кокуй Новгородского детинца
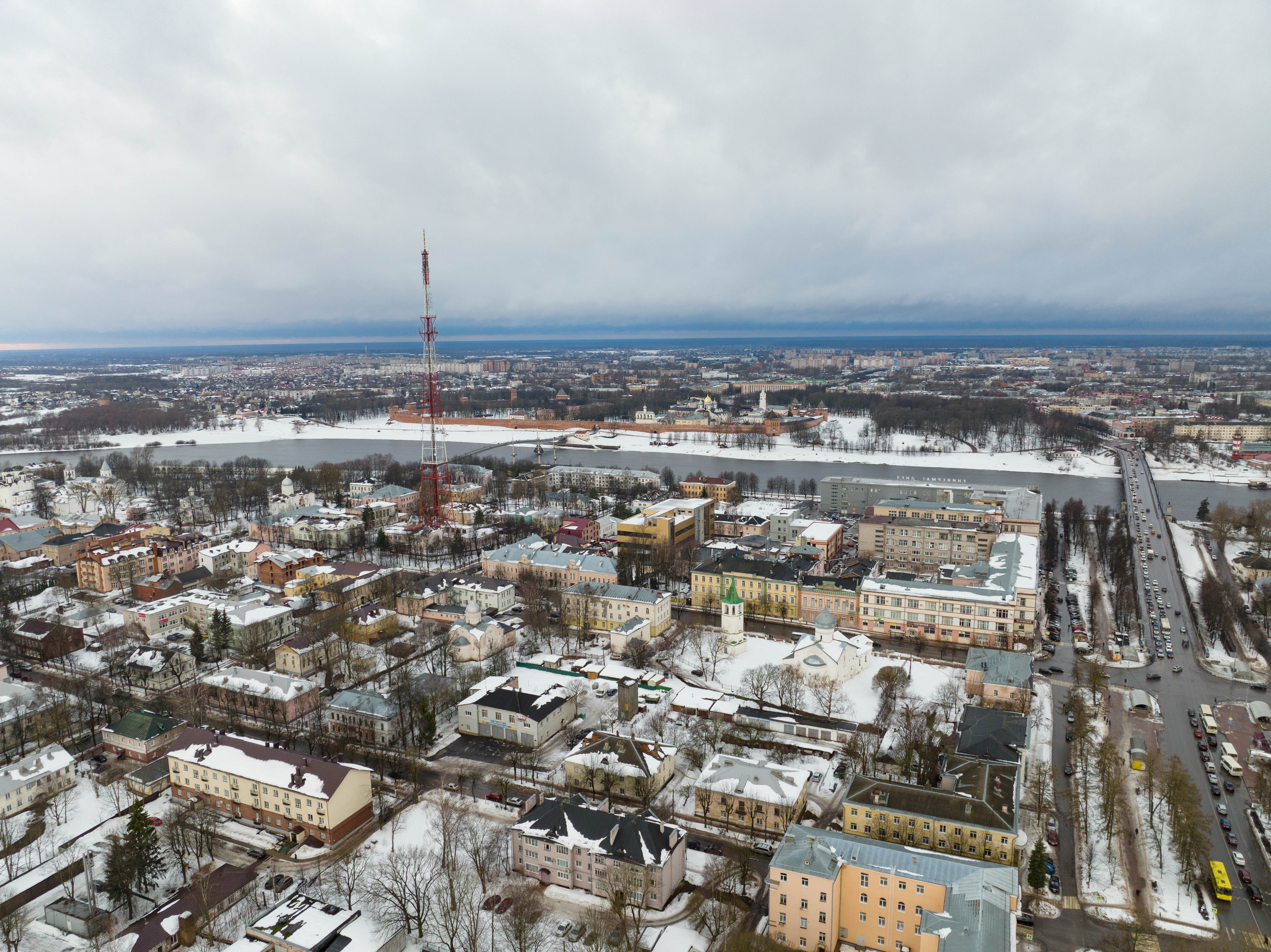
Вид Торговой стороны зимой
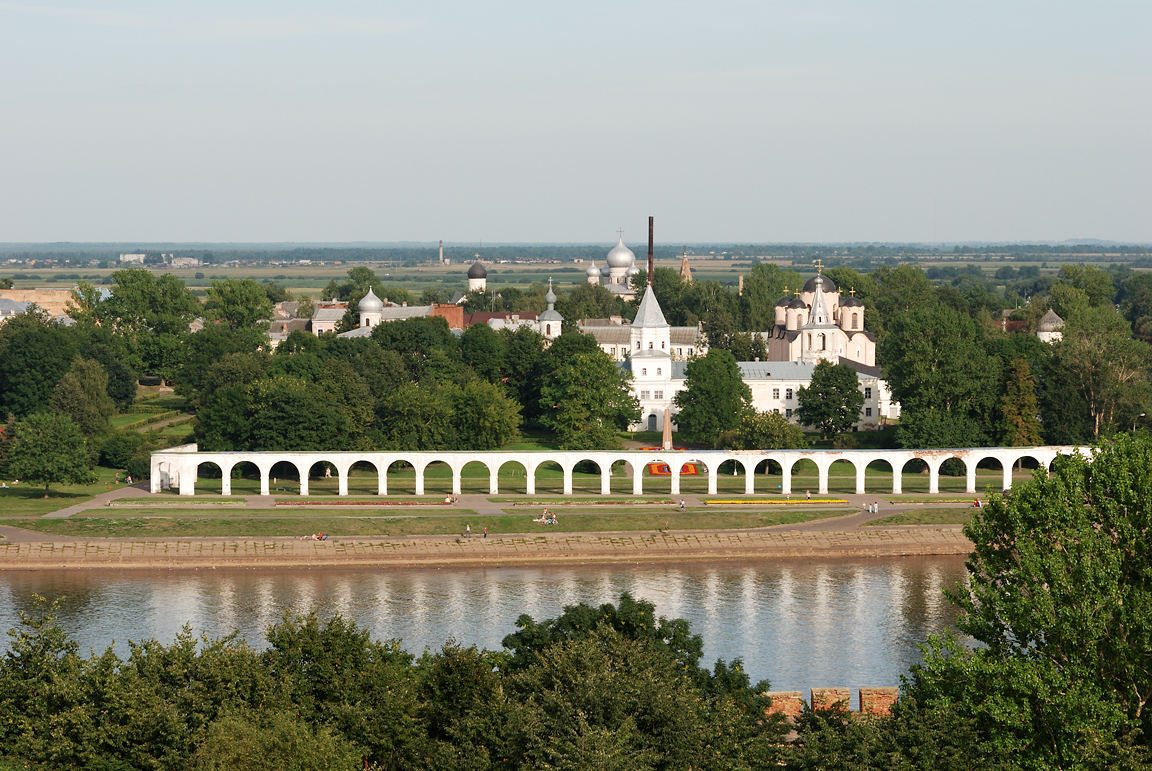
Ярославово Дворище
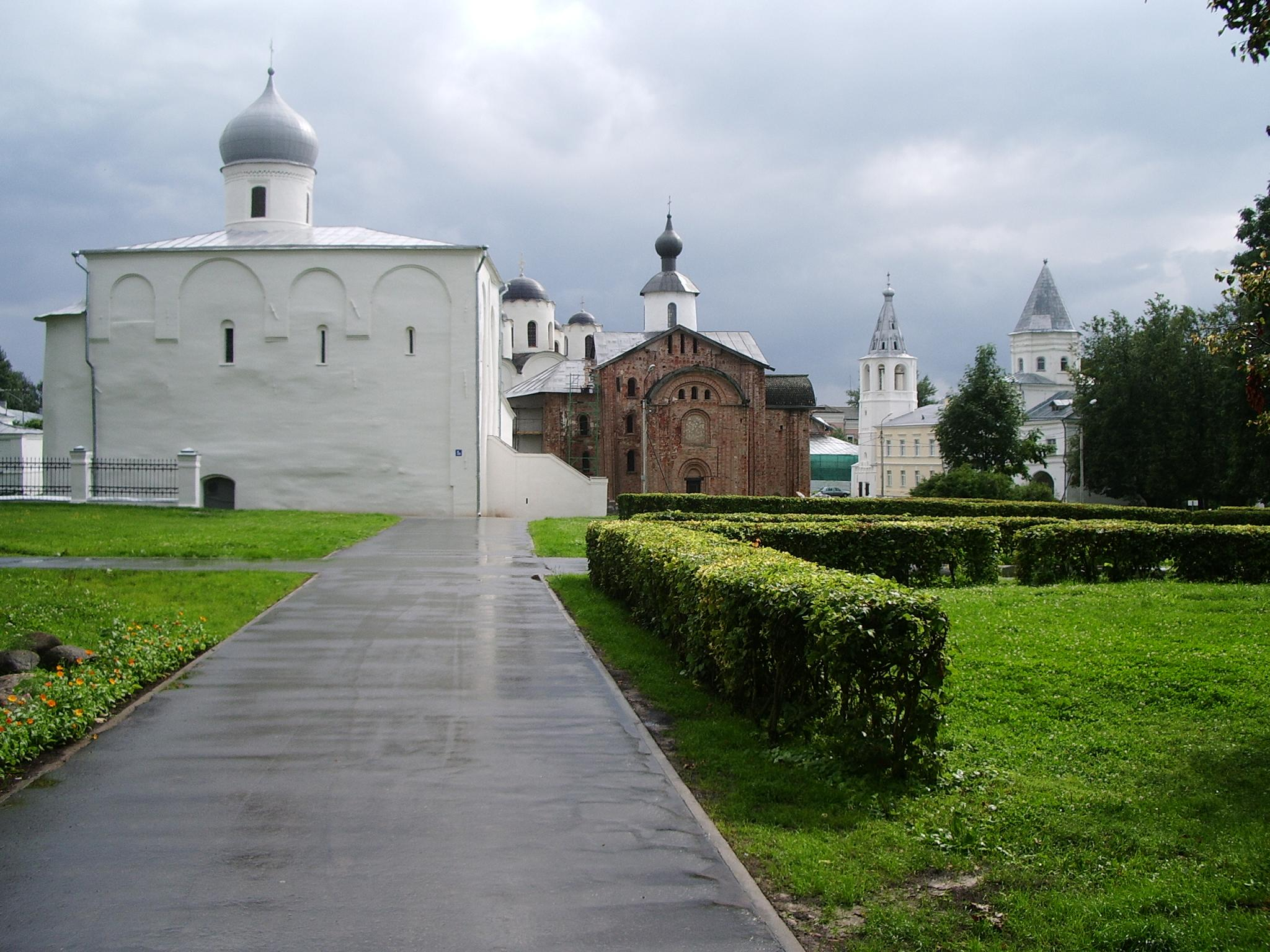
Архитектурный ансамбль Ярославова Дворища
Памятник «Уставшая туристка» у пешеходного моста
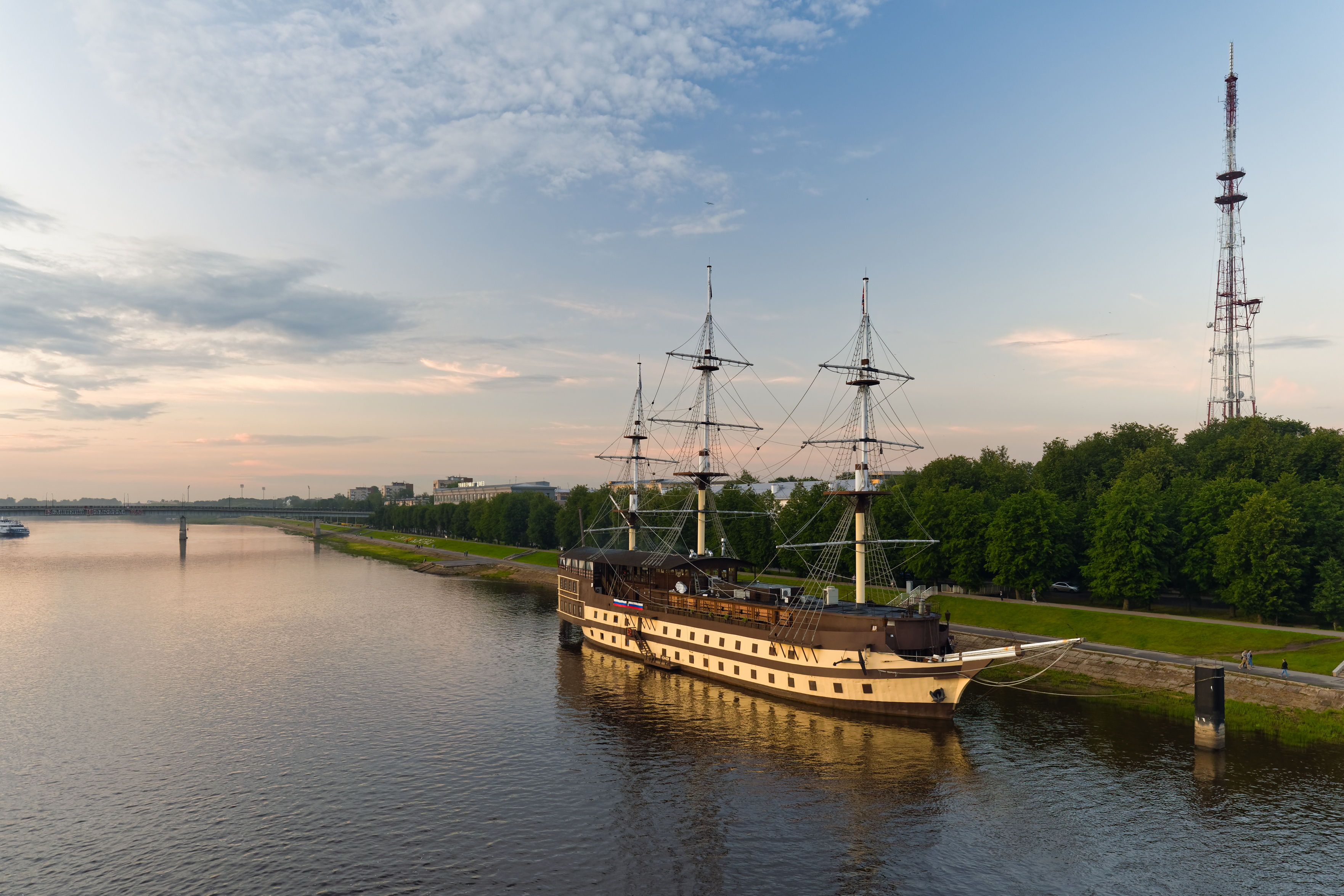
Парусный фрегат «Флагман» на реке Волхов

## Великий Новгород на монетах и банкнотах
| 1988 год                      |
| ----------------------------- |
|                               |
|                               |
| Памятник «Тысячелетие России» |

| 1995 год                                                 | 1995 год                 |
| -------------------------------------------------------- | ------------------------ |
| Историческая серия: 1000-летие России: Александр Невский |                          |
|                                                          |                          |
| «Новгородский кремль»                                    | «Церковь Спаса-Нередицы» |

| 1995 год / 1997 год                                                |
| ------------------------------------------------------------------ |
|                                                                    |
|                                                                    |
| «Тысячелетие России», Софийский Собор, Башни Новгородского Детинца |

| 1999 год                     |
| ---------------------------- |
| Памятники архитектуры России |
|                              |
| «Юрьев монастырь»            |

| 2009 год              |
| --------------------- |
| Древние города России |
|                       |
| «Великий Новгород»    |

| 2009 год | 2009 год                             | 2009 год              | 2009 год             | 2009 год                             |
| --- | ------------------------------------ | --------------------- | -------------------- | ------------------------------------ |
| Россия во всемирном, культурном и природном наследии ЮНЕСКО: Исторические памятники Великого Новгорода и окрестностей |                                      |                       |                      |                                      |
| |                                      |                       |                      |                                      |
| «Ярославово дворище»                                                                                                  | «Церковь Петра и Павла в Кожевниках» | «Новгородский кремль» | «Антониев монастырь» | «Церковь Фёдора Стратилата на Ручью» |

| 2012 год              |
| --------------------- |
| Города воинской славы |
|                       |
| «Великий Новгород»    |

| 2012 год                                           | 2012 год                      |
| -------------------------------------------------- | ----------------------------- |
| 1150-летие зарождения российской государственности |                               |
|                                                    |                               |
|                                                    | Памятник «Тысячелетие России» |

## Великий Новгород в филателии

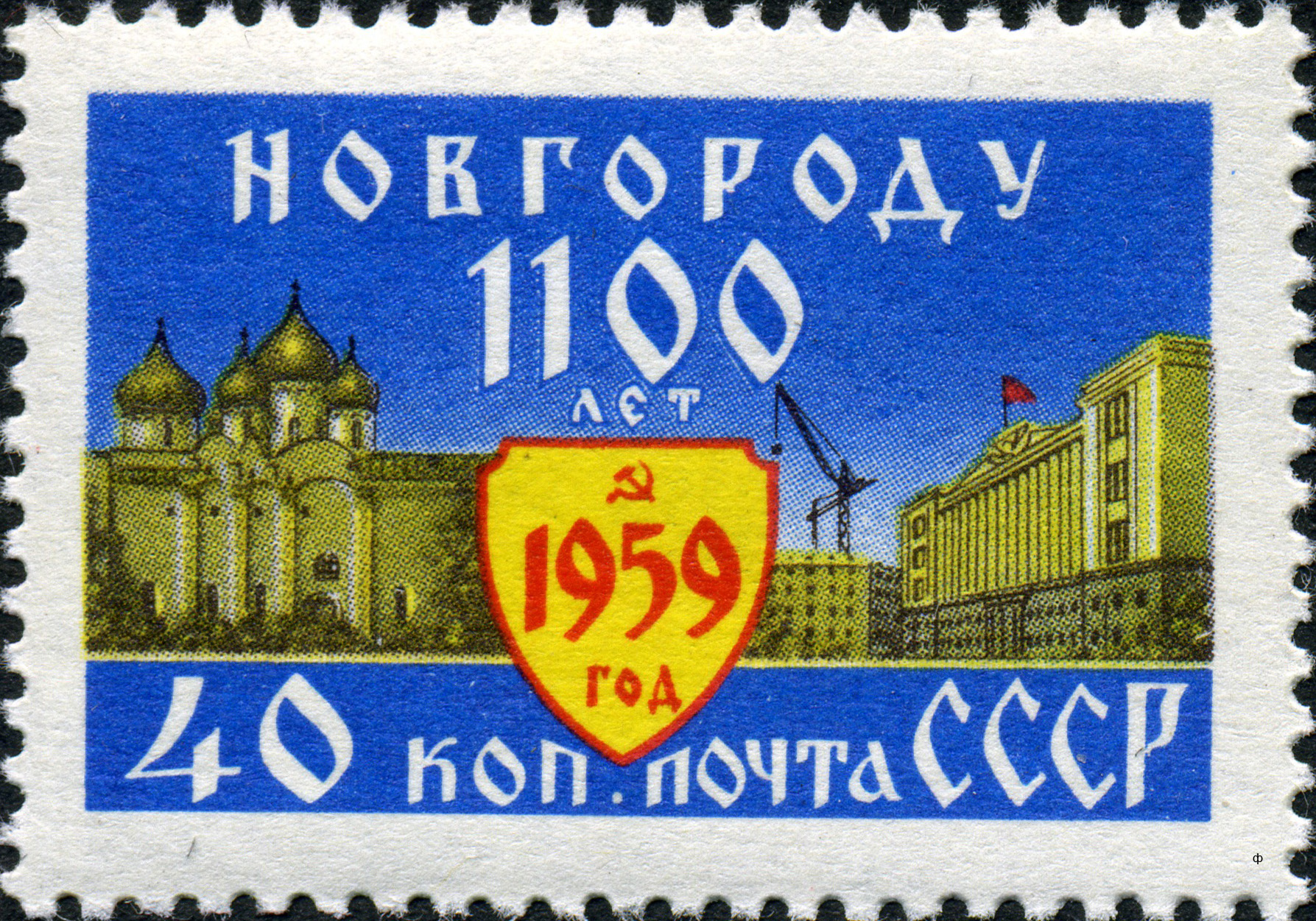
Почтовая марка СССР, 1959 год: 1100-летие Новгорода
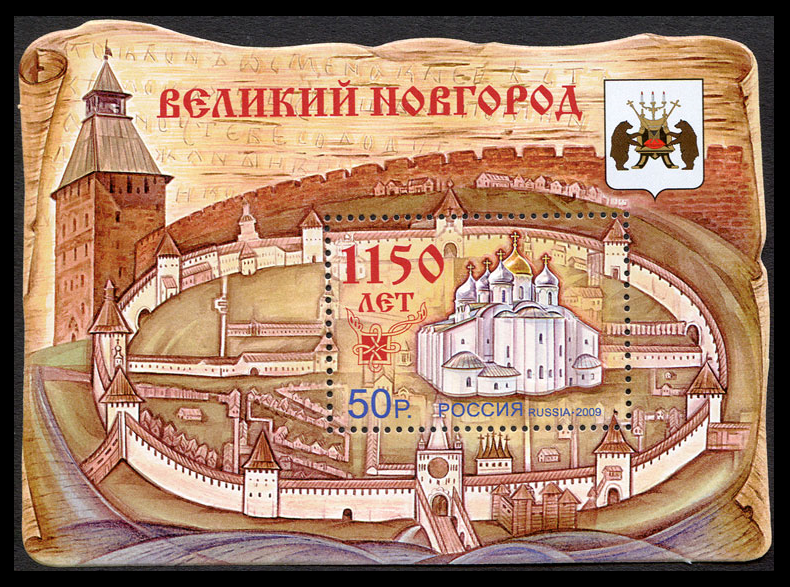
Почтовый блок России, 2009 год: 1150-летие Новгорода

## Военная техника, названная в честь Великого Новгорода

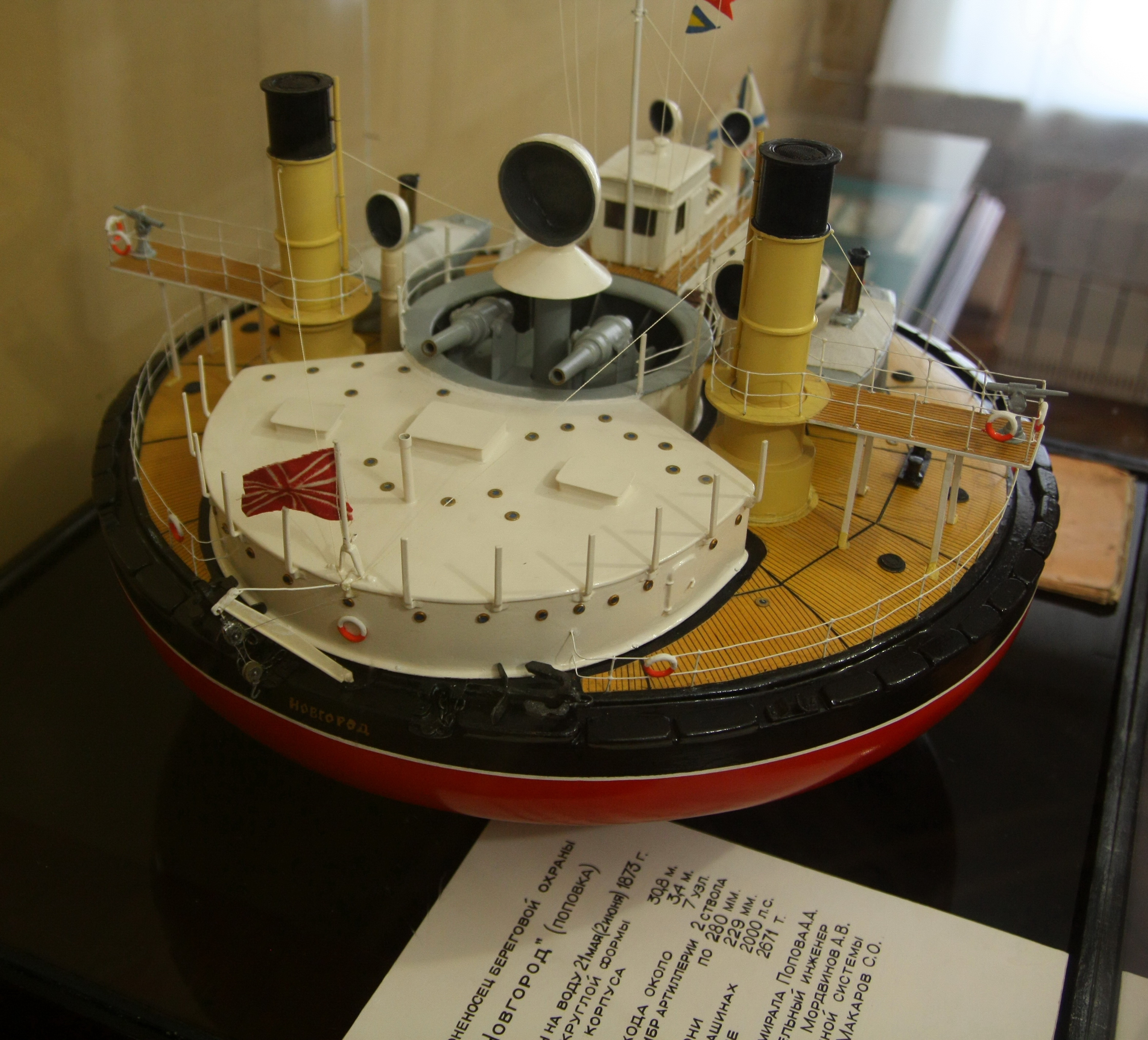
Круглый броненосец «Новгород» – первая «поповка»
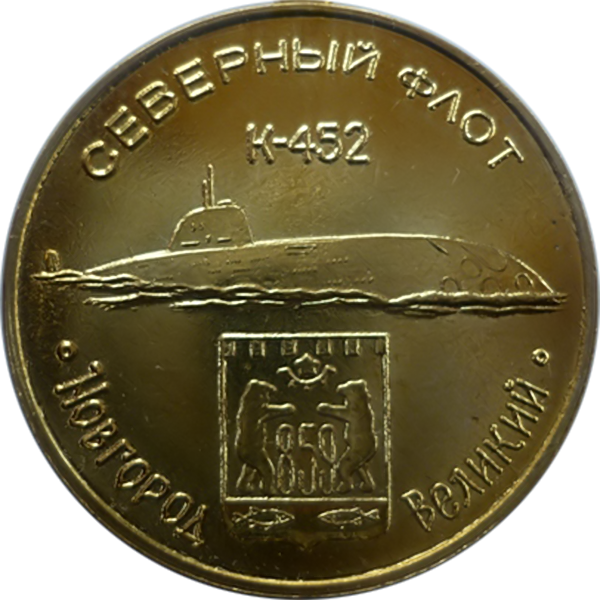
«Новгород Великий», атомная подводная лодка
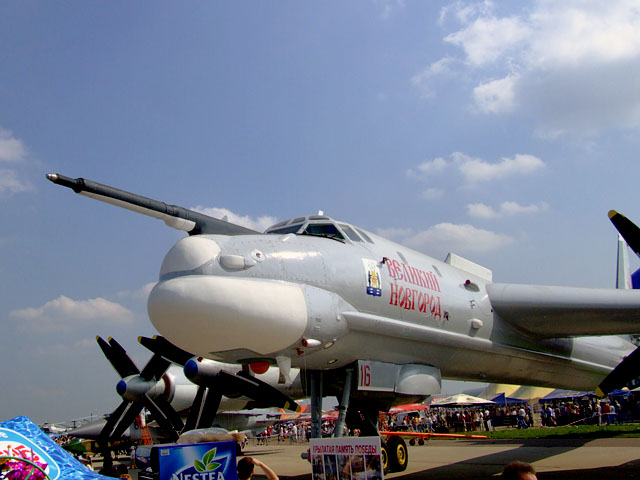
Стратегический бомбардировщик Ту-95МС «Великий Новгород», 22 гв. ТБАД, г. Энгельс
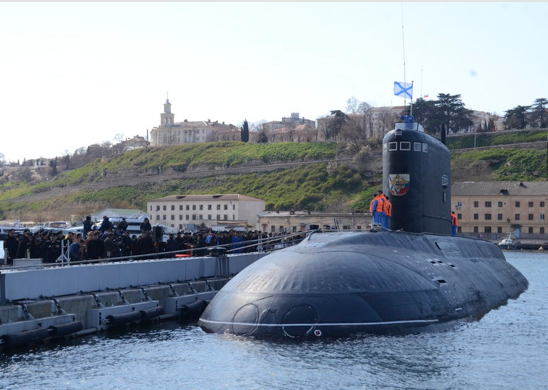
Б-268 «Великий Новгород», подводная лодка проекта 636.3

## Астрономические объекты, названные в честь Великого Новгорода
- Малая планета (3799) Новгород — открыта 22 сентября 1979 года.